# Список делегатов XIX конференции КПСС
Делегаты XIX конференции КПСС (28 июня — 1 июля 1988 года). На конференцию избрано 5000 делегатов. От партийных организаций краев и областей Российской Федерации на конференцию избрано 2933 делегата. Делегации республиканских партийных организаций имеют в своем составе: Украины — 891 человека, Белоруссии — 191, Узбекистана — 178, Казахстана — 225, Грузии — 106, Азербайджана — 104, Литвы — 56, Молдавии — 52, Латвии — 53, Киргизии — 40, Таджикистана — 33, Армении — 51, Туркменистана — 31, Эстонии — 32 человека. Крупными делегациями представлены партийные организации Москвы — 319 человек, Ленинградской области — 176, Московской — 155, Донецкой — 93, Краснодарского края — 89, Ростовской области — 88, Свердловской — 75, Днепропетровской — 73, Горьковской — 71 человек.
| # А Б В Г Д Е Ё Ж З И К Л М Н О П Р С Т У Ф Х Ц Ч Ш Щ Э Ю Я |

## А
1. Ааре, Юхан Йоханнесович
2. Абажаев, Леонид Васильевич
3. Абалкин, Леонид Иванович
4. Абашидзе, Ираклий Виссарионович
5. Абашкина, Нина Матвеевна
6. Аббасов, Мирза Магеррам оглы
7. Аббасова, Хураман Зейнал кызы
8. Абдракитова, Гульзада Ахметовна
9. Абдулаева, Хадижат Набиевна
10. Абдуллаев, Джура Абдуллаевич
11. Абдуллаев, Калык Абдуллаевич
12. Абдуллаева, Робия
13. Абдулхакова, Гальниса Декабрисовна
14. Абдурахманов, Алишер Абдумананович
15. Абдурахманов, Пулат Маджитович
16. Абдусаматов, Абдукаххор
17. Абзианидзе, Гиви Сергеевич
18. Абинов, Кармыш Абинович
19. Аболенцев, Владимир Александрович
20. Абрамишвили, Важа Павлович
21. Абрамов, Иван Павлович
22. Абрамов, Николай Вартанович
23. Абрамов, Сергей Александрович
24. Абрамович, Мария Тихоновна
25. Абрамян, Овик Оганесович
26. Абросов, Павел Андреевич
27. Абуладзе, Тенгиз Евгеньевич
28. Абулашвили, Дястагюль Соломоновна
29. Абулкаиров, Армия
30. Абылаева, Алтынай
31. Авазов, Муносиб
32. Авакян, Гаяне Аветиковна
33. Августимов, Виталий Леонидович
34. Августинович, Елена Ивановна
35. Авдеев, Анатолий Сергеевич
36. Авдеев, Виктор Петрович
37. Авдеев, Пётр Сергеевич
38. Авдеева, Галина Николаевна
39. Авдиенко, Николай Тарасович
40. Авдюшин, Сергей Васильевич
41. Аверин, Александр Николаевич
42. Аверкиев, Владимир Александрович
43. Аветисян, Бенин Акопович
44. Авзалова, Аниса Гафаровна
45. Авилов, Николай Иванович
46. Авлоева, Зайна Авлоевна
47. Авотс, Валдис Карлович
48. Агабабян, Рубен Джангирович
49. Агаджанян, Амаля Вагаршаковна
50. Агаев, Руфат Агабаба оглы
51. Агаева, Таджи Фейзи кызы
52. Агалаков, Владимир Алексеевич
53. Агаларова, Бахар Махмуд кызы
54. Аганиязов, Джумагелди Ханклычевич
55. Агарков, Николай Васильевич
56. Агафонов, Алексей Григорьевич
57. Агафонов, Алексей Николаевич
58. Агафонов, Василий Александрович
59. Агеев, Александр Иванович
60. Агеев, Гений Евгеньевич
61. Агеева, Нина Михайловна
62. Адлейба, Борис Викторович
63. Адушева, Надежда Михайловна
64. Адылов, Владимир Туйчиевич
65. Аедма, Ыйе Рихардовна
66. Азаров, Виктор Яковлевич
67. Азимов, Муршуд Магамед оглы
68. Азимов, Яхье Нуридинович
69. Азман, Степанида Владимировна
70. Айба, Хакибей Кажевич
71. Аимка, Сергей Трофимович
72. Аистов, Владимир Иванович
73. Айвазов, Гюндуз Таги оглы
74. Айдак, Аркадий Павлович
75. Айдамирова, Майтаб Рзабек кызы
76. Айдаркулов, Абдухалик Абдурахманович
77. Айдарханов, Каримхан Айдарханович
78. Айтматов, Чингиз
79. Акбаров, Адилжан
80. Акбаров, Юлдаш Таджиевич
81. Акимов, Вячеслав Михайлович
82. Акматов, Таштанбек Акматович
83. Акопян, Акоп Георгиевич
84. Акопян, Грануш Грантовна
85. Аксёнов, Александр Никифорович
86. Аксёнов, Вячеслав Павлович
87. Акулиничев, Василий Трофимович
88. Акулов, Владимир Антонович
89. Алатуров, Семен Семёнович
90. Алатырцев, Александр Васильевич
91. Албашеев, Константин Андаевич
92. Алеев, Шайнур Калбаевич
93. Алейниковас, Йонас Йонович
94. Алекеева, Кулнар Жагыпаровна
95. Алекперов, Сахиб Нураддин оглы
96. Александров, Александр Иванович
97. Александров, Анатолий Петрович
98. Александров, Вячеслав Фёдорович
99. Александров, Максим Леонидович
100. Александров, Николай Степанович
101. Александрова, Вера Александровна
102. Алексанкин, Александр Васильевич
103. Алексанян, Шаварш Амаякович
104. Алексашин, Михаил Фёдорович
105. Алексеев, Алексей Иванович
106. Алексеев, Виталий Алексеевич
107. Алексеев, Вячеслав Михайлович
108. Алексеев, Михаил Николаевич
109. Алексеев, Николай Васильевич
110. Алексеев, Пётр Сергеевич
111. Алексеев, Юрий Иванович
112. Алексеева, Галина Анатольевна
113. Алексеева, Людмила Лаврентьевна
114. Алемасов, Вячеслав Евгеньевич
115. Алёхин, Иван Тихонович
116. Алехов, Евгений Николаевич
117. Алёшин, Александр Иванович
118. Алёшин, Алексей Николаевич
119. Алёшин, Георгий Васильевич
120. Алёшин, Сергей Николаевич
121. Алиев, Иса Муса оглы
122. Алиев, Шанлик Муслим оглы
123. Алиева, Сулдуза Султан кызы
124. Ализаде, Акшин Аликули оглы
125. Алимов, Рашид Кутбудинович
126. Алимов, Тимур Агзамович
127. Алимова, Халимахан
128. Аллабергенова, Малика Рузимовна
129. Алламурадов, Бури Алламурадович
130. Аллсаар, Хендрик Иоханнесович
131. Алферов, Вячеслав Петрович
132. Альбин, Эндель Эвальдович
133. Алямовская, Галина Ивановна
134. Аманбаев, Толобек
135. Аманклычев, Сапарклыч
136. Аманов, Акиф Мами оглы
137. Аманова, Бубиш
138. Амбарцумян, Виктор Амазаспович
139. Амбарцумян, Сергей Александрович
140. Амелин, Николай Васильевич
141. Аминжонов, Худоберди
142. Амон, Людмила Егоровна
143. Амонашвили, Шалва Александрович
144. Ананьев, Владимир Дмитриевич
145. Ангел, Тамара Дмитриевна
146. Ангел, Юлия Павловна
147. Андреев, Анатолий Антонович
148. Андреев, Анатолий Евгеньевич
149. Андреев, Андрей Григорьевич
150. Андреев, Николай Николаевич
151. Андреева, Татьяна Васильевна
152. Андрейчук, Тамара Андреевна
153. Андреянова, Наталия Михайловна
154. Андриадзе, Ираклий Онисимович
155. Андрианов, Владимир Владимирович
156. Андриевский, Алексей Романович
157. Андросов, Василий Константинович
158. Андрусенко, Леонид Архипович
159. Аникиев, Анатолий Васильевич
160. Аникина, Зинаида Васильевна
161. Анисимов, Алексей Иванович
162. Анисимов, Владимир Иванович
163. Анисимов, Михаил Александрович
164. Анисимова, Галина Андреевна
165. Анищев, Владимир Петрович
166. Анищенко, Василий Васильевич
167. Анкер, Надежда Александровна
168. Аннушкина, Раиса Андреевна
169. Аносова, Зинаида Павловна
170. Анотина, Татьяна Степановна
171. Анохин, Александр Алексеевич
172. Анохин, Алексей Сергеевич
173. Анохин, Виктор Илларионович
174. Анохина, Евгения Сергеевна
175. Аношкин, Борис Петрович
176. Антипов, Сергей Иванович
177. Антон, Уно Хансович
178. Антонов, Алексей Константинович
179. Антонов, Василий Васильевич
180. Антонов, Геннадий Фёдорович
181. Антонов, Олег Иванович
182. Антонова, Валентина Михайловна
183. Антонова, Раиса Петровна
184. Антоновская, Валентина Алексеевна
185. Антончик, Иван Михайлович
186. Антохин, Геннадий Иванович
187. Антошкин, Виктор Владимирович
188. Ануфриев, Валерий Иванович
189. Ануфриев, Владислав Григорьевич
190. Ануфриев, Георгий Иванович
191. Ануфриев, Юрий Васильевич
192. Ануфриева, Лидия Алексеевна
193. Анфимов, Олег Георгиевич
194. Анчеев, Игорь Николаевич
195. Аншукова, Людмила Константиновна
196. Апаева, Елена Ивановна
197. Апарин, Иван Васильевич
198. Апарина, Алевтина Викторовна
199. Апостол, Вениамин Гаврилович
200. Арабидзе, Вахтанг Иванович
201. Арабянц, Завен Амаякович
202. Арбатов, Георгий Аркадьевич
203. Ардашев, Николай Юрьевич
204. Арефин, Юрий Иванович
205. Арефьева, Галина Сергеевна
206. Арипджанов, Махмут Марипович
207. Аристов, Борис Иванович
208. Аристов, Валерий Степанович
209. Аристов, Герман Михайлович
210. Аристов, Игорь Сергеевич
211. Арнаут, Илья Ильич
212. Арсентьев, Олег Робертович
213. Арсикова, Нина Дмитриевна
214. Артамонова, Нина Михайловна
215. Артемов, Николай Кузьмич
216. Артемьев, Владимир Александрович
217. Арутюнян, Ашот Геворгович
218. Арутюнян, Людвик Анушаванович
219. Арутюнян, Мартин Карапетович
220. Арутюнян, Сурен Гургенович
221. Архангельский, Юрий Николаевич
222. Архаров, Анатолий Петрович
223. Архипов, Владимир Григорьевич
224. Архипов, Владимир Михайлович
225. Архипова, Ирина Константиновна
226. Архипова, Татьяна Петровна
227. Арцименя, Дмитрий Константинович
228. Аршба, Руслан Ардеванович
229. Аскаров, Ахмадали Аскарович
230. Аскеров, Гаджибала Аскер оглы
231. Асланов, Ниязи Гусейн оглы
232. Астафьев, Вадим Григорьевич
233. Асташкин, Пётр Алексеевич
234. Асташов, Валентин Петрович
235. Астраускас, Витаутас Стасевич
236. Атакишиева, Шамама Муса кызы
237. Атаманов, Александр Павлович
238. Атласов, Виктор Григорьевич
239. Ауельбеков, Еркин Нуржанович
240. Аухадиев, Сайлаухан Абильханович
241. Аушев, Руслан Султанович
242. Афанасьев, Виктор Григорьевич
243. Афанасьев, Юрий Николаевич
244. Афанасьева, Любовь Дмитриевна
245. Афонин, Вениамин Георгиевич
246. Ахантьев, Виктор Николаевич
247. Ахламова, Наталья Тихоновна
248. Ахмедов, Гасан Ахмедович
249. Ахмедов, Латиф Аллахверди
250. Ахмедов, Фархат Рузиевич
251. Ахмедов, Хан
252. Ахметов, Мусавир Маганович
253. Ахметшина, Самия Шакировна
254. Ахохов, Анатолий Хажмусович
255. Ахромеев, Сергей Фёдорович
256. Ахунджанова, Умида Умаралиевна
257. Ахунова, Иргашой Нурматовна
258. Ачелашвили, Автандил Георгиевич
259. Аюбов, Нажмиддин

## Б
1. Баавыл, Татьяна Иргитовна
2. Бабенко, Александр Александрович
3. Бабенко, Александр Петрович
4. Бабенышева, Валентина Павловна
5. Бабинина, Галина Васильевна
6. Бабич, Юрий Петрович
7. Бабичева, Людмила Михайловна
8. Бабиченко, Михаил Семёнович
9. Бабушкин, Виктор Васильевич
10. Бабынин, Владимир Фёдорович
11. Багирли, Рамиз Абузер оглы
12. Багиров, Октай Алисатарович
13. Багров, Леонид Васильевич
14. Бадеян, Генрих Бабкенович
15. Бадмахалгаев, Лаг Цаганманджиевич
16. Бадьин, Михаил Афанасьевич
17. Базовский, Владимир Николаевич
18. Базыкина, Людмила Алексеевна
19. Базюк, Станислав Яковлевич
20. Байгарина, Гулужиган Абдулажановна
21. Байгельдиев, Умирбек
22. Баймухамбетов, Кенескан
23. Байнаева, Огульгерек
24. Байтов, Александр Иванович
25. Байцур, Глеб Григорьевич
26. Баканов, Евгений Михайлович
27. Бакатин, Вадим Викторович
28. Бакеева, Хава Хамидуловна
29. Бакин, Борис Владимирович
30. Бакланов, Григорий Яковлевич
31. Бакланов, Олег Дмитриевич
32. Балабай, Иван Васильевич
33. Балакин, Михаил Фёдорович
34. Балакшин, Юрий Зосимович
35. Балалыкина, Ольга Филипповна
36. Балан, Василий Иванович
37. Баландин, Владимир Михайлович
38. Баландин, Юрий Николаевич
39. Балановская, Надежда Августовна
40. Балашов, Борис Иванович
41. Балашов, Владимир Павлович
42. Балаян, Размик Григорьевич
43. Балаян, Рафик Бегларович
44. Балдаускене, Она Миколовна
45. Балдуев, Владимир Викторович
46. Балицкая, Тамара Сергеевна
47. Балуев, Вениамин Георгиевич
48. Баля, Михаил Макарович
49. Бандровский, Генрих Иосифович
50. Бандуровский, Дмитрий Казимирович
51. Барабанова, Клара Сулеймановна
52. Баранов, Александр Алексеевич
53. Баранов, Владимир Евгеньевич
54. Баранов, Геннадий Александрович
55. Баранова, Валентина Ивановна
56. Баранова, Мария Ивановна
57. Баранова, Ольга Александровна
58. Бардова, Татьяна Васильевна
59. Баржиков, Аскарбек
60. Баринов, Юрий Дмитриевич
61. Баринова, Галина Ивановна
62. Барков, Семен Филиппович
63. Барковская, Татьяна Николаевна
64. Барнева, Любовь Андреевна
65. Баротова, Партовби
66. Барсуков, Евгений Александрович
67. Барсуков, Иван Петрович
68. Бартошевич, Геннадий Георгиевич
69. Барулев, Владимир Александрович
70. Барыбин, Михаил Александрович
71. Барышева, Татьяна Васильевна
72. Басанов, Бамба Манджиевич
73. Басин, Ефим Владимирович
74. Басистов, Анатолий Георгиевич
75. Басов, Александр Владимирович
76. Баталин, Юрий Петрович
77. Батанов, Алексей Михайлович
78. Батенчук, Евгений Никанорович
79. Батехин, Леонид Лукич
80. Баулин, Василий Афанасьевич
81. Баум, Лидия Артамоновна
82. Бахера, Татьяна Александровна
83. Бахтин, Анатолий Яковлевич
84. Бацанов, Борис Терентьевич
85. Бачило, Наталия Дмитриевна
86. Бачурин, Виктор Иванович
87. Башдурдыева, Огульбиби
88. Башев, Владимир Иванович
89. Башенов, Шавиден
90. Башилов, Сергей Васильевич
91. Башмаков, Евгений Фёдорович
92. Баштанюк, Геннадий Сергеевич
93. Баяк, Анатолий Адамович
94. Баянов, Виктор Михайлович
95. Бебенин, Сергей Михайлович
96. Бедрин, Николай Павлович
97. Безверхова, Антонида Павловна
98. Безлепкина, Людмила Фёдоровна
99. Безручко, Пётр Сергеевич
100. Безручко, Тамара Михайловна
101. Бейшекеева, Зайна
102. Бекбулатов, Шамиль Хайруллович
103. Беккер, Генрих Александрович
104. Бекназаров, Соибназар
105. Бекназаров, Халкназар
106. Белая, Татьяна Ивановна
107. Белецкий, Всеволод Владимирович
108. Белик, Валентин Васильевич
109. Белик, Татьяна Владимировна
110. Белицкий, Николай Григорьевич
111. Белов, Владимир Львович
112. Белов, Пётр Григорьевич
113. Белов, Юрий Петрович
114. Беловол, Николай Васильевич
115. Белогуров, Николай Андреевич
116. Белозерова, Галина Андреевна
117. Белозерцев, Иван Александрович
118. Белокопытов, Александр Кондратьевич
119. Белокуров, Анатолий Михайлович
120. Белоногова, Раиса Александровна
121. Белоус, Михаил Павлович
122. Белоусов, Борис Михайлович
123. Белоусов, Вячеслав Иванович
124. Белоусов, Игорь Сергеевич
125. Белоусова, Надежда Сергеевна
126. Белоусова, Наталья Анатольевна
127. Белугин, Владимир Александрович
128. Белый, Алексей Павлович
129. Белый, Иван Григорьевич
130. Белых, Лидия Ивановна
131. Бельков, Григорий Иванович
132. Бельцев, Георгий Владимирович
133. Беляев, Альберт Андреевич
134. Беляев, Владимир Павлович
135. Беляев, Михаил Александрович
136. Беляев, Спартак Тимофеевич
137. Беляков, Анатолий Михайлович
138. Беляков, Евгений Ильич
139. Беляков, Николай Анатольевич
140. Беляков, Олег Сергеевич
141. Беляков, Ростислав Аполлосович
142. Беляков, Юрий Алексеевич
143. Белянинов, Валерий Константинович
144. Берая, Пётр Шалвович
145. Бережной, Александр Павлович
146. Бережной, Анатолий Семёнович
147. Бережной, Николай Алексеевич
148. Берёза, Владимир Фёдорович
149. Берёза, Галина Сергеевна
150. Березин, Анатолий Иванович
151. Берёзов, Владимир Прокофьевич
152. Березун, Тамара Адамовна
153. Берестовой, Виктор Иванович
154. Беридзе, Эмзар Александрович
155. Берков, Дмитрий Дмитриевич
156. Берлинский, Виталий Иосифович
157. Берсенев, Анатолий Степанович
158. Беспалов, Юрий Александрович
159. Бессмертный, Александр Александрович
160. Бессмертных, Александр Александрович
161. Бесхмельницын, Михаил Иванович
162. Бесчастнов, Алексей Михайлович
163. Бетехтин, Анатолий Владимирович
164. Бех, Николай Иванович
165. Бечко, Раиса Станиславовна
166. Бжассо, Фатимет Пазадовна
167. Бибин, Леонид Алексеевич
168. Бигвава, Гунда Сардионовна
169. Бигозиева, Жания Арынтаевна
170. Биккенин, Наиль Бариевич
171. Биончик, Анатолий Николаевич
172. Бир, Галина Николаевна
173. Бирюков, Александр Андреевич
174. Бирюков, Евгений Николаевич
175. Бирюков, Иван Павлович
176. Бирюкова, Александра Павловна
177. Бирюкова, Тамара Ивановна
178. Благинин, Станислав Петрович
179. Благодарова, Мария Николаевна
180. Блашку, Анатолий Иванович
181. Блинова, Анна Николаевна
182. Блинова, Мария Александровна
183. Блохин, Анатолий Прокопьевич
184. Блохин, Юрий Николаевич
185. Бобкин, Николай Михайлович
186. Бобков, Филипп Денисович
187. Бобкова, Надежда Павловна
188. Бобовиков, Ратмир Степанович
189. Бобриков, Евсей Павлович
190. Бобрицкий, Николай Иванович
191. Бобров, Виталий Борисович
192. Бобровников, Андрей Андреевич
193. Бобыкин, Леонид Фёдорович
194. Бова, Виталий Иванович
195. Бова, Людмила Александровна
196. Богатов, Семён Михайлович
197. Богатова, Татьяна Иосифовна
198. Богатырёва, Людмила Михайловна
199. Богдан, Любовь Степановна
200. Богданов, Александр Дмитриевич
201. Богданов, Геннадий Андреевич
202. Богданов, Михаил Иванович
203. Богданов, Пётр Степанович
204. Богданова, Людмила Николаевна
205. Богдашин, Владимир Иванович
206. Богиева, Угилниёз Панжиевна
207. Богинская, Валентина Николаевна
208. Богомолов, Иван Николаевич
209. Богомолова, Ирина Михайловна
210. Богомяков, Геннадий Павлович
211. Боделан, Владимир Борисович
212. Бодрягин, Юрий Владимирович
213. Боева, Людмила Сергеевна
214. Боечко, Фёдор Фёдорович
215. Боженок, Ирина Давыдовна
216. Божко, Александр Васильевич
217. Бозтаев, Кешрим Бозтаевич
218. Бойбутаев, Салайдин
219. Бойко, Иван Дмитриевич
220. Бойко, Николай Макарович
221. Бойко, Ольга Мартыновна
222. Бойков, Геннадий Александрович
223. Бойкова, Ольга Фёдоровна
224. Бойчук, Вадим Александрович
225. Бойчук, Владимир Степанович
226. Бойчук, Татьяна Витальевна
227. Бокарева, Галина Алексеевна
228. Боков, Владимир Анатольевич
229. Боков, Хажбикар Хакяшевич
230. Болгар, Нина Николаевна
231. Болдин, Валерий Иванович
232. Болдырев, Иван Сергеевич
233. Болонина, Тамара Семёновна
234. Болотникова, Ольга Андреевна
235. Большаков, Алексей Алексеевич
236. Большакова, Татьяна Николаевна
237. Большеченко, Алексей Гаврилович
238. Боляндра, Мария Сергеевна
239. Бондарев, Андрей Петрович
240. Бондарев, Василий Павлович
241. Бондарев, Михаил Григорьевич
242. Бондарев, Юрий Васильевич
243. Бондарева, Валентина Семёновна
244. Бондаренко, Валентина Павловна
245. Бондаренко, Владимир Николаевич
246. Бондаренко, Нина Константиновна
247. Бондарчук, Виктор Степанович
248. Бондарчук, Владимир Николаевич
249. Борачек, Нина Николаевна
250. Борейко, Михаил Степанович
251. Боримская, Полина Фёдоровна
252. Борис, Василий Иванович
253. Борисенко, Анна Даниловна
254. Борисенко, Владимир Алексеевич
255. Борисенков, Василий Михайлович
256. Борискин, Олег Алексеевич
257. Борисов, Андрей Саввич
258. Борисов, Стефан Егорович
259. Борисов, Эдуард Сергеевич
260. Борисов, Юрий Георгиевич
261. Борисова, Александра Ивановна
262. Борисова, Людмила Сергеевна
263. Борисова, Ольга Ивановна
264. Борисова, Фируза Салимовна
265. Борисюк, Надежда Петровна
266. Борисюк, Степан Александрович
267. Борняков, Валентин Николаевич
268. Боровенский, Иван Григорьевич
269. Боровик, Геннадий Сергеевич
270. Боровик, Генрих Авиэзерович
271. Боровиков, Сергей Григорьевич
272. Боровикова, Зоя Ивановна
273. Боровков, Вячеслав Александрович
274. Бородавко, Юрий Иванович
275. Бородин, Анатолий Алексеевич
276. Бородин, Геннадий Петрович
277. Бородин, Николай Васильевич
278. Бородин, Павел Дмитриевич
279. Бортникова, Мария Алексеевна
280. Бортниченко, Галина Викторовна
281. Боцманов, Генрих Николаевич
282. Бочаров, Виктор Иванович
283. Бочков, Анатолий Иванович
284. Бочков, Виктор Валентинович
285. Бочкова, Алла Николаевна
286. Бояр, Виктор Леонтьевич
287. Бояринова, Вера Ивановна
288. Брагина, Зинаида Васильевна
289. Бражникова, Зоя Сергеевна
290. Бразаускас, Альгирдас
291. Браков, Евгений Алексеевич
292. Братанова, Любовь Андреевна
293. Браун, Андрей Георгиевич
294. Браусова, Галина Алексеевна
295. Бредихина, Галина Васильевна
296. Брежнев, Владимир Аркадьевич
297. Брикайло, Надежда Михайловна
298. Бритвин, Николай Васильевич
299. Бритов, Валентин Николаевич
300. Бровиков, Владимир Игнатьевич
301. Бровкин, Сергей Павлович
302. Бровко, Анатолий Михайлович
303. Бродский, Анатолий Яковлевич
304. Бронников, Владимир Константинович
305. Бронников, Станислав Григорьевич
306. Бронштейн, Михаил Лазаревич
307. Брусников, Александр Григорьевич
308. Брутенц, Карен Нерсесович
309. Брухнов, Валентин Андреевич
310. Брызга, Лидия Дмитриевна
311. Брюховецкий, Владимир Фёдорович
312. Брячихин, Алексей Михеевич
313. Бублик, Николай Михайлович
314. Будагова, Гюльназ Агагусейн кызы
315. Будакова, Лидия Анатольевна
316. Будзиевский, Николай Викторович
317. Будыка, Александр Дмитриевич
318. Бузинов, Валерий Борисович
319. Бузинская, Людмила Денисовна
320. Букатов, Александр Васильевич
321. Букова, Раиса Андрияновна
322. Букреев, Юрий Дмитриевич
323. Букурова, Уразгуль Сагинтаевна
324. Буланов, Юрий Михайлович
325. Булатов, Михаил Алексеевич
326. Булатова, Нина Михайловна
327. Булгаков, Леонид Николаевич
328. Булгакова, Нина Николаевна
329. Булдаев, Сергей Николаевич
330. Булкин, Александр Васильевич
331. Булыгина, Галина Ивановна
332. Булянда, Александр Алексеевич
333. Бунчук, Валерий Алексеевич
334. Буравков, Юрий Александрович
335. Бураков, Алексей Иванович
336. Буранбаев, Сансызбай
337. Бурдыко, Виктор
338. Бурдюгова, Нина Петровна
339. Буркинский, Борис Владимирович
340. Бурнакова, Валентина Сергеевна
341. Бурский, Виктор Иванович
342. Буряк, Николай Федосеевич
343. Буслов, Леонид Иванович
344. Бусыгин, Михаил Иванович
345. Бутенко, Николай Николаевич
346. Бутко, Владимир Иванович
347. Бутовский, Леонид Борисович
348. Бутрин, Виктор Григорьевич
349. Бутхузи, Натела Кимоевна
350. Бутырин, Иван Григорьевич
351. Бутюнин, Сергей Николаевич
352. Бухарин, Николай Иванович
353. Бухарина, Зинаида Ивановна
354. Бухов, Алексей Дмитриевич
355. Бучин, Виктор Иванович
356. Бучинова, Нина Дмитриевна
357. Бучинскене, Вероника Мечислововна
358. Быков, Валерий Алексеевич
359. Быков, Валерий Леонидович
360. Быстрицкая, Евдокия Семёновна
361. Быстров, Евгений Иванович
362. Быхов, Валентин Васильевич
363. Бычек, Анатолий Николаевич
364. Бычков, Юрий Фёдорович
365. Бязырова, Валентина Тимофеевна

## В
1. Вагабзаде, Бахтияр Махмуд оглы
2. Вагин, Михаил Алексеевич
3. Вагин, Михаил Григорьевич
4. Вагнер, Евгений Антонович
5. Вагрис, Ян Янович
6. Важенин, Иван Степанович
7. Вайно, Карл Генрихович
8. Вайткявичюс, Наримантас Адольфович
9. Вайцякаускас, Альгимантас Мотеевич
10. Вакилова, Валентина Михайловна
11. Вакульчик, Андрей Мартынович
12. Валеева, Зухра Сибгатовна
13. Валентьева, Галина Алексеевна
14. Валиева, Райфа Фиргалеевна
15. Валишин, Марат Мансурович
16. Валов, Юрий Николаевич
17. Ванат, Пётр Михайлович
18. Ванькович, Роман Леопольдович
19. Варадашвили, Алексей Николаевич
20. Варапаева, Мария Ильинична
21. Варгин, Сергей Павлович
22. Варданян, Карапет Вараздатович
23. Варенников, Валентин Иванович
24. Варначёв, Евгений Андреевич
25. Варсобин, Андрей Константинович
26. Вартанян, Сергей Мирзаджанович
27. Варшавский, Михаил Николаевич
28. Варюхина, Зоя Николаевна
29. Васенькин, Юрий Леонидович
30. Василевская, Мария Константиновна
31. Василевский, Владимир Михайлович
32. Василенко, Григорий Иванович
33. Василенко, Михаил Иванович
34. Василенко, Михаил Фёдорович
35. Василинчук, Зоя Алексеевна
36. Василишин, Роман Данилович
37. Васильев, Александр Евгеньевич
38. Васильев, Аркадий Александрович
39. Васильев, Валерий Николаевич
40. Васильев, Вилик Александрович
41. Васильев, Владимир Георгиевич
42. Васильев, Иван Афанасьевич
43. Васильев, Иван Степанович
44. Васильев, Лев Борисович
45. Васильев, Николай Фёдорович
46. Васильев, Юрий Сергеевич
47. Васильева, Дина Васильевна
48. Васильева, Елена Николаевна
49. Васильева, Надежда Викторовна
50. Васильева, Татьяна Николаевна
51. Васильковский, Александр Ефремович
52. Васильцов, Виктор Михайлович
53. Васильченко, Владимир Егорович
54. Васин, Юрий Яковлевич
55. Васнецов, Андрей Владимирович
56. Васюченко, Валентина Николаевна
57. Вахлаков, Юрий Николаевич
58. Ващекин, Егор Павлович
59. Ващенко, Виктор Петрович
60. Ващенко, Николай Трофимович
61. Веденькина, Лилия Фёдоровна
62. Ведерников, Владимир Фёдорович
63. Ведерников, Геннадий Георгиевич
64. Ведмидь, Алина Петровна
65. Ведякин, Геннадий Андреевич
66. Везиров, Абдул-Рахман Халил оглы
67. Велиньш, Андрис Янович
68. Велихов, Евгений Павлович
69. Величко, Владимир Макарович
70. Величко, Игорь Иванович
71. Величко, Нина Ивановна
72. Веневцев, Виталий Максимович
73. Венедиктов, Юрий Сергеевич
74. Венкин, Александр Алексеевич
75. Вепрев, Аркадий Филимонович
76. Вердиева, Земфира Надировна
77. Вернигора, Леонид Михайлович
78. Вертолецкий, Николай Павлович
79. Верченко, Виталий Алексеевич
80. Веселов, Георгий Петрович
81. Видмантене, Лаймуте Феликсовна
82. Видоменко, Валерий Андроникович
83. Видрашку, Василий Захарович
84. Видьманов, Виктор Михайлович
85. Видяев, Борис Павлович
86. Виигисалу, Антс Оскарович
87. Викторов, Александр Григорьевич
88. Викторов, Александр Дмитриевич
89. Винник, Анатолий Яковлевич
90. Винограденко, Пётр Григорьевич
91. Виноградов, Валерий Викторович
92. Виноградов, Владимир Михайлович
93. Виноградов, Вячеслав Николаевич
94. Виноградов, Дмитрий Львович
95. Виноградов, Олег Вадимович
96. Виноградов, Юрий Александрович
97. Виноградова, Людмила Фёдоровна
98. Виноградова, Светлана Александровна
99. Винокуров, Александр Иванович
100. Вискарь, Владимир Михайлович
101. Вискунов, Анатолий Егорович
102. Вислогузов, Альберт Михайлович
103. Витковский, Александр Константинович
104. Витолинь, Райтис Янович
105. Владимиров, Борис Григорьевич
106. Владимирова, Валентина Ивановна
107. Владыченко, Иван Максимович
108. Власенко, Адам Григорьевич
109. Власенко, Анатолий Александрович
110. Власов, Александр Владимирович
111. Власов, Альберт Иванович
112. Власов, Виктор Алексеевич
113. Власов, Владимир Михайлович
114. Власова, Елена Сииридоновна
115. Внебрачный, Иван Семёнович
116. Вовченко, Сергей Николаевич
117. Водоватов, Виктор Алексеевич
118. Водолажко, Светлана Ефимовна
119. Военушкин, Сергей Фёдорович
120. Возгрина, Нина Ивановна
121. Войстроченко, Анатолий Фомич
122. Войтенко, Лидия Васильевна
123. Войцеховская, Антонина Александровна
124. Войцеховский, Евгений Юрьевич
125. Волик, Иван Фомич
126. Волков, Алексей Алексеевич
127. Волков, Валерий Степанович
128. Волков, Виктор Александрович
129. Волков, Владимир Анатольевич
130. Волков, Гавриил Моисеевич
131. Волков, Николай Петрович
132. Волков, Олег Александрович
133. Волкова, Лариса Алексеевна
134. Волкова, Любовь Ильинична
135. Волкова, Людмила Феодосьевна
136. Волкогонов, Дмитрий Антонович
137. Воловченко, Пётр Иванович
138. Вологжанин, Сергей Егорович
139. Вологжин, Валентин Михайлович
140. Вологина, Вера Ивановна
141. Володенкова, Людмила Владимировна
142. Володин, Борис Михайлович
143. Волосюк, Наталья Андреевна
144. Волоченский, Анатолий Анатольевич
145. Волошин, Иван Макарович
146. Волынский, Виктор Леонидович
147. Волынцев, Алексей Аврамович
148. Вольмер, Юрий Михайлович
149. Воробьёв, Борис Михайлович
150. Воробьёв, Иван Леонидович
151. Воробьёв, Игорь Тимофеевич
152. Воробьёв, Николай Николаевич
153. Воробьёв, Олег Гаврилович
154. Воробьёв, Эдуард Аркадьевич
155. Ворович, Иосиф Израилевич-Гиршевич
156. Ворожейкин, Анатолий Алексеевич
157. Ворожейкин, Иван Егорович
158. Воронин, Александр Иванович
159. Воронин, Василий Петрович
160. Воронин, Владимир Николаевич
161. Воронин, Лев Алексеевич
162. Воронко, Александр Александрович
163. Воронов, Александр Николаевич
164. Воронов, Юрий Петрович
165. Воронцов, Юлий Михайлович
166. Воронько, Валерий Андреевич
167. Воропаев, Алексей Макарович
168. Воропаев, Михаил Гаврилович
169. Воротинский, Михаил Иванович
170. Воротников, Валерий Павлович
171. Воротников, Виталий Иванович
172. Воротников, Евгений Александрович
173. Воротников, Лев Дмитриевич
174. Воротникова, Валентина Михайловна
175. Восканян, Грант Мушегович
176. Восколупова, Надежда Ивановна
177. Восс, Август Эдуардович
178. Выблов, Василий Дмитриевич
179. Высоцкий, Анатолий Емельянович
180. Вычисенко, Анатолий Алексеевич
181. Вяляс, Вайно Иосипович
182. Вяхи, Тийт

## Г
1. Гааг, Альвис Давыдович
2. Габбасов, Мингалей Валеевич
3. Габелашвили, Джумбери Гедеванович
4. Габибов, Аллахверди Кудрат оглы
5. Габрук, Оксана Ивановна
6. Габрух, Мария Михайловна
7. Гавриленко, Иван Андреевич
8. Гаврильчик, Елеонора Ивановна
9. Гаврилюк, Валентина Ивановна
10. Гаврилюк, Пётр Корнеевич
11. Гавриш, Галина Васильевна
12. Гагарин, Виктор Алексеевич
13. Гагаров, Дмитрий Николаевич
14. Гаджиев, Зульфи Салех оглы
15. Гадиров, Шамистан Кязим оглы
16. Гайдаш, Клавдия Витальевна
17. Гайденкова, Валентина Георгиевна
18. Гайдук, Александр Янович
19. Гайламазян, Владимир Карапетович
20. Гайшун, Владимир Михайлович
21. Галай, Любовь Кузьминична
22. Галанова, Анна Ивановна
23. Галашин, Вениамин Иванович
24. Галдеев, Александр Иванович
25. Галдилов, Леонид Иосифович
26. Галин, Александр Иванович
27. Галицкая, Галина Александровна
28. Галкин, Александр Александрович
29. Галкина, Валентина Павловна
30. Галко, Владимир Григорьевич
31. Галяшкин, Геннадий Семёнович
32. Гамзатов, Расул Гамзатович
33. Гамидов, Расим Нураддин оглы
34. Гамидова, Зуграт Гамидовна
35. Гамкрелидзе, Тамаз Валерианович
36. Ганжа, Людмила Васильевна
37. Ганчев, Иван Дмитриевич
38. Гапоненко, Валентин Константинович
39. Гаранькин, Юрий Дмитриевич
40. Гарбуз, Виктор Савельевич
41. Гарбузов, Анатолий Иванович
42. Гаретовский, Николай Викторович
43. Гарипов, Фанзиль Галимзянович
44. Гаркавенко, Александр Степанович
45. Гаркун, Владимир Гилярович
46. Гаркуша, Виталий Степанович
47. Гаркуша, Владимир Фёдорович
48. Гаркуша, Татьяна Григорьевна
49. Гасаненко, Леонид Григорьевич
50. Гасанов, Натиг Намаз оглы
51. Гасанова, Шамама Махмудали кызы
52. Гатаулин, Шамиль Кадырович
53. Гафурова, Саломат
54. Гаффнер, Владимир Кондратьевич
55. Гашков, Владимир Васильевич
56. Гведашвили, Михаил Георгиевич
57. Гвоздарёв, Олег Алексеевич
58. Гвоздев, Владимир Матвеевич
59. Геворгян, Гретел Маргарович
60. Гедженов, Чары
61. Гейда, Александра Федотовна
62. Гелашвили, Дареджан Георгиевна
63. Геллерт, Наталья Владимировна
64. Георгиевская, Наталья Михайловна
65. Герасименко, Александр Алексеевич
66. Герасимов, Анатолий Алексеевич
67. Герасимов, Анатолий Николаевич
68. Герасимов, Анатолий Филиппович
69. Герасимов, Валентин Павлович
70. Герасимов, Владимир Васильевич
71. Герасимов, Владимир Дорофеевич
72. Герасимов, Владимир Иванович
73. Герасимов, Иван Александрович
74. Герасимов, Игорь Юрьевич
75. Герилив, Евгения Михайловна
76. Гец, Иван Васильевич
77. Гибадуллина, Флюра Гарафутдиновна
78. Гидаспов, Борис Вениаминович
79. Гижларян, Саргис Гижларович
80. Гилалзаде, Джангир Гады
81. Гилашвили, Павел Георгиевич
82. Гиль, Виктор Петрович
83. Гиренко, Андрей Николаевич
84. Гиро, Владимир Анатольевич
85. Главатских, Дмитрий Вильямович
86. Гладкий, Александр Петрович
87. Гладкий, Иван Иванович
88. Гладких, Николай Иванович
89. Гладков, Юрий Николаевич
90. Гладской, Виктор Фёдорович
91. Гладуш, Иван Дмитриевич
92. Глазьев, Александр Ефимович
93. Глазько, Прасковья Пантелеевна
94. Глебов, Юрий Яковлевич
95. Глинов, Пётр Васильевич
96. Глинских, Владимир Яковлевич
97. Глухов, Алексей Иванович
98. Глушковская, Феликса Цезаревна
99. Глущенко, Александр Иванович
100. Глущенко, Леонид Фёдорович
101. Гненный, Валерий Александрович
102. Говоров, Владимир Леонидович
103. Гогебашвили, Ира Шарденовна
104. Гогитидзе, Гульнара Хасановна
105. Гоголев, Борис Павлович
106. Годованец, Нина Стефановна
107. Годовиченко, Надежда Лаврентьевна
108. Годунов, Юрий Александрович
109. Гоженко, Анна Кирилловна
110. Голенковский, Геннадий Николаевич
111. Голиков, Сергей Николаевич
112. Голова, Любовь Михайловна
113. Головач, Пётр Ануфриевич
114. Головачев, Владимир Георгиевич
115. Головин, Владимир Александрович
116. Головинов, Николай Петрович
117. Головко, Константин Анатольевич
118. Головков, Игорь Михайлович
119. Головницкий, Лев Николаевич
120. Голубев, Пётр Васильевич
121. Голубева, Валентина Николаевна
122. Голубева, Маргарита Павловна
123. Голубева, Мария Архиповна
124. Голубец, Татьяна Васильевна
125. Голубков, Пётр Ннкандрович
126. Голубь, Николай Яковлевич
127. Голушко, Николай Михайлович
128. Гончар, Александр Терентьевич
129. Гончаров, Анатолий Ефимович
130. Гончаров, Виктор Александрович
131. Гончаров, Николай Васильевич
132. Гончарова, Мария Ивановна
133. Гончарук, Павел Емельянович
134. Гопей, Иван Александрович
135. Гора, Борис Иванович
136. Гора, Николай Васильевич
137. Горбаненко, Владимир Пантелеевич
138. Горбанкж, Виктор Александрович
139. Горбантс, Янис Аугустович
140. Горбань, Герта Корнелюсовна
141. Горбатенко, Владимир Сергеевич
142. Горбатин, Вячеслав Александрович
143. Горбач, Василий Васильевич
144. Горбач, Екатерина Ивановна
145. Горбачёв, Михаил Сергеевич
146. Горбунов, Анатолий Валерьянович
147. Горбунова, Светлана Григорьевна
148. Горгадзе, Лена Иосифовна
149. Гордеев, Вадим Павлович
150. Гордеева, Елена Евгеньевна
151. Гордиенко, Августа Ивановна
152. Гордиенко, Алексей Фёдорович
153. Гордиенко, Анатолий Фёдорович
154. Гордиенко, Вячеслав Митрофанович
155. Гордиенко, Юрий Константинович
156. Гореликова, Татьяна Леонидовна
157. Горелов, Рудольф Васильевич
158. Горелова, Надежда Александровна
159. Горечко, Любовь Владимировна
160. Горин, Василий Яковлевич
161. Городецкая, Валентина Андреевна
162. Городилова, Любовь Ивановна
163. Городков, Юрий Дмитриевич
164. Горохов, Владимир Иосифович
165. Горулёв, Владимир Фёдорович
166. Горулько, Василий Николаевич
167. Горустович, Мария Васильевна
168. Горчаков, Вячеслав Михайлович
169. Горчина, Татьяна Ефимовна
170. Горшенина, Александра Ивановна
171. Горшков, Леонид Александрович
172. Горшков, Николай Васильевич
173. Горшкова, Людмила Михайловна
174. Горшколепов, Владимир Борисович
175. Горюнов, Михаил Павлович
176. Горяйнов, Алексей Афанасьевич
177. Горячев, Юрий Фролович
178. Гостищев, Станислав Иванович
179. Грабин, Владимир Владимирович
180. Грабовская, Надежда Петровна
181. Грабовский, Сергей Викторович
182. Грайфер, Валерий Исаакович
183. Грамацкайте, Юлия Винцовна
184. Грамов, Марат Владимирович
185. Гранин, Анатолий Николаевич
186. Гранин, Даниил Александрович
187. Гранкин, Станислав Семёнович
188. Грасенков, Сергей Иванович
189. Грасс, Адольф Фердинандович
190. Граховский, Александр Адамович
191. Грачёва, Валентина Петровна
192. Грачёва, Любовь Ивановна
193. Грачёва, Тамара Васильевна
194. Гребенцов, Михаил Иванович
195. Гребешков, Николай Павлович
196. Гребешок, Владимир Иванович
197. Грезин, Александр Кузьмич
198. Грек, Эмилия Антоновна
199. Греков, Леонид Иванович
200. Грекова, Нина Александровна
201. Гренадеров, Борис Андреевич
202. Гриб, Александр Васильевич
203. Грибачёв, Николай Матвеевич
204. Грибков, Анатолий Иванович
205. Григоренко, Дмитрий Павлович
206. Григорьев, Валентин Александрович
207. Григорьев, Валерий Михайлович
208. Григорьев, Владимир Викторович
209. Григорьев, Константин Александрович
210. Григорьева, Валентина Ивановна
211. Григорьева, Евгения Павловна
212. Григорян, Аргам Сергеевич
213. Гридунова, Анна Николаевна
214. Гридчин, Анатолий Митрофанович
215. Гриенко, Александр Иванович
216. Гринёв, Анатолий Фёдорович
217. Гринёв, Николай Фёдорович
218. Гринкевич, Дмитрий Александрович
219. Гринцов, Иван Григорьевич
220. Гриценко, Владимир Павлович
221. Гриценко, Николай Михайлович
222. Гриценко, Николай Павлович
223. Гриценко, Юрий Васильевич
224. Гришин, Виктор Иванович
225. Гришин, Николай Павлович
226. Гришина, Татьяна Константиновна
227. Гришинене, Люда Антановна
228. Гришко, Михаил Васильевич
229. Грищенко, Валентин Иванович
230. Грищенко, Пётр Семёнович
231. Грищук, Владимир Гаврилович
232. Гробовец, Анатолий Николаевич
233. Громов, Борис Всеволодович
234. Громов, Феликс Николаевич
235. Громыко, Андрей Андреевич
236. Гроссу, Семен Кузьмич
237. Грошев, Константин Константинович
238. Грудин, Александр Васильевич
239. Грущенко, Иван Павлович
240. Грязева, Инна Николаевна
241. Грязнова, Алла Георгиевна
242. Губайдуллин, Ирек Насырович
243. Губанова, Любовь Степановна
244. Губаревич, Александр Болеславович
245. Губина, Ольга Васильевна
246. Губкин, Павел Павлович
247. Губская, Галина Ивановна
248. Гугучия, Джото Иосифович
249. Гудюк, Владимир Францевич
250. Гужва, Василий Иванович
251. Гужва, Николай Матвеевич
252. Гужвин, Анатолий Петрович
253. Гужвин, Павел Фёдорович
254. Гужвинская, Тамара Ивановна
255. Гукасов, Эрик Христофорович
256. Гулак, Михаил Иванович
257. Гуламов, Расул
258. Гулина, Римма Николаевна
259. Гулова, Зулайхо Сохибназаровна
260. Гультяева, Нина Георгиевна
261. Гуляев, Юрий Васильевич
262. Гулямов, Гайрат Ганиевич
263. Гумбаридзе, Гиви Григорьевич
264. Гумбрявичене, Она Юозовна
265. Гуменная, Мария Андреевна
266. Гумриев, Сабир Азизович
267. Гунава, Гурами Иосифович
268. Гундогдыев, Язгельды Потаевич
269. Гунько, Любовь Васильевна
270. Гуняшева, Роза Касымовна
271. Гупалов, Виктор Кириллович
272. Гуренко, Станислав Иванович
273. Гуржий, Валерий Владимирович
274. Гурин, Геннадий Николаевич
275. Гурулева, Любовь Алексеевна
276. Гурьянов, Геннадий Петрович
277. Гурьянова, Людмила Петровна
278. Гусаров, Владимир Иванович
279. Гусарова, Валентина Матвеевна
280. Гусев, Александр Петрович
281. Гусев, Владимир Васильевич
282. Гусев, Владимир Кузьмич
283. Гусев, Геннадий Васильевич
284. Гусев, Леонид Владимирович
285. Гусева, Галина Ивановна
286. Гусейнов, Адиль Нури
287. Гусейнов, Мамед Самед оглы
288. Густенкова, Анфиса Фотьяновна
289. Густов, Иван Степанович
290. Гуцкалов, Николай Иванович
291. Гуща, Евгения Михайловна
292. Гюлахмедов, Разимагомед Ярахмедович
293. Гярдвилис, Йонас Фабийонович

## Д
1. Давлетова, Людмила Ельматовна
2. Давлетчин, Олег Мухамедович
3. Давтян, Щорс Багратович
4. Давыдов, Борис Иванович
5. Давыдов, Валентин Петрович
6. Давыдов, Валерий Владимирович
7. Давыдова, Антонина Фёдоровна
8. Давыдова, Валентина Павловна
9. Давыдяк, Валентин Антонович
10. Дадов, Хамита Аубекирович
11. Данелян, Гнелик Данилович
12. Даниленко, Людмила Ивановна
13. Данилина, Мария Александровна
14. Данилов, Юрий Георгиевич
15. Данилова, Екатерина Семёновна
16. Данильченко, Валентина Ивановна
17. Данилюк, Николай Николаевич
18. Даничкин, Геннадий Михайлович
19. Данков, Владимир Алексеевич
20. Данченко, Татьяна Михайловна
21. Даташвили, Александр Иосифович
22. Датошвили, Давид Соломонович
23. Датуашвили, Зани Захаровна
24. Даукшевич, Антон Чеславович
25. Дворецкий, Николай Нестерович
26. Дворкин, Борис Зямович
27. Дворская, Татьяна Викторовна
28. Девятаев, Михаил Петрович
29. Девятко, Владимир Григорьевич
30. Девятова, Татьяна Владимировна
31. Дегтярёв, Александр Якимович
32. Дедикова, Лидия Фёдоровна
33. Дейнега, Нина Иосифовна
34. Дейнека, Владимир Григорьевич
35. Дейнеко, Евгений Григорьевич
36. Делюкин, Вячеслав Владимирович
37. Дементей, Николай Иванович
38. Дементьев, Валерий Васильевич
39. Дементьева, Людмила Ивановна
40. Демиденко, Василий Петрович
41. Демидов, Алексей Арсеньевич
42. Демидов, Михаил Александрович
43. Демидов, Пётр Андреевич
44. Дёмин, Борис Иванович
45. Дёмин, Владимир Петрович
46. Дёмин, Олег Алексеевич
47. Дёмина, Альбина Ивановна
48. Дёмина, Екатерина Николаевна
49. Демисенова, Культай Ашимовна
50. Демичев, Пётр Нилович
51. Демурчиева, Флора Муса кызы
52. Демчева, Лидия Васильевна
53. Демченко, Валентина Павловна
54. Демченко, Геннадий Леонидович
55. Демчук, Елена Андреевна
56. Демьянов, Анатолий Григорьевич
57. Демьянов, Владимир Васильевич
58. Денисенко, Геннадий Васильевич
59. Денисов, Владимир Георгиевич
60. Дербина, Валентина Михайловна
61. Дергачёва, Татьяна Николаевна
62. Дергунова, Валентина Петровна
63. Деревневский, Альберт Александрович
64. Дерсигова, Дебхан Абдулгириевна
65. Дерябин, Дмитрий Дмитриевич
66. Деряга, Владимир Фёдорович
67. Десяткин, Тарас Гаврилович
68. Десятников, Василий Алексеевич
69. Джаббаров, Исмаил
70. Джанасбаев, Ажибжан Токенович
71. Джанибеков, Джавлян Мавлянович
72. Джанибеков, Узбекали
73. Джапаров, Бейше
74. Джафарзаде, Рауф Мамед оглы
75. Джемерис, Иван Александрович
76. Джрбашян, Эдуард Мкртичевич
77. Джумагулов, Апас
78. Джунайдов, Исмат
79. Джурабеков, Исмаил Хакимович
80. Джураев, Гуламжан
81. Дзюба, Пётр Иосифович
82. Дигилова, Лидия Меркиловна
83. Диденко, Юрий Григорьевич
84. Дидык, Иван Михайлович
85. Дидык, Николай Анатольевич
86. Дикало, Иван Николаевич
87. Дикарев, Пётр Емельянович
88. Диколенко, Евгений Яковлевич
89. Дикусар, Андрей Николаевич
90. Дикусаров, Владимир Григорьевич
91. Динков, Василий Александрович
92. Дихтяренко, Григорий Ефимович
93. Дихтярь, Анатолий Дмитриевич
94. Дмитриев, Аркадий Сергеевич
95. Дмитриев, Валентин Иванович
96. Дмитриев, Валерий Петрович
97. Дмитриев, Геннадий Николаевич
98. Дмитриев, Федор Николаевич
99. Дмитриев, Юрий Яковлевич
100. Дмитриева, Инна Евгеньевна
101. Дмитриева, Лидия Петровна
102. Добровольский, Владимир Антонович
103. Добродушнов, Николай Николаевич
104. Добрынин, Анатолий Фёдорович
105. Добрынин, Виталий Фёдорович
106. Довженко, Николай Остапович
107. Довнар, Мария Матвеевна
108. Догонкин, Пётр Васильевич
109. Догужиев, Виталий Хуссейнович
110. Докшоков, Муса Ильясович
111. Долгих, Владимир Иванович
112. Долгов, Алексей Николаевич
113. Долгов, Вячеслав Иванович
114. Долгушкин, Николай Кузьмич
115. Долженков, Дмитрий Павлович
116. Долидзе, Владимир Александрович
117. Долидович, Эльвира Анатольевна
118. Доманский, Анатолий Иванович
119. Домаркас, Владиславас Йонович
120. Домбровский, Анатолий Иванович
121. Домов, Игорь Дмитриевич
122. Донских, Виктор Васильевич
123. Донской, Анатолий Васильевич
124. Донской, Геннадий Михайлович
125. Донцов, Алексей Александрович
126. Донченко, Вячеслав Леонидович
127. Доронин, Александр Степанович
128. Дорофеев, Владимир Михайлович
129. Дорошенко, Валентина Тимофеевна
130. Дорошенко, Виктор Карпович
131. Дорошко, Пётр Николаевич
132. Досмуханова, Кадиша Есенгазиевна
133. Досталь, Владимир Николаевич
134. Дохов, Михаил Тутович
135. Доценко, Екатерина Яковлевна
136. Драгунский, Давид Абрамович
137. Дранцов, Александр Иванович
138. Дремляк, Галина Марьяновна
139. Дрижд, Николай Александрович
140. Дробышев, Борис Фёдорович
141. Дроздецкий, Егор Иванович
142. Дроздова, Валентина Васильевна
143. Дроздова, Маргарита Ивановна
144. Дронин, Геннадий Степанович
145. Другова, Валентина Алексеевна
146. Дружинин, Василий Леонтьевич
147. Дружков, Геннадий Иванович
148. Дубасова, Нина Николаевна
149. Дубинин, Валентин Степанович
150. Дубинин, Николай Николаевич
151. Дубинин, Юрий Владимирович
152. Дубинина, Валентина Наумовна
153. Дубинов, Александр Анфинадорович
154. Дубовицкий, Евгений Васильевич
155. Дуденков, Иван Григорьевич
156. Дудура, Николай Фёдорович
157. Дузмагамбетов, Есет Аблазиевич
158. Дуйсембаев, Масхут Куликбаевич
159. Дуйшеев, Эсенбек
160. Дуйшеева, Зарема Базарбаевна
161. Дуйшеналиева, Гулзина
162. Дулазов, Айтпай
163. Дулимов, Владимир Прокопьевич
164. Дулькин, Николай Иванович
165. Думачев, Анатолий Пантелеевич
166. Думбров, Аглеметдин Галелдинович
167. Дунец, Иван Иванович
168. Дурасов, Владимир Александрович
169. Дурасова, Ольга Павловна
170. Духанина, Александра Петровна
171. Духновский, Николай Мартинович
172. Духов, Борис Иннокентьевич
173. Дыбенко, Николай Кириллович
174. Дымова, Зинаида Егоровна
175. Дымченко, Николай Васильевич
176. Дьяченко, Илья Семёнович
177. Дюдюков, Михаил Фёдорович
178. Дюкова, Екатерина Михайловна
179. Дягилев, Владимир Андреевич
180. Дяченко, Виктор Степанович

## Е
1. Евдокимов, Валерий Павлович
2. Евстафьев, Николай Павлович
3. Евстифеев, Валентин Павлович
4. Евстратов, Вячеслав Александрович
5. Евстратов, Николай Иванович
6. Евтух, Владимир Гаврилович
7. Евтухова, Ольга Фёдоровна
8. Евтушенко, Вера Михайловна
9. Егизекова, Айсауле Наурзбаевна
10. Еговкин, Виктор Михайлович
11. Егоров, Александр Александрович
12. Егоров, Владимир Григорьевич
13. Егоров, Георгий Михайлович
14. Егоров, Михаил Николаевич
15. Егорова, Ефросинья Кирилловна
16. Егорова, Зоя Александровна
17. Егорова, Нина Алексеевна
18. Егорычев, Николай Григорьевич
19. Егупова, Тамара Фёдоровна
20. Ежевский, Александр Александрович
21. Ежиков-Бабаханов, Евгений Георгиевич
22. Ежов, Иван Васильевич
23. Ежова, Людмила Ивановна
24. Елагин, Валерий Фёдорович
25. Елатомцева, Лидия Александровна
26. Елгашин, Георгий Петрович
27. Елисеев, Алексей Станиславович
28. Елисеев, Евгений Александрович
29. Елисеева, Надежда Петровна
30. Елоза, Ирина Николаевна
31. Елунина, Мария Георгиевна
32. Елчев, Виктор Алексеевич
33. Ельцин, Борис Николаевич
34. Емелина, Нина Константиновна
35. Емельдяжев, Иван Григорьевич
36. Емельянов, Виктор Николаевич
37. Емельянов, Сергей Андреевич
38. Емельянова, Зинаида Алексеевна
39. Емец, Сергей Дмитриевич
40. Емохонов, Николай Павлович
41. Еналдиева, Людмила Петровна
42. Енгоян, Роберт Нерсесович
43. Енин, Василий Егорович
44. Енукидзе, Маквала Александровна
45. Ердешбаев, Жолдасбек
46. Еремеева, Татьяна Константиновна
47. Еремей, Григорий Исидорович
48. Ерёменко, Анатолий Семёнович
49. Ерёменко, Владимир Петрович
50. Ерёмин, Альвин Евстафьевич
51. Ерёмин, Николай Максимович
52. Ерин, Николай Александрович
53. Ермаков, Александр Васильевич
54. Ермаков, Валентин Филиппович
55. Ермаков, Виктор Фёдорович
56. Ермаков, Геннадий Петрович
57. Ермаков, Михаил Иванович
58. Ермакова, Екатерина Петровна
59. Ермакова, Мария Владимировна
60. Ермаченкова, Любовь Савватьевна
61. Ермин, Лев Борисович
62. Ермола, Нина Владимировна
63. Ерохин, Вячеслав Михайлович
64. Ерпилов, Пётр Иванович
65. Ершов, Эдуард Дмитриевич
66. Ершова, Нэли Михайловна
67. Ерышев, Николай Павлович
68. Есаков, Дмитрий Иванович
69. Есиков, Георгий Петрович
70. Ефанов, Вячеслав Васильевич
71. Ефименко, Пётр Иванович
72. Ефимов, Александр Николаевич
73. Ефимов, Анатолий Степанович
74. Ефимов, Василий Николаевич
75. Ефимов, Виктор Алексеевич
76. Ефимов, Владимир Викторович
77. Ефимов, Игорь Евгеньевич
78. Ефимов, Константин Александрович
79. Ефимов, Николай Петрович
80. Ефимова, Алла Анисимовна
81. Ефремов, Андрей Петрович
82. Ефремов, Вениамин Павлович
83. Ефремов, Виктор Алексеевич
84. Ефремов, Владимир Васильевич
85. Ефремов, Константин Иванович
86. Ефремов, Леонид Николаевич
87. Ефремова, Валентина Петровна
88. Ефремова, Галина Дмитриевна
89. Ефремова, Тамара Викторовна
90. Ешимбетова, Турсун Алламбергеновна

## Ж
1. Жабин, Олег Михайлович
2. Жакежанова, Назира Аубакировна
3. Жакселеков, Эрмек
4. Жакупов, Ануар Камзинович
5. Жалба, Борис Георгиевич
6. Жалимас, Пятрас Болесловович
7. Жалис, Альфонсас Йонович
8. Жаманбаев, Базаргали Ажиевич
9. Жамсаранов, Балдандоржи Санданович
10. Жанпеисов, Бастар
11. Жаринов, Александр Михайлович
12. Жарков, Владимир Витальевич
13. Жаровиков, Валерий Васильевич
14. Жвирблене, Вида Юльяновна
15. Жданова, Ольга Ивановна
16. Жевак, Николай Григорьевич
17. Железняк, Виталий Игнатьевич
18. Железняк, Любовь Васильевна
19. Желиба, Владимир Иванович
20. Желобанов, Лев Сергеевич
21. Желтков, Александр Александрович
22. Желтов, Алексей Сергеевич
23. Желтов, Вячеслав Алексеевич
24. Желтова, Александра Степановна
25. Желудковский, Викентий Александрович
26. Жендаров, Василий Николаевич
27. Жердев, Евгений Николаевич
28. Жердев, Юрий Дмитриевич
29. Жестовский, Вячеслав Евгеньевич
30. Живетьева, Любовь Петровна
31. Жидких, Владимир Григорьевич
32. Жилкин, Виктор Александрович
33. Жилкин, Евгений Дмитриевич
34. Жильцов, Юрий Иванович
35. Житников, Виктор Павлович
36. Жлобич, Леокадия Антоновна
37. Жолнерчук, Виталий Иосифович
38. Жолован, Степан Васильевич
39. Жочкин, Николай Михайлович
40. Жук, Виктор Васильевич
41. Жук, Николай Иосифович
42. Жук, Степан Григорьевич
43. Жуков, Алексей Иннокентьевич
44. Жуков, Борис Петрович
45. Жуков, Георгий Александрович
46. Жуков, Григорий Семёнович
47. Жукова, Людмила Николаевна
48. Жукова, Людмила Николаевна
49. Жукова, Мария Артемьевна
50. Жукова, Мария Васильевна
51. Жукова, Римма Васильевна
52. Жуковский, Владимир Петрович
53. Жумабаева, Ханифа
54. Жумабеков, Камза Бижанович
55. Жумабеков, Малвай Жанайдарович
56. Жунусова, Камиля Мухамеджановна
57. Журабаев, Эргаш
58. Журавлёв, Валентин Андреевич
59. Журавлёв, Василий Николаевич
60. Журавлёв, Виталий Анатольевич
61. Журавлёв, Иван Николаевич
62. Журавлёв, Николай Андреевич
63. Журавлёва, Валентина Алексеевна
64. Журавская, Надежда Константиновна
65. Журба, Николай Григорьевич
66. Журид, Александр Олегович
67. Журин, Игорь Алексеевич
68. Журкин, Николай Ильич
69. Жээнбекова, Назира

## З
1. Заболотний, Василий Васильевич
2. Забурдаев, Иван Иванович
3. Завгаев, Доку Гапурович
4. Завгородний, Пётр Васильевич
5. Завгородний, Сергей Фёдорович
6. Заворотина, Татьяна Фёдоровна
7. Завьялов, Владимир Александрович
8. Загайнов, Герман Иванович
9. Загзин, Павел Иванович
10. Загидуллин, Ринат Жавдатович
11. Загладин, Вадим Валентинович
12. Загоруй, Иван Митрофанович
13. Загорулько, Михаил Львович
14. Загребаева, Клавдия Николаевна
15. Задорожняя, Тамара Григорьевна
16. Задоя, Ирина Николаевна
17. Задоя, Николай Кузьмич
18. Задыхин, Геннадий Васильевич
19. Зазирний, Константин Иванович
20. Заика, Дмитрий Степанович
21. Зайков, Лев Николаевич
22. Зайнетдинов, Тамиз Фатхутдииович
23. Зайнулабидов, Магомедгаджи Баширханович
24. Зайнуллин, Ильгизар Гафиятуллович
25. Зайцев, Александр Набиевич
26. Зайцев, Анатолий Максимович
27. Зайцев, Борис Григорьевич
28. Зайцев, Михаил Митрофанович
29. Зайцев, Павел Васильевич
30. Зайцева, Любовь Георгиевна
31. Зайцева, Мария Николаевна
32. Закиматов, Виктор Михайлович
33. Закиров, Ринат Закирович
34. Заколодяжная, Татьяна Николаевна
35. Закрутина, Валентина Петровна
36. Закрутько, Борис Яковлевич
37. Закурнаев, Николай Иванович
38. Залецкас, Кястутис Вацловович
39. Залиханов, Михаил Чоккаевич
40. Залудяк, Николай Иванович
41. Замковая, Галина Ильинична
42. Замятин, Леонид Митрофанович
43. Заонегина, Наталия Михайловна
44. Зарембо, Александр Семёнович
45. Зарин, Николай Фёдорович
46. Зарипова, Раузана Тимергалиевна
47. Зарицкий, Евгений Ерофеевич
48. Зарубин, Вячеслав Иванович
49. Зарубин, Иван Иванович
50. Зарубина, Валентина Петровна
51. Заскока, Виктория Павловна
52. Затворницкий, Владимир Андреевич
53. Затолюк, Раиса Ивановна
54. Захаревич, Лидия Константиновна
55. Захаревская, Наталия Петровна
56. Захаров, Борис Васильевич
57. Захаров, Борис Фёдорович
58. Захаров, Василий Георгиевич
59. Захаров, Виталий Фёдорович
60. Захаров, Владимир Андреевич
61. Захаров, Владимир Кузьмич
62. Захаров, Владимир Сергеевич
63. Захаров, Иван Иванович
64. Захарова, Людмила Борисовна
65. Захарова, Наталья Владимировна
66. Захарова, Ольга Михайловна
67. Захожая, Зоя Ивановна
68. Зацепин, Михаил Александрович
69. Заяшников, Евгений Николаевич
70. Зварич, Галина Павловна
71. Згурский, Валентин Арсентьевич
72. Зейферт, Валентина Фёдоровна
73. Зеленко, Галина Ивановна
74. Зеленовский, Анатолий Антонович
75. Зеленский, Юрий Семёнович
76. Зеленчукова, Любовь Петровна
77. Зелепухин, Александр Григорьевич
78. Зелинский, Игорь Петрович
79. Земсков, Андрей Ильич
80. Земцев, Николай Иванович
81. Зеников, Геннадий Николаевич
82. Зенченко, Лариса Ильинична
83. Зерцалов, Геннадий Иванович
84. Зибров, Олег Кириллович
85. Зиду, Дмитрий Георгиевич
86. Зима, Евгения Петровна
87. Зимина, Мария Александровна
88. Зимина, Татьяна Алексеевна
89. Зияев, Амир Мухамадиярович
90. Злобин, Владимир Константинович
91. Знаменская, Елена Сергеевна
92. Знащенко, Борис Яковлевич
93. Зобов, Владимир Николаевич
94. Золкин, Владимир Егорович
95. Золотарев, Владимир Иванович
96. Золотарев, Евгений Михайлович
97. Золотарева, Людмила Александровна
98. Золотоус, Александр Васильевич
99. Зорина, Валентина Александровна
100. Зорина, Виолетта Семёновна
101. Зоркальцев, Виктор Ильич
102. Зотов, Александр Тимофеевич
103. Зотов, Михаил Семёнович
104. Зотова, Ирина Александровна
105. Зубайдуллаев, Раим
106. Зубарев, Алексей Евдокимович
107. Зубахин, Николай Александрович
108. Зубахин, Пётр Николаевич
109. Зубенко, Николай Георгиевич
110. Зубков, Виктор Алексеевич
111. Зубовский, Анатолий Степанович
112. Зуев, Владимир Евсеевич
113. Зукул, Станислав Викторович
114. Зухбая, Отар Георгиевич
115. Зюбин, Виктор Иванович
116. Зяблова, Людмила Александровна
117. Зяткина, Нина Михайловна

## И
1. Ибрагимов, Альберт Сафиевич
2. Ибрагимов, Гусейн Рустам оглы
3. Ибрагимов, Фанис Миркадамович
4. Ивакин, Николай Константинович
5. Ивакина, Ирина Дмитриевна
6. Иванашкин, Юрий Филиппович
7. Иваненко, Валентина Павловна
8. Иванов, Анатолий Степанович
9. Иванов, Виктор Николаевич
10. Иванов, Виталий Павлович
11. Иванов, Владимир Андреянович
12. Иванов, Владимир Леонидович
13. Иванов, Владимир Фёдорович
14. Иванов, Вячеслав Вениаминович
15. Иванов, Сергей Михайлович
16. Иванов, Юрий Леонидович
17. Иванов, Юрий Николаевич
18. Иванов, Юрий Фёдорович
19. Иванова, Алла Леонидовна
20. Иванова, Анна Ильинична
21. Иванова, Валентина Ивановна
22. Иванова, Валентина Петровна
23. Иванова, Вера Николаевна
24. Иванова, Галина Денисовна
25. Иванова, Галина Павловна
26. Иванова, Любовь Васильевна
27. Иванова, Людмила Аркадьевна
28. Иванова, Людмила Михайловна
29. Иванова, Татьяна Георгиевна
30. Ивановская, Галина Васильевна
31. Ивановский, Евгений Филиппович
32. Иванс, Дайнис Эвалдович
33. Ивашко, Владимир Антонович
34. Ивашуров, Алексей Михайлович
35. Иващенко, Владимир Трофимович
36. Иващенко, Людмила Павловна
37. Ивлев, Анатолий Иванович
38. Ивлев, Иван Андриянович
39. Ивченко, Анатолий Михайлович
40. Ивченко, Юрий Фёдорович
41. Игнатенко, Александр Васильевич
42. Игнатов, Вадим Николаевич
43. Игнатов, Владимир Григорьевич
44. Игнатьев, Николай Александрович
45. Иголкин, Сергей Яковлевич
46. Игрунов, Николай Стефанович
47. Идиатуллин, Рево Рамазанович
48. Иевлев, Александр Иванович
49. Измайлов, Виталий Витальевич
50. Израэль, Юрий Антониевич
51. Илизаров, Гавриил Абрамович
52. Ильенко, Нина Александровна
53. Ильин, Алексей Михайлович
54. Ильин, Виктор Иванович
55. Ильин, Владимир Александрович
56. Ильичёв, Виктор Иванович
57. Ильичёв, Леонид Фёдорович
58. Ильницкий, Василий Поликарпович
59. Илюшина, Людмила Петровна
60. Иманбеков, Ерболат Иманбекович
61. Инаури, Алексей Николаевич
62. Индыло, Мария Андреевна
63. Иовв, Василий Матвеевич
64. Иовлев, Дмитрий Михайлович
65. Ионов, Владимир Иванович
66. Ионова, Любовь Макаровна
67. Ионова, Людмила Ивановна
68. Иоффе, Юлий Яковлевич
69. Ипполитова, Галина Александровна
70. Исаев, Александр Иванович
71. Исаев, Александр Сергеевич
72. Исаев, Александр Сергеевич
73. Исаев, Борис Васильевич
74. Исаев, Борис Михайлович
75. Исаев, Вадим Леонидович
76. Исаев, Георгий Александрович
77. Исаев, Юрий Алексеевич
78. Исаков, Валентин Иванович
79. Исаков, Юрий Андреевич
80. Исакова, Мадинат Султановна
81. Исалмагомедов, Магомед Магомедович
82. Искаков, Жаксылык Габдуллинович
83. Искаков, Нариман Абдуллович
84. Искалиев, Нажамеден Ихсанович
85. Исмаилов, Тофик Кязим оглы
86. Исмаилова, Катиба Абдулхалил кызы
87. Исмаилова, Севил Абулфат кызы
88. Исмаилова, Тамилла Фаррух кызы
89. Исраилова, Фатимахон
90. Истомин, Юрий Сергеевич
91. Исупова, Людмила Ивановна
92. Исянгулов, Ахат Ахметович
93. Ихарлова, Мария Васильевна
94. Ишкаева, Венера Шакировна
95. Ишлинский, Александр Юльевич
96. Ишмуратов, Миннираис Минигалиевич

## К
1. Кабаидзе, Владимир Павлович
2. Кабанов, Евгений Николаевич
3. Кабасин, Геннадий Сергеевич
4. Кабзистов, Евгений Александрович
5. Кабидолдаев, Кабдолда
6. Кабикеев, Николай Набиевич
7. Кавун, Василий Михайлович
8. Кадиева, Аминат Магомедовна
9. Кадин, Александр Гаврилович
10. Кадочников, Владимир Дмитриевич
11. Кадыров, Гайрат Хамидуллаевич
12. Кадыров, Рафаил
13. Казаков, Василий Иванович
14. Казаков, Леонид Давыдович
15. Казаров, Олег Владимирович
16. Казарьян, Арташес Авакович
17. Казарян, Регина Татевосовна
18. Казачек, Ольга Сергеевна
19. Казаченко, Юрий Георгиевич
20. Казаченок, Ирена Семёновна
21. Казачишина, Валентина Михайловна
22. Казбулатова, Муратхан Курманбиевна
23. Казиков, Анатолий Николаевич
24. Казмагамбетов, Урынбасар
25. Казначеев, Виктор Алексеевич
26. Казьмин, Геннадий Петрович
27. Казьмин, Иван Петрович
28. Казьмина, Валентина Максимовна
29. Каира, Николай Иванович
30. Кайгородова, Антонина Константиновна
31. Какаулин, Олег Леонтьевич
32. Какашвили, Фатман Партеновна
33. Какоткин, Иван Тимофеевич
34. Калашников, Валерий Васильевич
35. Калашников, Владимир Ильич
36. Калашникова, Татьяна Николаевна
37. Калдарбекова, Ажарбюбю
38. Каленцев, Вячеслав Анатольевич
39. Калин, Иван Петрович
40. Калинин, Анатолий Вениаминович
41. Калинин, Валерий Николаевич
42. Калинин, Николай Васильевич
43. Калистратов, Анатолий Константинович
44. Калита, Пётр Сергеевич
45. Калитурин, Владимир Григорьевич
46. Калиш, Виталий Николаевич
47. Калугин, Игорь Михайлович
48. Калугин, Леонид Иванович
49. Калугин, Николай Климентьевич
50. Калустьян, Эдуард Вартанович
51. Калызина, Лидия Александровна
52. Калько, Вера Иосифовна
53. Калягин, Виктор Владимирович
54. Камай, Алексей Степанович
55. Камалеев, Ильдар Бадрутдинович
56. Камалиденов, Закаш
57. Камалтдинова, Мариям Салаховна
58. Каменцев, Владимир Михайлович
59. Камилджанов, Ахмаджон
60. Камских, Иван Васильевич
61. Камшалов, Александр Иванович
62. Камышный, Алексей Андреевич
63. Канащенков, Анатолий Иванович
64. Канипова, Малда Рихардовна
65. Каноатов, Муминшо
66. Кануров, Валерий Иванович
67. Капанадзе, Георгий Зиниевич
68. Капелько, Владимир Прохорович
69. Каперская, Елена Викторовна
70. Капитанец, Иван Матвеевич
71. Капитонов, Иван Васильевич
72. Капкаев, Шамиль Мухамеджанович
73. Каплунов, Николай Васильевич
74. Капто, Александр Семёнович
75. Капутикян, Сильва Барунаковна
76. Карабасов, Юрий Сергеевич
77. Карабейникова, Мария Ивановна
78. Караваев, Герман Иванович
79. Каракашлы, Ниязи Каграманович
80. Каракулов, Николай Степанович
81. Карамаев, Михаил Васильевич
82. Карандашов, Алексей Васильевич
83. Карасева, Людмила Аршавировна
84. Карауш, Владимир Степанович
85. Караханов, Али Юсуф
86. Карев, Владимир Николаевич
87. Карелин, Владимир Яковлевич
88. Каржауов, Бисенбай Шалтаевич
89. Каримов, Ислам Абдуганиевич
90. Каримов, Махаммаджон
91. Каримов, Мустафа Сафич
92. Каримов, Эркин Таджибаевич
93. Каримова, Озодахон Умаралиевна
94. Карканов, Юрий Павлович
95. Карлов, Владимир Иванович
96. Карманов, Вячеслав Юрьевич
97. Карманова, Елена Васильевна
98. Кармановский, Владимир Александрович
99. Карнаков, Леонид Леонидович
100. Карнаух, Лидия Алексеевна
101. Карпачев, Михаил Дмитриевич
102. Карпенко, Василий Илларионович
103. Карпенко, Лидия Петровна
104. Карпенко, Тамара Николаевна
105. Карпов, Виталий Михайлович
106. Карпов, Владимир Васильевич
107. Карпов, Владимир Иванович
108. Карпова, Валентина Михайловна
109. Карташов, Василий Константинович
110. Карташов, Михаил Георгиевич
111. Карташова, Валентина Григорьевна
112. Картинцев, Владимир Павлович
113. Кару, Лаур Эльмар-
114. Карханин, Анатолий Гаврилович
115. Каршиев, Раббим
116. Касеинов, Куандык Аскерович
117. Касимова, Валентина Александровна
118. Каспаров, Александр Исакович
119. Касумова, Сунбул Касум
120. Касьяненко, Владимир Николаевич
121. Касьянов, Александр Дмитриевич
122. Касьянов, Анатолий Васильевич
123. Касьянов, Павел Петрович
124. Касьянова, Галина Владимировна
125. Каткова, Валентина Ивановна
126. Католик, Нелл+A1141я Ивановна
127. Катриченко, Василий Николаевич
128. Катушев, Георгий Васильевич
129. Катушев, Константин Фёдорович
130. Катык, Сали Александрович
131. Каулс, Алберт Эрнестович
132. Кахишвили, Нугзар Ильич
133. Качаловский, Евгений Викторович
134. Качанов, Илларион Павлович
135. Качеишвили, Мавлина Викторовна
136. Качерак, Михаил Дмитриевич
137. Качин, Дмитрий Иванович
138. Качура, Борис Васильевич
139. Кашакашвили, Гурами Венедиктович
140. Кашин, Владимир Иванович
141. Кашлев, Николай Михайлович
142. Кащенко, Юрий Алексеевич
143. Квасов, Владимир Ильич
144. Кваша, Николай Миронович
145. Квицинский, Юлий Александрович
146. Кебич, Вячеслав Францевич
147. Кезичев, Федор Афанасьевич
148. Кемалов, Аннадурды
149. Кемашвили, Вера Батуровна
150. Керимов, Ахад Али
151. Керимов, Муса Абдурахманович
152. Кетиладзе, Инеза Гивиевна
153. Кетов, Владимир Максимович
154. Кибирев, Борис Григорьевич
155. Кива, Александр Ефимович
156. Кизил, Иван Сафронович
157. Кизюн, Николай Фадеевич
158. Кикоть, Александр Андреевич
159. Ким, Борис Гванович
160. Ким, Ефрем
161. Ким, Эраст Алексеевич
162. Киргизбаева, Тухтахон Базаровна
163. Киреев, Дмитрий Прокофьевич
164. Кирей, Михаил Ильич
165. Кирилин, Валерий Васильевич
166. Кириллов, Александр Иванович
167. Кириллов, Александр Иванович
168. Кирильчук, Владимир Григорьевич
169. Кирилюк, Анатолий Иванович
170. Киричек, Григорий Иванович
171. Кириченко, Валерий Семёнович
172. Кириченко, Виктор Андреевич
173. Киричкова, Ольга Ивановна
174. Кирса, Николай Захарович
175. Кирсанова, Надежда Егоровна
176. Кируша, Анелия Николаевна
177. Киселёв, Александр Андреевич
178. Киселёв, Анатолий Иванович
179. Киселёв, Геннадий Николаевич
180. Киселёв, Георгий Николаевич
181. Киселёв, Николай Михайлович
182. Киселев, Сергей Леонтьевич
183. Киселева, Надежда Александровна
184. Киселева, Роза Закировна
185. Кислицын, Виктор Андреевич
186. Кислов, Юрий Александрович
187. Кислова, Нонна Евгеньевна
188. Китайский, Алексей Лаврентьевич
189. Китов, Владимир Алексеевич
190. Кицак, Анна Павловна
191. Кицман, Ядвига Эдуардовна
192. Кичигина, Валентина Викторовна
193. Кичигина, Лидия Яковлевна
194. Кичкайло, Александр Трофимович
195. Кишкина, Валентина Филипповна
196. Кияшко, Федор Афанасьевич
197. Клауцен, Арнольд Петрович
198. Клейко, Степан Васильевич
199. Клеймёнов, Анатолий Николаевич
200. Клепиков, Александр Фёдорович
201. Клепиков, Михаил Иванович
202. Клецков, Леонид Герасимович
203. Клешня, Василий Федотович
204. Климашаускас, Казимерас-Юозас Юргевич
205. Клименко, Анатолий Семёнович
206. Климов, Валерий Михайлович
207. Климов, Павел Андреевич
208. Климов, Элем Германович
209. Климова, Светлана Петровна
210. Клищук, Пётр Мартынович
211. Клопов, Василий Васильевич
212. Клочков, Юрий Алексеевич
213. Клыш, София Николаевна
214. Клюгер, Василий Петрович
215. Клюев, Владимир Владимирович
216. Клюев, Владимир Григорьевич
217. Клюшников, Виктор Иванович
218. Кляйн, Галина Андреевна
219. Кныш, Юлия Ильинична
220. Княжев, Владимир Петрович
221. Князев, Николай Трифонович
222. Князькина, Тамара Семёновна
223. Князьков, Лев Иванович
224. Князюк, Михаил Александрович
225. Кобаидзе, Георгий Петрович
226. Кобахия, Валериан Османович
227. Кобелев, Борис Михайлович
228. Кобелев, Николай Михайлович
229. Кобжасаров, Кудайберген Дюсенович
230. Кобзарь, Иван Дмитриевич
231. Кобзарь, Мария Алексеевна
232. Кобижская, Мария Ивановна
233. Кобозев, Михаил Фёдорович
234. Кобулов, Исматилла
235. Ковалёв, Анатолий Гаврилович
236. Ковалёв, Василий Иванович
237. Ковалёв, Леонид Илларионович
238. Ковалёв, Михаил Васильевич
239. Ковалёв, Пётр Куприянович
240. Ковалёва, Зинаида Петровна
241. Ковалёва, Тамара Владимировна
242. Коваленко, Валерий Анатольевич
243. Коваленко, Виктор Андреевич
244. Коваленко, Лидия Андреевна
245. Коваленко, Николай Степанович
246. Коваль, Альберт Иванович
247. Коваль, Иван Иванович
248. Ковальчук, Алексей Максимович
249. Ковальчук, Виктор Николаевич
250. Ковальчук, Наталья Ивановна
251. Ковешников, Вахтанг Павлович
252. Ковинько, Анатолий Иванович
253. Ковлягин, Анатолий Фёдорович
254. Ковтун, Зинаида Павловна
255. Ковтунов, Александр Васильевич
256. Коган, Леонид Борисович
257. Кодыров, Баракатуло Камарович
258. Кожарин, Александр Тимофеевич
259. Кожахметов, Ибраим
260. Кожевникова, Галина Константиновна
261. Кожедуб, Иван Никитович
262. Кожемякин, Григорий Семёнович
263. Кожин, Иван Яковлевич
264. Кожуховский, Юрий Ромуальдович
265. Козак, Василий Иосифович
266. Козакова, Надежда Алексеевна
267. Козин, Виктор Анатольевич
268. Козлов, Алексей Иванович
269. Козлов, Владимир Александрович
270. Козлов, Владимир Евгеньевич
271. Козлов, Геннадий Васильевич
272. Козлов, Николай Иванович
273. Козловский, Владимир Григорьевич
274. Козловский, Владимир Леонидович
275. Козловский, Евгений Александрович
276. Козловский, Станислав Николаевич
277. Козмин, Анатолий Иванович
278. Козырь, Александр Викторович
279. Козырь, Надежда Васильевна
280. Козьменков, Владимир Алексеевич
281. Койколайнен, Лев Алексеевич
282. Коксанов, Игорь Владимирович
283. Колбешкин, Алексей Ефимович
284. Колбин, Геннадий Васильевич
285. Колесник, Елена Петровна
286. Колесник, Леонтий Васильевич
287. Колесников, Александр Яковлевич
288. Колесников, Борис Иванович
289. Колесников, Владислав Григорьевич
290. Колесников, Геннадий Алексеевич
291. Колесников, Сергей Викторович
292. Колесникова, Вера Михайловна
293. Колесниченко, Надежда Кузьминична
294. Колиниченко, Алексей Николаевич
295. Колмогоров, Владимир Прокопьевич
296. Колмогоров, Георгий Дмитриевич
297. Колоколов, Юрий Борисович
298. Коломиец, Юрий Афанасьевич
299. Коломицкий, Эринст Степанович
300. Коломников, Валентин Петрович
301. Колот, Галина Павловна
302. Колочкова, Надежда Александровна
303. Колпаков, Серафим Васильевич
304. Колпаков, Юрий Борисович
305. Колповский, Пётр Иванович
306. Колчанов, Валерий Сергеевич
307. Кольвах, Лариса Петровна
308. Коляда, Владимир Александрович
309. Комаркова, Людмила Николаевна
310. Комаров, Юрий Трофимович
311. Комарова, Светлана Ивановна
312. Комлев, Леонид Николаевич
313. Компаниец, Клавдия Ивановна
314. Комплектов, Виктор Георгиевич
315. Конарев, Николай Семёнович
316. Конарыгин, Василий Семёнович
317. Кондратенко, Николай Игнатович
318. Кондратьев, Алексей Иванович
319. Кондратьев, Георгий Григорьевич
320. Кондратюк, Ростислав Петрович
321. Кондрашов, Василий Тимофеевич
322. Кондрюков, Геннадий Фёдорович
323. Кондыбаев, Сергазы Сейтпаталович
324. Конев, Василий Кириллович
325. Коневских, Пётр Михайлович
326. Коннов, Вениамин Фёдорович
327. Коновал, Иосиф Владимирович
328. Коновалов, Александр Николаевич
329. Коновалов, Анатолий Георгиевич
330. Коновалов, Василий Николаевич
331. Коновальчук, Виктор Ульянович
332. Коновченко, Валерий Иванович
333. Кононов, Виктор Васильевич
334. Конончук, Алексей Яковлевич
335. Конончук, Владимир Ильич
336. Конопатов, Александр Дмитриевич
337. Коноплев, Борис Всеволодович
338. Конрад, Александр Михайлович
339. Константинов, Борис Афанасьевич
340. Константинов, Владимир Тарасович
341. Кончиц, Владимир Николаевич
342. Коньков, Николай Михайлович
343. Конькова, Галина Сергеевна
344. Конюхова, Ирина Николаевна
345. Конюшок, Николай Антонович
346. Коняев, Алексей Николаевич
347. Коняев, Андрей Андреевич
348. Копанев, Николай Петрович
349. Копаница, Ирина Михайловна
350. Копейкин, Иван Алексеевич
351. Копелев, Владимир Ефимович
352. Коперчак, Богдан Михайлович
353. Коптюг, Валентин Афанасьевич
354. Копылов, Виталий Егорович
355. Копылов, Сергей Иванович
356. Копычко, Юрий Николаевич
357. Кораблев, Николай Николаевич
358. Корбутов, Иван Иванович
359. Корежина, Любовь Алексеевна
360. Коренева, Татьяна Митрофановна
361. Корепанова, Раиса Александровна
362. Коржакова, Татьяна Николаевна
363. Коржов, Владислав Иванович
364. Корзинина, Антонина Ивановна
365. Корзюк, Анатолий Тимофеевич
366. Коридзе, Джумбер Фёдорович
367. Коркин, Александр Гаврилович
368. Корлякова, Нина Андреевна
369. Кормильцев, Леонид Александрович
370. Корнева, Любовь Георгиевна
371. Корнева, Светлана Ивановна
372. Корниенко, Анатолий Иванович
373. Корниенко, Анатолий Иванович
374. Корниенко, Георгий Маркович
375. Корниенко, Светлана Ивановна
376. Корнилов, Александр Григорьевич
377. Корнилов, Юрий Иванович
378. Коробейников, Виктор Александрович
379. Коробейников, Иван Михайлович
380. Коробкин, Виктор Михайлович
381. Коробкова, Мария Андреевна
382. Коробов, Станислав Дмитриевич
383. Коробченко, Виктор Алексеевич
384. Коровников, Алексей Васильевич
385. Королев, Анатолий Максимович
386. Королев, Михаил Антонович
387. Королев, Николай Васильевич
388. Королев, Олег Алексеевич
389. Королева, Татьяна Григорьевна
390. Корольков, Борис Фёдорович
391. Коромыслов, Георгий Фёдорович
392. Коротеньков, Анатолий Романович
393. Коротич, Виталий Алексеевич
394. Коротков, Александр Иванович
395. Короткова, Тамара Ивановна
396. Коротовских, Любовь Павловна
397. Корсаков, Иван Атрадьевич
398. Корсаков, Игорь Александрович
399. Корсунский, Борис Леонидович
400. Корчевный, Николай Владимирович
401. Корчинский, Виктор Александрович
402. Коршунов, Василий Фёдорович
403. Коршунов, Николай Яковлевич
404. Коршунов, Юрий Васильевич
405. Корытников, Лев Константинович
406. Корягин, Николай Иванович
407. Корякин, Иван Иванович
408. Косарецкая, Любовь Ивановна
409. Косимов, Пулатбай
410. Косолапов, Георгий Витальевич
411. Косопанов, Геннадий Иванович
412. Костеев, Анатолий Фёдорович
413. Костенко, Александр Иванович
414. Костенко, Николай Терентьевич
415. Костенко, Павел Фёдорович
416. Костенюк, Александр Григорьевич
417. Костенюк, Надежда Николаевна
418. Костин, Алексей Яковлевич
419. Костин, Виталий Семёнович
420. Костишин, Наталия Михайловна
421. Косторных, Николай Стефанович
422. Костров, Владимир Дмитриевич
423. Костромин, Геннадий Тимофеевич
424. Костюк, Валентин Васильевич
425. Костюк, Екатерина Калистратовна
426. Костюк, Николай Тимофеевич
427. Костюков, Александр Викторович
428. Костюков, Иван Иванович
429. Костюков, Марк Яковлевич
430. Костюкович, Владимир Николаевич
431. Костюнина, Галина Григорьевна
432. Костюченко, Юрий Васильевич
433. Косяков, Александр Николаевич
434. Котельников, Владимир Александрович
435. Котиева, Люба Хасановна
436. Котин, Валерий Иванович
437. Котловцев, Николай Никифорович
438. Котляр, Ефим Фроймович
439. Котляр, Николай Исаакович
440. Котляренко, Федор Макарович
441. Котов, Владимир Петрович
442. Котова, Антонина Григорьевна
443. Котова, Надежда Павловна
444. Котюх, Анатолий Васильевич
445. Кочемасов, Вячеслав Иванович
446. Кочемасов, Станислав Григорьевич
447. Кочерга, Иван Васильевич
448. Кочеровец, Мария Акимовна
449. Кочетков, Юрий Петрович
450. Кочеткова, Татьяна Васильевна
451. Кочетов, Виктор Алексеевич
452. Кочетов, Константин Алексеевич
453. Кочкин, Геннадий Владимирович
454. Кочкина, Лидия Алексеевна
455. Кошелев, Анатолий Петрович
456. Кошкин, Виктор Александрович
457. Кравец, Владимир Иванович
458. Кравцов, Борис Васильевич
459. Кравченко, Анатолий Артемович
460. Кравченко, Владимир Иванович
461. Кравченко, Елена Пантелеевна
462. Кравченко, Константин Фёдорович
463. Кравченко, Николай Афанасьевич
464. Кравчук, Леонид Макарович
465. Кравчун, Степан Иванович
466. Крайнова, Татьяна Александровна
467. Крамарев, Виктор Григорьевич
468. Крамарева, Татьяна Ивановна
469. Краминьш, Атис Хугович
470. Крамков, Владимир Иванович
471. Крапивин, Владислав Петрович
472. Крапивницкая, Любовь Стефановна
473. Красильников, Александр Иванович
474. Красильникова, Антонина Степановна
475. Красненкова, Валентина Фёдоровна
476. Краснов, Валериан Семёнович
477. Краснова, Людмила Михайловна
478. Красношапка, Юрий Алексеевич
479. Красуский, Юрий Георгиевич
480. Краузе, Геннадий Леонидович
481. Кривенченко, Валентина Фёдоровна
482. Криворучко, Леонтий Леонтьевич
483. Кривохижа, Инна Владимировна
484. Кривошеев, Анатолий Павлович
485. Кривошеев, Виктор Александрович
486. Кривошеева, Валентина Ивановна
487. Кривошея, Валентина Григорьевна
488. Кривошея, Иван Левкович
489. Кривяков, Геннадий Владимирович
490. Крикливый, Александр Васильевич
491. Крисанов, Станислав Васильевич
492. Крисюк, Илья Павлович
493. Крихели, Лейла Александровна
494. Кротов, Владимир Константинович
495. Кротова, Татьяна Владимировна
496. Крохин, Геннадий Фёдорович
497. Крохмаль, Галина Павловна
498. Крутов, Юрий Вениаминович
499. Кручина, Николай Ефимович
500. Крушинский, Николай Кузьмич
501. Крылова, Мария Васильевна
502. Крылова, Нина Георгиевна
503. Крымов, Николай Викторович
504. Крюков, Николай Петрович
505. Крюкова, Александра Ивановна
506. Крючков, Василий Дмитриевич
507. Крючков, Владимир Александрович
508. Куанышев, Оразбек Султанович
509. Кубашев, Сагидулла
510. Кубилюс, Валерийонас Казимерович
511. Кубрин, Вячеслав Михайлович
512. Кувардина, Евдокия Ивановна
513. Кудиненко, Валентина Дмитриевна
514. Кудрявцев, Александр Григорьевич
515. Кудрявцев, Анатолий Александрович
516. Кудряков, Леонид Степанович
517. Кудряшов, Владлен Иванович
518. Кудусов, Абдужалил
519. Кужильный, Александр Васильевич
520. Кузенин, Станислав Петрович
521. Кузин, Илья Павлович
522. Кузина, Галина Викторовна
523. Кузнецов, Анатолий Петрович
524. Кузнецов, Борис Константинович
525. Кузнецов, Валерий Иванович
526. Кузнецов, Виктор Иванович
527. Кузнецов, Владимир Иванович
528. Кузнецов, Владимир Иванович
529. Кузнецов, Владимир Павлович
530. Кузнецов, Иван Петрович
531. Кузнецов, Леонид Михайлович
532. Кузнецов, Николай Дмитриевич
533. Кузнецов, Олег Леонидович
534. Кузнецов, Феликс Феодосьевич
535. Кузнецов, Юрий Кириллович
536. Кузнецова, Ева Антоновна
537. Кузнецова, Наталья Александровна
538. Кузнецова, Нина Дмитриевна
539. Кузнецова, Раиса Ивановна
540. Кузнецова, Светлана Александровна
541. Кузнецова, Светлана Васильевна
542. Кузнецова, Татьяна Егоровна
543. Кузьменко, Анна Ильинична
544. Кузьменко, Валентина Алексеевна
545. Кузьменко, Мария Алексеевна
546. Кузьмин, Виталий Васильевич
547. Кузьмин, Николай Николаевич
548. Кузьмина, Лидия Сергеевна
549. Кузьмина, Надежда Александровна
550. Кузьмина, Наталья Петровна
551. Кузьмина, Светлана Григорьевна
552. Кузьмина, Эмма Дмитриевна
553. Кузьмичев, Александр Юрьевич
554. Кузьмичева, Александра Илларионовна
555. Кузяра, Владимир Иосифович
556. Кукоба, Яков Егорович
557. Кукушкин, Николай Тимофеевич
558. Кукушкина, Аля Алексеевна
559. Кукушкина, Валентина Васильевна
560. Кулага, Григорий Антонович
561. Кулаков, Владимир Пантелеевич
562. Кулакова, Екатерина Дмитриевна
563. Кулеш, Василий Иванович
564. Кулешов, Алексей Антонович
565. Кулешов, Иван Иванович
566. Кулибаев, Аскар Алтынбекович
567. Кулиев, Махар Мустафа
568. Кулиев, Халил Халаф
569. Кулик, Анатолий Яковлевич
570. Кулик, Геннадий Васильевич
571. Куликов, Виктор Георгиевич
572. Куликов, Федор Михайлович
573. Куликова, Галина Владимировна
574. Куличев, Владимир Васильевич
575. Култышева, Тамара Осиповна
576. Кулыбеков, Еркебай
577. Кульматов, Ренат Сатарович
578. Кунатовская, Антонина Михайловна
579. Кунева, Акулина Васильевна
580. Куницкий, Константин Викторович
581. Куницына, Галина Владимировна
582. Куницына, Людмила Леонтьевна
583. Купин, Алексей Данилович
584. Куприянова, Евгения Александровна
585. Купцов, Валентин Александрович
586. Курасов, Александр Егорович
587. Курашвили, Зейнаб Гивиевна
588. Курбанов, Шихлар Шихзада
589. Курбанова, Мубаракхан Камбаралиевна
590. Курдюков, Сергей Степанович
591. Курёнков, Пётр Иванович
592. Курзенков, Сергей Алексеевич
593. Курин, Николай Ефимович
594. Куринной, Игорь Иванович
595. Курицына, Татьяна Николаевна
596. Курков, Анатолий Алексеевич
597. Курмаков, Леонид Иванович
598. Курманаевская, Евгения Васильевна
599. Курмышев, Равиль Мустафович
600. Курнаков, Георгий Дмитриевич
601. Курневич, Евгений Стефанович
602. Курносов, Николай Александрович
603. Куров, Игорь Евгеньевич
604. Куропатко, Иван Павлович
605. Курочка, Михаил Иванович
606. Курочкин, Юрий Васильевич
607. Куртенкова, Нэлли Ильинична
608. Курциня, Валда Антоновна
609. Кустов, Борис Александрович
610. Кустуров, Василий Степанович
611. Кутузов, Николай Васильевич
612. Кухарь, Иван Иванович
613. Кухнавец, Ольга Андреевна
614. Куценко, Виталий Александрович
615. Кученкова, Татьяна Николаевна
616. Кучеренко, Виктор Григорьевич
617. Кучма, Леонид Данилович
618. Кучукян, Арман Такворович
619. Кушнеренко, Михаил Михайлович
620. Кушнир, Александр Иванович
621. Кушнир, Василий Петрович
622. Кютт, Рейн Рудольфович

## Л
1. Лабкович, Любовь Николаевна
2. Лабухин, Александр Анатольевич
3. Лавренюк, Екатерина Ивановна
4. Лавриненко, Алексей Николаевич
5. Лавринович, Владимир Ананьевич
6. Лавров, Кирилл Юрьевич
7. Лавроненко, Александр Иванович
8. Лагир, Михаил Иванович
9. Лагутин, Борис Николаевич
10. Лазакович, Мария Павловна
11. Лазаренко, Виктор Николаевич
12. Лазаренко, Прасковья Михайловна
13. Лазиев, Эдуард Мкртычевич
14. Лазутина, Галина Николаевна
15. Лайдвээ, Анне Тынисовна
16. Лайчуковский, Николай Константинович
17. Лалазаров, Михаил Арменакович
18. Ламзина, Надежда Михайловна
19. Лапаева, Галина Николаевна
20. Лапин, Владимир Александрович
21. Лапин, Михаил Александрович
22. Лапкина, Татьяна Леонидовна
23. Лаптев, Иван Дмитриевич
24. Лаптев, Павел Павлович
25. Лапшина, Раиса Михайловна
26. Лапыгин, Владимир Лаврентьевич
27. Лапыгин, Иван Вениаминович
28. Ларин, Иван Алексеевич
29. Лариошина, Татьяна Николаевна
30. Латту, Хельви Николаевна
31. Латцердс, Владимир Яковлевич
32. Латышева, Нина Яковлевна
33. Лацис, Отто Рудольфович
34. Лашков, Анатолий Фёдорович
35. Лашук, Александр Фёдорович
36. Лебедев, Александр Владимирович
37. Лебедев, Валерий Александрович
38. Лебедев, Сергей Павлович
39. Лебедев, Юрий Николаевич[прояснить]
40. Лебедева, Доросида Григорьевна
41. Лебедева, Людмила Викторовна
42. Левин, Владимир Евстигнеевич
43. Левин, Пётр Алексеевич
44. Левина, Тамара Николаевна
45. Левкович, Анатолий Иосифович
46. Левченко, Василий Дмитриевич
47. Левчук, Платон Григорьевич
48. Легостаев, Александр Васильевич
49. Легошин, Анатолий Григорьевич
50. Лейковский, Юрий Александрович
51. Лексина, Анна Георгиевна
52. Лемаев, Николай Васильевич
53. Лемешев, Вячеслав Фёдорович
54. Лемишко, Александра Петровна
55. Ленчинский, Виктор Петрович
56. Леонидова, Зоя Ивановна
57. Леонов, Василий Севостьянович
58. Леонов, Иван Иванович
59. Леонов, Сергей Борисович
60. Леонова, Любовь Ивановна
61. Леонтьев, Анатолий Павлович
62. Леонтьев, Михаил Михайлович
63. Леонтьев, Станислав Константинович
64. Лепендин, Олег Григорьевич
65. Лепешкин, Владимир Александрович
66. Лесниченко, Валентин Егорович
67. Лесных, Галина Владимировна
68. Леухин, Алексей Фёдорович
69. Лещетная, Нина Ивановна
70. Либек, Екатерина Михайловна
71. Ливманис, Станислав Язепович
72. Лигачёв, Егор Кузьмич
73. Лидаце, Элга Эдгаровна
74. Лиегис, Вилнис Эрнестович
75. Лизичев, Алексей Дмитриевич
76. Лимонов, Вячеслав Николаевич
77. Линник, Нина Степановна
78. Липовая, Светлана Михайловна
79. Лисин, Евгений Андреевич
80. Лисицин, Анатолий Гаврилович
81. Листов, Владимир Владимирович
82. Литауниеце, Моника Петровна
83. Литвиненко, Юрий Григорьевич
84. Литвинов, Борис Васильевич
85. Литвинов, Валерий Вячеславович
86. Литвинов, Виктор Филиппович
87. Литвинов, Владимир Васильевич
88. Литвинцев, Юрий Иванович
89. Литовченко, Алексей Потапович
90. Лиханова, Вера Борисовна
91. Лихачев, Владимир Николаевич
92. Лишинский, Василий Серафимович
93. Лобач, Вячеслав Иванович
94. Лобачева, Ева Яковлевна
95. Лобов, Владимир Николаевич
96. Лобов, Олег Иванович
97. Лобов, Юрий Иванович
98. Логачёв, Михаил Петрович
99. Логвиненко, Павел Спиридонович
100. Логвинов, Михаил Ильич
101. Логвинов, Николай Васильевич
102. Логвинова, Анна Фёдоровна
103. Логинов, Вадим Петрович
104. Логинов, Владимир Павлович
105. Логинова, Антонина Сидоровна
106. Логунов, Анатолий Алексеевич
107. Логунов, Владимир Николаевич
108. Логусева, Валентина Ивановна
109. Логутов, Александр Иванович
110. Лоза, Николай Иванович
111. Лозовой, Владимир Демьянович
112. Локотунин, Валерий Иванович
113. Локтионов, Николай Игоревич
114. Ломакин, Виктор Павлович
115. Ломакин, Юрий Иванович
116. Ломач, Михаил Михайлович
117. Ломоносов, Владимир Григорьевич
118. Лоншаков, Николай Владимирович
119. Лопаницына, Галина Васильевна
120. Лопанова, Татьяна Дмитриевна
121. Лопатин, Геннадий Николаевич
122. Лопунов, Юрий Васильевич
123. Лордкипанидзе, Тариел Владимирович
124. Лория, Геронтий Эвтихович
125. Лосев, Сергей Андреевич
126. Лоскутов, Рудольф Сергеевич
127. Лоцманов, Сергей Мартинович
128. Лошкарев, Николай Панкратович
129. Лубенников, Николай Ильич
130. Лубис, Бронисловас
131. Лубяная, Вера Павловна
132. Лубяная, Лидия Ивановна
133. Луговой, Александр Николаевич
134. Лужков, Юрий Михайлович
135. Лузянин, Владимир Ильич
136. Лукаускас, Йонас Вильгельмович
137. Лукин, Владимир Петрович
138. Лукин, Игорь Степанович
139. Лукин, Николай Леонидович
140. Лукин, Филипп Миронович
141. Лукиных, Вадим Дмитриевич
142. Луконин, Николай Фёдорович
143. Лукьяненко, Владимир Матвеевич
144. Лукьянов, Анатолий Иванович
145. Лукьянова, Валентина Владимировна
146. Лукьянченко, Александр Николаевич
147. Лукьянычев, Анатолий Иванович
148. Лунга, Павел Васильевич
149. Лунгу, Семен Мефодьевич
150. Луньков, Николай Митрофанович
151. Лутак, Иван Кондратьевич
152. Луценко, Валерий Фёдорович
153. Луценко, Юрий Михайлович
154. Лучина, Леонид Павлович
155. Лучинский, Пётр Кириллович
156. Лушев, Пётр Георгиевич
157. Лушкин, Леонид Александрович
158. Лушпа, Леонид Степанович
159. Лущиков, Анатолий Павлович
160. Лыгин, Юрий Михайлович
161. Лыков, Александр Иванович
162. Лысенко, Фёдор Николаевич
163. Лысов, Николай Петрович
164. Лысый, Владимир Григорьевич
165. Любич, Надежда Ивановна
166. Люлин, Борис Николаевич
167. Люльков, Виктор Викторович
168. Лютенко, Анатолий Фёдорович
169. Лядова, Галина Сергеевна
170. Ляпота, Лидия Леонидовна
171. Лях, Мария Степановна
172. Ляхов, Александр Петрович
173. Ляхов, Иван Андреевич
174. Ляшенко, Владимир Ефимович
175. Ляшко, Семен Яковлевич
176. Лященко, Станислав Зиновьевич
177. Лященко, Фёдор Иванович

## М
1. Мабатшоев, Мазабшо Муминшоевич
2. Мавлютов, Рыфат Рахматуллович
3. Мавлянова, Зуро
4. Маврин, Иван Филиппович
5. Магда, Виктор Андреевич
6. Магдыч, Степан Владимирович
7. Магомедов, Идрис Алиевич
8. Магомедов, Магомедали Магомедович
9. Магомедов, Шапи Саидович
10. Мадудов, Николай Григорьевич
11. Мажаикина, Надежда Игнатьевна
12. Мажурина, Нина Фёдоровна
13. Мазан, Мария Фёдоровна
14. Мазуренко, Николай Дмитриевич
15. Мазуров, Кирилл Трофимович
16. Майорец, Анатолий Иванович
17. Майоров, Юрий Михайлович
18. Майсурадзе, Амиран Шотаевич
19. Макаревич, Иван Степанович
20. Макаренко, Анна Яковлевна
21. Макаренко, Григорий Иванович
22. Макаренко, Тамара Васильевна
23. Макаров, Владимир Ильич
24. Макаров, Константин Валентинович
25. Макаров, Николай Васильевич
26. Макаров, Олег Викторович
27. Макарова, Татьяна Ивановна
28. Макарцев, Михаил Константинович
29. Макеева, Надежда Гавриловна
30. Макогон, Надежда Владимировна
31. Максаев, Юрий Александрович
32. Максаков, Александр Иванович
33. Максименко, Эрнст Иванович
34. Максимкина, Ада Михайловна
35. Максимов, Александр Александрович
36. Максимов, Владимир Петрович
37. Максимов, Иван Иванович
38. Максимов, Николай Петрович
39. Максимов, Юрий Павлович
40. Максимова, Валентина Романовна
41. Максимова, Глафира Александровна
42. Максимовас, Ленгинас Кириллович
43. Максютова, Хасана Хасановна
44. Макунин, Анатолий Иванович
45. Макшанцев, Анатолий Алексеевич
46. Маланина, Любовь Васильевна
47. Малафеева, Наталья Матвеевна
48. Малашков, Юрий Григорьевич
49. Малеваник, Михаил Михайлович
50. Малец, Анатолий Иосифович
51. Малецкая, Тамара Васильевна
52. Малик, Станислав Иванович
53. Маликов, Анатолий Иванович
54. Маликов, Василий Иванович
55. Маликова, Нина Викторовна
56. Малинкин, Юрий Александрович
57. Маллер, Евгения Тимофеевна
58. Малова, Валентина Борисовна
59. Маломуж, Владимир Григорьевич
60. Малофеев, Анатолий Александрович
61. Малышев, Алексей Васильевич
62. Малышев, Вадим Михайлович
63. Малышев, Николай Григорьевич
64. Малышевский, Григорий Дмитриевич
65. Малышко, Анатолий Фёдорович
66. Малькевич, Владислав Леонидович
67. Мальков, Борис Александрович
68. Мальков, Николай Иванович
69. Мальцев, Борис Алексеевич
70. Мальцев, Виктор Фёдорович
71. Мальцев, Иван Иванович
72. Мальцев, Игорь Михайлович
73. Мальцев, Николай Иванович
74. Мальцев, Николай Степанович
75. Мальцев, Павел Кузьмич
76. Мальцев, Терентий Семёнович
77. Мальцева, Мария Ивановна
78. Мальшаков, Николай Петрович
79. Малюков, Анатолий Иванович
80. Мамаев, Алексей Михайлович
81. Мамаев, Герман Фёдорович
82. Мамажанов, Усубжан
83. Мамажонов, Комилжон
84. Мамарасулов, Салиджан
85. Маматкулов, Махмуджон
86. Маматова, Руяб
87. Мамацашвили, Софя Ясоновна
88. Мамедов, Гамбар Расул оглы
89. Мамедов, Муса Салам оглы
90. Мамедов, Назим Алиаскерович
91. Мамедов, Фиридун Арых оглы
92. Мамедов, Фиэули Авез оглы
93. Мамедова, Лаюзат Шарафеддин оглы
94. Мамлеев, Рифгат Нагимович
95. Мамонов, Михаил Афанасьевич
96. Мамонов, Юрий Григорьевич
97. Мамонова, Лидия Ивановна
98. Мамраши, Нодар Давришевич
99. Мамхегов, Михаил Шуевич
100. Манаенков, Юрий Алексеевич
101. Манаков, Александр Николаевич
102. Мананян, Мариам Погосовна
103. Мандрыкина, Мария Михайловна
104. Манофа, Борис Иванович
105. Мансуров, Ариф Энверович
106. Манузина, Лариса Григорьевна
107. Манюхин, Виктор Митрофанович
108. Манякин, Сергей Иосифович
109. Марабаев, Насибкали Абугалиевич
110. Маргвелидзе, Джемал Варденович
111. Марейкин, Валерий Дмитриевич
112. Марженаков, Степан Павлович
113. Маркелов, Иван Алексеевич
114. Маркин, Кузьма Савельевич
115. Маркин, Леонид Владимирович
116. Маркин, Сергей Николаевич
117. Марков, Владимир Николаевич
118. Марков, Георгий Мокеевич
119. Марков, Пётр Александрович
120. Марков, Сергей Александрович
121. Маркова, Антонина Егоровна
122. Маркова, Татьяна Фёдоровна
123. Мартин, Яан Юханович
124. Мартинкус, Витаутас Йонович
125. Мартыненко, Анатолий Павлович
126. Мартыненко, Владимир Петрович
127. Мартыненко, Сергей Ильич
128. Мартынов, Анатолий Иванович
129. Мартынов, Валерий Борисович
130. Мартынов, Иван Антонович
131. Мартынов, Пётр Петрович
132. Мартынова, Антонина Ивановна
133. Мартынюк, Станислав Михайлович
134. Марусенко, Виталий Никитович
135. Марченко, Иван Константинович
136. Марченко, Максим Иванович
137. Марченков, Юрий Александрович
138. Марчук, Гурий Иванович
139. Маршалов, Борис Павлович
140. Марьев, Александр Михайлович
141. Марьин, Владимир Григорьевич
142. Масалиев, Абсамат Масалиевич
143. Масалкова, Раиса Владимировна
144. Масанова, Галина Андреевна
145. Масельский, Александр Степанович
146. Масик, Константин Иванович
147. Маслов, Александр Иванович
148. Маслов, Анатолий Васильевич
149. Маслов, Виктор Николаевич
150. Маслюк, Валерий Васильевич
151. Маслюков, Юрий Дмитриевич
152. Масол, Виталий Андреевич
153. Матаев, Хафиз
154. Матафонов, Сергей Евгеньевич
155. Матвеев, Виктор Васильевич
156. Матвеев, Владимир Иосифович
157. Матвеева, Татьяна Михайловна
158. Матвейкина, Антонина Петровна
159. Матиенко, Владимир Александрович
160. Матросов, Вадим Александрович
161. Матутис, Владиславас Антанович
162. Матушайтис, Альфонсас Станисловович
163. Матюк, Сергей Александрович
164. Матюхин, Владимир Алексеевич
165. Матюхин, Леонид Иванович
166. Махарадзе, Майсарат Насрутдиновна
167. Махкамов, Кахар
168. Махнев, Александр Владимирович
169. Махов, Василий Васильевич
170. Махов, Евгений Николаевич
171. Махров, Виктор Андреевич
172. Мацайтис, Альфонсас Альфонсович
173. Мацуцин, Алексей Захарович
174. Машков, Иван Петрович
175. Медведев, Борис Николаевич
176. Медведев, Вадим Андреевич
177. Медведев, Владимир Александрович
178. Медведев, Дмитрий Александрович
179. Медведев, Матвей Иванович
180. Медведев, Святослав Александрович
181. Меджидова, Махия Моллаали
182. Медиев, Касимбек
183. Межевич, Николай Николаевич
184. Мезенцев, Александр Моисеевич
185. Мейланов, Алимет Алиметович
186. Мелентьев, Юрий Серафимович
187. Мелешко, Григорий Калинникович
188. Мелещенко, Василий Иванович
189. Мелиев, Абдурашид
190. Меликов, Михаил Леванович
191. Мельдер, Ааво Адольфович
192. Мельник, Анна Ивановна
193. Мельник, Ольга Васильевна
194. Мельник, Пётр Фёдорович
195. Мельников, Александр Григорьевич
196. Мельников, Александр Ильич
197. Мельников, Александр Тихонович
198. Мельников, Анатолий Анисимович
199. Мельников, Владимир Иванович
200. Мельников, Михаил Михайлович
201. Мельников, Юрий Александрович
202. Мельникова, Елена Григорьевна
203. Мельникова, Надежда Григорьевна
204. Мельниченко, Виктор Григорьевич
205. Мендыбаев, Марат Самиевич
206. Меновщиков, Сергей Степанович
207. Ментешашвили, Тенгиз Николаевич
208. Меремянин, Константин Георгиевич
209. Мерзленко, Альберт Васильевич
210. Мерзляков, Александр Васильевич
211. Меркулов, Василий Прохорович
212. Меркулов, Дмитрий Алексеевич
213. Меркулова, Галина Владимировна
214. Меркурьев, Станислав Петрович
215. Месхия, Тристан Акакиевич
216. Месяц, Валентин Карпович
217. Месяц, Геннадий Андреевич
218. Метонидзе, Гурам Арчилович
219. Мехдиева, Гюллу Мехди кызы
220. Мецаев, Ирбек Знаурович
221. Мечев, Сергей Петрович
222. Мешков, Николай Иванович
223. Мешков, Николай Иосифович
224. Мещеряков, Валерий Андреевич
225. Мещеряков, Виктор Сергеевич
226. Мещеряков, Геннадий Фёдорович
227. Мещеряков, Евгений Иванович
228. Мещеряков, Юрий Алексеевич
229. Мизгулина, Раиса Ивановна
230. Микинев, Григорий Иванович
231. Микитенко, Алексей Михайлович
232. Мику, Василий Ефимович
233. Микульчик, Евгений Васильевич
234. Милкин, Анатолий Васильевич
235. Милованов, Адольф Вячеславович
236. Мингбоева, Ханифахон
237. Миндыгазиев, Иделгалей Тажмагамбетович
238. Минеева, Зоя Ивановна
239. Минин, Алексей Иванович
240. Минич, Виктор Артёмович
241. Минко, Александр Иванович
242. Миннуллина, Литфия Нурмехамитовна
243. Минькина, Нина Александровна
244. Мирабян, Сейран Гарегинович
245. Миргазямов, Марат Парисович
246. Мирзабеков, Абдуразак Марданович
247. Мирзаева, Рахима Маматкуловна
248. Мирзаматов, Абдикахор Баннабович
249. Мирзоян, Армен Левонович
250. Миркасымов, Мирахат Мирхаджиевич
251. Мироненко, Василий Тихонович
252. Мироненко, Виктор Иванович
253. Мироненко, Виктор Тихонович
254. Миронов, Валентин Николаевич
255. Миронов, Василий Петрович
256. Миронов, Евгений Васильевич
257. Миронов, Сергей Владимирович
258. Миронова, Лидия Николаевна
259. Мирошник, Виктор Михайлович
260. Мирошник, Иван Евгеньевич
261. Мирошниченко, Нина Андреевна
262. Мирошхин, Олег Семёнович
263. Мирсидиков, Кабил
264. Мирук, Виктор Фёдорович
265. Мирхаликов, Темурбай
266. Мисюк, Сергей Яковлевич
267. Митро, Мария Людвиговна
268. Митькин, Николай Андреевич
269. Митюшин, Юрий Борисович
270. Михайлец, Ольга Афанасьевна
271. Михайличенко, Иван Дмитриевич
272. Михайличенко, Нина Васильевна
273. Михайлов, Александр Алексеевич
274. Михайлов, Альберт Георгиевич
275. Михайлов, Виталий Викторович
276. Михайлов, Владимир Алексеевич
277. Михайлов, Владлен Михайлович
278. Михайлов, Евгений Павлович
279. Михайлов, Евгений Павлович
280. Михайлов, Михаил Иванович
281. Михайлов, Станислав Андреевич
282. Михалев, Юрий Владимирович
283. Михалкин, Владимир Михайлович
284. Михалков, Сергей Владимирович
285. Михасев, Владимир Иванович
286. Михеев, Юрий Яковлевич
287. Михеева, Раиса Львовна
288. Михелева, Валентина Ивановна
289. Мишарин, Анатолий Михайлович
290. Мишин, Виктор Максимович
291. Мишкина, Татьяна Викторовна
292. Мишкинис, Владас Пятрович
293. Мищенко, Светлана Ивановна
294. Мищенко, Трофим Ильич
295. Мкртичан, Альберт Андрясович
296. Мкртчян, Юрий Степанович
297. Могильниченко, Константин Николаевич
298. Могир, Ольга Нестеровна
299. Можаев, Павел Петрович
300. Можин, Владимир Потапович
301. Мозговой, Иван Алексеевич
302. Моисеев, Владимир Евгеньевич
303. Моисеев, Михаил Алексеевич
304. Моисеев, Николай Андреевич
305. Моисеев, Николай Андреевич
306. Моисеев, Юрий Васильевич
307. Моисеева, Надежда Сергеевна
308. Моисеенко, Валентин Григорьевич
309. Мокану, Александр Александрович
310. Мокина, Валентина Ивановна
311. Моковозов, Василий Георгиевич
312. Мокрецов, Александр Михайлович
313. Мокроусов, Анатолий Алексеевич
314. Молдовану, Екатерина Ивановна
315. Молева, Нина Павловна
316. Молнар, Маргарета Гейзовна
317. Молодежников, Пётр Григорьевич
318. Молоков, Евгений Анатольевич
319. Молохов, Юрий Александрович
320. Молоцкий, Василий Иванович
321. Молочков, Владимир Ильич
322. Молчанов, Анатолий Павлович
323. Монаенко, Владимир Алексеевич
324. Монаша, Мария Антоновна
325. Моргун, Таисия Николаевна
326. Моргун, Федор Трофимович
327. Мордашов, Анатолий Андреевич
328. Мордвина, Ирина Александровна
329. Мордвинова, Валентина Максимовна
330. Мороз, Борис Андреевич
331. Мороз, Василий Андреевич
332. Мороз, Михаил Семёнович
333. Мороз, Таисия Ивановна
334. Мороз, Юрий Дмитриевич
335. Мороз, Юрий Петрович
336. Морозов, Александр Яковлевич
337. Морозов, Анатолий Александрович
338. Морозов, Владимир Ефимович
339. Морозов, Иван Сергеевич
340. Морозов, Максим Александрович
341. Морозов, Николай Николаевич
342. Морозов, Сергей Евгеньевич
343. Морозова, Валентина Степановна
344. Морозова, Галина Алексеевна
345. Моронов, Борис Алексеевич
346. Морякина, Татьяна Алексеевна
347. Москальков, Георгий Иосифович
348. Москальцов, Юрий Иванович
349. Москалюк, Василий Флорович
350. Мосолова, Мария Тимофеевна
351. Мостовой, Павел Иванович
352. Мотинов, Владимир Алексеевич
353. Моторин, Пётр Архипович
354. Моторный, Дмитрий Константинович
355. Мошко, Иван Григорьевич
356. Мощенков, Владимир Николаевич
357. Мубаракшин, Пётр Михайлович
358. Мубарякова, Гюлли Арслановна
359. Муравьёв, Владимир Александрович
360. Муравьёв, Евгений Фёдорович
361. Муравьёв, Николай Фёдорович
362. Муралиев, Амангельды Мурсадыкович
363. Муранов, Анатолий Владимирович
364. Мураталин, Искендер Садыкович
365. Мураховский, Всеволод Серафимович
366. Мурашова, Антонина Васильевна
367. Мурзин, Юрий Павлович
368. Муртазаев, Садых Наби оглы
369. Мусаев, Магомед Эльшиевич
370. Мусаев, Фуад Энвер оглы
371. Мусаева, Валида
372. Мусиенко, Пётр Кириллович
373. Мусорин, Владимир Марксович
374. Муссонова, Вера Михайловна
375. Мустаев, Шамиль Асгатович
376. Мустафаев, Ибрагим Нурмамед оглы
377. Мустафаев, Нурадин Элязович
378. Мустафаев, Сафияр Бахлул оглы
379. Мустафин, Борангазы Омиртаевич
380. Мустяцэ, Елена Николаевна
381. Мусхажиева, Малкан Салмановна
382. Муха, Виталий Петрович
383. Мухамадиев, Рашид Гайзитдинович
384. Мухамеджанов, Закир Мухамеджанович
385. Мухаметзянов, Аклим Касимович
386. Мухаметзянова, Расима
387. Муханов, Мажит
388. Мухина, Клавдия Васильевна
389. Мухина, Шарбан Емкеновна
390. Мухитдинова, Манзурахон
391. Мушкетик, Юрий Михайлович
392. Мхитарян, Гриша Микаелович
393. Мылыдев, Алексей Борисович
394. Мысниченко, Владислав Петрович
395. Мягков, Александр Иванович
396. Мягченко, Владимир Александрович
397. Мякина, Степан Николаевич
398. Мякота, Алексей Сергеевич
399. Мясина, Людмила Сергеевна
400. Мясников, Алексей Павлович
401. Мяснянкин, Александр Сергеевич

## Н
1. Набопченко, Людмила Сергеевна
2. Навджуванов, Мамадаёз
3. Наволоцкая, Валентина Александровна
4. Наврозашвили, Нелли Георгиевна
5. Нагибин, Михаил Васильевич
6. Надымова, Милинтина Владимировна
7. Наживов, Анатолий Данилович
8. Назарбаев, Нурсултан Абишевич
9. Назаренко, Нина Александровна
10. Назаров, Батыр Яминович
11. Назаров, Валерий Валентинович
12. Назаров, Евгений Яковлевич
13. Назаров, Илья Фёдорович
14. Назаров, Михаил Петрович
15. Назарова, Надежда Станиславовна
16. Назарова, Татьяна Ивановна
17. Назарчук, Арнольд Григорьевич
18. Найбергер, Нина Ивановна
19. Найбич, Людмила Васильевна
20. Наконечная, Ольга Петровна
21. Намазов, Тура
22. Наниев, Павел Александрович
23. Наркевич, Ольга Францевна
24. Нартов, Дмитрий Егорович
25. Насыров, Азиз Насырович
26. Науджюнас, Альгимантас Яронимович
27. Наумец, Анна Николаевна
28. Наумов, Александр Иванович
29. Наумов, Анатолий Борисович
30. Наумов, Владимир Иванович
31. Наумов, Пётр Михайлович
32. Наумова, Елизавета Ивановна
33. Наумова, Ирина Васильевна
34. Наумова, Нина Николаевна
35. Наумович, Надежда Павловна
36. Наяшков, Иван Семёнович
37. Небышинец, Иван Степанович
38. Негматуллаев, Сабит Хабибуллаевич
39. Недилько, Андрей Филиппович
40. Некрасов, Владилен Петрович
41. Нелепа, Валерий Владимирович
42. Нелюбов, Владимир Михайлович
43. Немонтов, Александр Андреевич
44. Немтин, Александр Семёнович
45. Немтина, Анна Михайловна
46. Немтинов, Анатолий Яковлевич
47. Немтушкин, Альберт Николаевич
48. Ненашев, Михаил Фёдорович
49. Непобедимый, Сергей Павлович
50. Непомнящий, Григорий Васильевич
51. Непран, Василий Иванович
52. Нероденко, Нина Яковлевна
53. Несипханов, Ахат
54. Нескоблинов, Владимир Васильевич
55. Несмянович, Владимир Николаевич
56. Нестеренко, Сергей Михайлович
57. Нестеренко, Татьяна Борисовна
58. Нестерова, Галина Афанасьевна
59. Нестерова, Нина Николаевна
60. Нестерова, Тамара Ивановна
61. Нестерук, Анастасия Ивановна
62. Нестерюк, Анатолий Фёдорович
63. Нетяга, Леонид Иванович
64. Нехаевский, Аркадий Петрович
65. Нечаев, Валерий Дмитриевич
66. Нечаев, Виктор Степанович
67. Нечаев, Юрий Алексеевич
68. Нечепуренко, Анатолий Дмитриевич
69. Нечипуренко, Виктор Трофимович
70. Нечитайло, Эльвира Леонтьевна
71. Нивалов, Николай Николаевич
72. Нигматулин, Роберт Искандрович
73. Нижельский, Вадим Юрьевич
74. Низамитдинов, Хабибулло Зайнабитдинович
75. Низовцева, Алла Афанасьевна
76. Никитенко, Владимир Васильевич
77. Никитенко, Михаил Григорьевич
78. Никитин, Александр Александрович[прояснить]
79. Никитин, Владилен Валентинович
80. Никитин, Николай Васильевич
81. Никитина, Валентина Сергеевна
82. Никитина, Лидия Дмитриевна
83. Никитина, Людмила Андреевна
84. Никитина, Тамара Александровна
85. Никифоров, Валентин Михайлович
86. Никифорова, Татьяна Ивановна
87. Никишина, Татьяна Васильевна
88. Никова, Зинаида Александровна
89. Николаев, Алексей Николаевич
90. Николаев, Владимир Сергеевич
91. Николаев, Владимир Фёдорович
92. Николаев, Лев Николаевич
93. Николаев, Ростислав Васильевич
94. Николаева, Валентина Петровна
95. Николаева, Валентина Сергеевна
96. Николайчук, Лидия Васильевна
97. Николенко, Юрий Николаевич
98. Никольский, Борис Васильевич
99. Никонов, Александр Александрович
100. Никонов, Алексей Васильевич
101. Никонов, Виктор Петрович
102. Никонова, Людмила Петровна
103. Никулин, Иван Иванович
104. Никулина, Нина Михайловна
105. Никулина, Раиса Емельяновна
106. Нилова, Вера Михайловна
107. Нинвит, Юрий Михайлович
108. Нифантов, Геннадий Николаевич
109. Нишанов, Рафик Нишанович
110. Нишонов, Хабибулла Хамидович
111. Ниязов, Сапармурад Атаевич
112. Новгородцева, Валентина Васильевна
113. Новик, Ольга Григорьевна
114. Новиков, Александр Васильевич
115. Новиков, Анатолий Николаевич
116. Новиков, Василий Петрович
117. Новиков, Виктор Фёдорович
118. Новиков, Григорий Фёдорович
119. Новиков, Михаил Адамович
120. Новиков, Сергей Сергеевич
121. Новиков, Фёдор Афанасьевич
122. Новиков, Юрий Васильевич
123. Новикова, Татьяна Викторовна
124. Новицкая, Нина Ивановна
125. Новиченко, Анатолий Иванович
126. Новожилов, Генрих Васильевич
127. Новосёлов, Владимир Александрович
128. Новосёлов, Николай Валерьянович
129. Ногина, Раиса Дмитриевна
130. Ножиков, Юрий Абрамович
131. Ножинская, Нина Лауровна
132. Ноздрачёв, Иван Фёдорович
133. Номеровский, Михаил Иванович
134. Норка, Ефим Алексеевич
135. Носов, Анатолий Андреевич
136. Носов, Валерий Борисович
137. Носов, Владимир Борисович
138. Носов, Константин Григорьевич
139. Нохрин, Сергей Николаевич
140. Ночевкин, Анатолий Петрович
141. Нугманов, Пулат
142. Нужная, Надежда Сергеевна
143. Нургалиева, Жанылдык Жумашевна
144. Нургельдыев, Аннамамед
145. Нуржанов, Рамазан
146. Нуриев, Маариф Нури оглы
147. Нурманова, Кунсулу Курмашевна
148. Нурсултанов, Куанышбек

## О
1. Обидов, Гаффор
2. Обливин, Александр Николаевич
3. Оборкина, Любовь Николаевна
4. Образов, Александр Иванович
5. Образцов, Алексей Александрович
6. Образцов, Иван Филиппович
7. Обухов, Николай Павлович
8. Овденко, Владимир Иванович
9. Овезгельдыев, Оразгельды
10. Оводенко, Максим Борисович
11. Овсепян, Анаит Суреновна
12. Овсянников, Борис Дмитриевич
13. Овсянников, Вячеслав Васильевич
14. Овчаренко, Анатолий Арсентьевич
15. Овчаренко, Владимир Антонович
16. Овчинников, Александр Иванович
17. Овчинников, Леонид Макарович
18. Овчинникова, Валентина Ивановна
19. Овчинникова, Зинаида Антоновна
20. Овчинникова, Нина Николаевна
21. Оганесян, Сусанна Араэбековна
22. Оганесян, Эдгар Сергеевич
23. Огарков, Николай Васильевич
24. Огарок, Валентин Иванович
25. Огарь, Валерий Сергеевич
26. Оголь, Василий Петрович
27. Огородник, Николай Фёдорович
28. Огренич, Николай Леонидович
29. Одинец, Евгений Максимович
30. Одинцов, Владимир Евгеньевич
31. Одинцова, Валентина Ивановна
32. Одобеску, Вера Сергеевна
33. Ожередов, Иван Афанасьевич
34. Ожерельева, Любовь Викторовна
35. Окотэтто, Николай Лачевич
36. Олейник, Борис Ильич
37. Олейников, Александр Владимирович
38. Олейников, Владислав Ефимович
39. Олексенко, Степан Степанович
40. Олешко, Егор Григорьевич
41. Олийнык, Василий Михайлович
42. Олийнык, Мария Ивановна
43. Ольшанский, Николай Михайлович
44. Олюнин, Николай Михайлович
45. Оманов, Рахматулла
46. Омаров, Махмуд Гусей
47. Омеличев, Бронислав Александрович
48. Омельченко, Николай Григорьевич
49. Омельян, Николай Михайлович
50. Онисько, Николай Иванович
51. Онищенко, Дина Николаевна
52. Оныщак, Валентина Антоновна
53. Опрышко, Виталий Павлович
54. Оразбаев, Амангелди
55. Орехова, Вера Григорьевна
56. Орешкин, Анатолий Владимирович
57. Орипов, Абдулла
58. Орлов, Алексей Иванович
59. Орлов, Альберт Николаевич
60. Орлов, Владимир Павлович
61. Орлов, Михаил Алексеевич
62. Орлов, Пётр Епифанович
63. Орлова, Галина Анатольевна
64. Орлова, Светлана Константиновна
65. Орловский, Николай Владимирович
66. Орозова, Умтул Шейшеевна
67. Орунбаев, Хидир
68. Осадкина Юлия
69. Осинин, Юрий Петрович
70. Осиновский, Николай Петрович
71. Осипенко, Пётр Григорьевич
72. Осипов, Александр Александрович
73. Осипов, Владимир Васильевич
74. Осипов, Михаил Васильевич
75. Осипов, Олег Петрович
76. Осипьян, Юрий Андреевич
77. Османова, Раиса Прокопьевна
78. Осминин, Станислав Александрович
79. Осмоловский, Вячеслав Михайлович
80. Осокин, Алексей Леонидович
81. Осокин, Виктор Фёдорович
82. Остапенко, Нина Михайловна
83. Остапяк, Роман Остапович
84. Островский, Зиновий Васильевич
85. Острожинский, Валентин Евгеньевич
86. Остроухов, Владимир Петрович
87. Осьмерик, Владимир Фёдорович
88. Отарян, Ерем Арменакович
89. Отахонов, Алибекжон Чуракович
90. Охрименко, Владимир Петрович
91. Охунов, Исмаил
92. Очеретный, Иван Филиппович
93. Ошурко, Татьяна Александровна

## П
1. Павельчук, Федор Васильевич
2. Павленко, Виктор Павлович
3. Павленко, Леонид Иванович
4. Павлик, Пётр Иванович
5. Павлов, Валентин Сергеевич
6. Павлов, Виталий Егорович
7. Павлов, Владимир Яковлевич
8. Павлов, Николай Антонович
9. Павлов, Павел Алексеевич
10. Павлов, Юрий Михайлович
11. Павлова, Ольга Николаевна
12. Павлюков, Валентин Григорьевич
13. Павлючкова, Надежда Васильевна
14. Пажитнева, Мария Эмильевна
15. Паичадзе, Тамаз Ильич
16. Палажченко, Леонид Иванович
17. Паллаев, Гаибназар
18. Палоян, Луся Мнацовна
19. Паль, Оскар Максимович
20. Пальцев, Михаил Александрович
21. Пампухова, Мая Васильевна
22. Панасенко, Тарас Иванович
23. Панасовский, Олег Григорьевич
24. Панасюк, Сергей Николаевич
25. Пангонис, Йонас Юозович
26. Панжин, Николай Николаевич
27. Панин, Василий Иванович
28. Паничев, Николай Александрович
29. Панов, Евгений Александрович
30. Панов, Иван Митрофанович
31. Панов, Константин Николаевич
32. Пантелеев, Алексей Петрович
33. Пантелеев, Евгений Алексеевич
34. Пантыкин, Виктор Павлович
35. Пантюхин, Лев Николаевич
36. Панферов, Александр Николаевич
37. Панченко, Владимир Васильевич
38. Панченко, Владимир Иосифович
39. Панькин, Валентин Епифанович
40. Панько, Иван Максимович
41. Паплевченков, Иван Михайлович
42. Парамонов, Альберт Михайлович
43. Паращенко, Владимир Михайлович
44. Паристый, Иван Леонтьевич
45. Пармонов, Алимкул
46. Парубок, Емельян Никонович
47. Парубочий, Иосиф Семёнович
48. Парусимова, Татьяна Васильевна
49. Пархомович, Виктор Михайлович
50. Паршин, Виктор Васильевич
51. Паршина, Валентина Романовна
52. Пасечник, Иван Аксентьевич
53. Пасечник, Людмила Анатольевна
54. Пасичнык, Иван Давидович
55. Паскал, Зинаида Николаевна
56. Паскарь, Пётр Андреевич
57. Пастернак, Виктор Степанович
58. Пастухова, Наталья Васильевна
59. Патиашвили, Джумбер Ильич
60. Патон, Борис Евгеньевич
61. Патрикеев, Валерий Анисимович
62. Пахалуева, Таисия Михайловна
63. Пахомова, Нина Александровна
64. Пахомова, Тамара Герасимовна
65. Пацан, Людмила Михайловна
66. Пашаев, Кадыр Паша
67. Пашкова, Елена Ивановна
68. Педько, Тамара Кирилловна
69. Пелецкене, Геновайте Каролевна
70. Пелешок, София Ивановна
71. Пелипенко, Юрий Ефимович
72. Пензев, Лазарь Фёдорович
73. Пенкин, Михаил Егорович
74. Пентюхов, Иван Алексеевич
75. Первушин, Валерий Петрович
76. Первышин, Эрлен Кирикович
77. Перевезенцев, Борис Владимирович
78. Перевезенцева, Эльвира Ивановна
79. Переверзев, Георгий Георгиевич
80. Переверзева, Нина Васильевна
81. Перегудов, Феликс Иванович
82. Передеря, Татьяна Андреевна
83. Передрий, Зоя Николаевна
84. Передрий, Николай Архипович
85. Пересыпкин, Иван Павлович
86. Перетятько, Анна Петровна
87. Перин, Сергей Григорьевич
88. Перов, Валерий Иванович
89. Перов, Виталий Иванович
90. Перцев, Михаил Дмитриевич
91. Перчян, Вилен Тарасович
92. Першилин, Константин Георгиевич
93. Песков, Юрий Александрович
94. Песков, Юрий Анатольевич
95. Пестова, Раиса Владимировна
96. Петаков, Виктор Алексеевич
97. Петерс, Янис
98. Петкель, Владимир Викторович
99. Петраков, Игорь Алексеевич
100. Петраш, Павел Григорьевич
101. Петренко, Алексей Максимович
102. Петренко, Владимир Аникеевич
103. Петренко, Иван Михайлович
104. Петренко, Надежда Васильевна
105. Петренко, Тамара Васильевна
106. Петренко, Юрий Васильевич
107. Петров, Александр Петрович
108. Петров, Виктор Александрович
109. Петров, Владислав Алексеевич
110. Петров, Геннадий Семёнович
111. Петров, Георгий Иннокентьевич
112. Петров, Евгений Степанович
113. Петров, Константин Григорьевич
114. Петров, Сократ Германович
115. Петров, Юрий Владимирович
116. Петров, Юрий Павлович
117. Петрова, Зоя Ивановна
118. Петрова, Раиса Васильевна
119. Петровас, Иокубас Кириллович
120. Петрук, Александр Фёдорович
121. Петрук, Иван Матвеевич
122. Петрухин, Николай Алексеевич
123. Петухов, Анатолий Михайлович
124. Петухов, Владимир Ксенофонтович
125. Петухова, Галина Александровна
126. Петькова, Светлана Николаевна
127. Печалин, Василий Николаевич
128. Печеров, Андрей Васильевич
129. Печетегина, Татьяна Александровна
130. Пешехонов, Валентин Александрович
131. Пешкина, Валентина Васильевна
132. Пешков, Вячеслав Прокопьевич
133. Пешков, Изяслав Борисович
134. Пивень, Иван Онуфриевич
135. Пивняк, Геннадий Григорьевич
136. Пивовар, Галина Владимировна
137. Пивоваров, Николай Дмитриевич
138. Пивоваров, Сергей Васильевич
139. Пивоваров, Федор Михайлович
140. Пидлисный, Анатолий Павлович
141. Пидорич, Леонид Григорьевич
142. Пидронова, Валентина Васильевна
143. Пиебалгс, Андрис Янович
144. Пиксаев, Александр Осипович
145. Пилипенко, Нина Васильевна
146. Пилипец, Иван Николаевич
147. Пильтяй, Наталья Ивановна
148. Пилюгова, Ольга Васильевна
149. Пименов, Николай Васильевич
150. Пименова, Антонина Артемовна
151. Пименова, Лидия Михайловна
152. Пиндюрин, Дмитрий Павлович
153. Пинчук, Александра Иосифовна
154. Пиотровский, Борис Борисович
155. Пирожков, Владимир Петрович
156. Писарев, Илья Дмитриевич
157. Писарев, Сергей Петрович
158. Писаренко, Анатолий Иванович
159. Пискарев, Виктор Алексеевич
160. Пискунова, Зоя Сафоновна
161. Пителина, Вера Анатольевна
162. Пичугин, Владимир Александрович
163. Плавич, Виктор Яковлевич
164. Планков, Владимир Степанович
165. Платонов, Валерий Михайлович
166. Платонов, Владимир Петрович
167. Платонов, Юрий Павлович
168. Плахова, Наталья Ивановна
169. Плахотников, Николай Иванович
170. Плетень, Владимир Петрович
171. Плетнев, Олег Сергеевич
172. Плетнева, Валентина Николаевна
173. Плеханов, Александр Николаевич
174. Плеханов, Алексей Николаевич
175. Плеханов, Валентин Филиппович
176. Плеханов, Юрий Сергеевич
177. Плискановский, Станислав Тихонович
178. Плотников, Сергей Иванович
179. Плотников, Юрий Иванович
180. Плютинский, Владимир Антонович
181. Плющ, Иван Степанович
182. Побединский, Владимир Алексеевич
183. Побойня, Анатолий Иванович
184. Погадаева, Феодосия Константиновна
185. Погодин, Владимир Алексеевич
186. Погодина, Алевтина Григорьевна
187. Погодина, Татьяна Вадимовна
188. Погорелов, Юрий Николаевич
189. Погосян, Генрих Андреевич
190. Погребняк, Яков Петрович
191. Пода, Алексей Дмитриевич
192. Подгорнов, Николай Михайлович
193. Поддубная, Анна Васильевна
194. Подковка, Иван Ильич
195. Подлозная, Валентина Ивановна
196. Подобед, Тамара Алексеевна
197. Подобедов, Михаил Андреевич
198. Подольский, Евгений Михайлович
199. Подройко, Вера Владимировна
200. Подсевалов, Юрий Николаевич
201. Подъяпольский, Вячеслав Михайлович
202. Пожарский, Борис Иванович
203. Пожела, Юрас Карлович
204. Пожогина, Анна Тихоновна
205. Поздняков, Анатолий Александрович
206. Поздняков, Анатолий Васильевич
207. Поздняков, Виктор Алексеевич
208. Позюмко, Александр Романович
209. Покорская, Нина Егоровна
210. Покотило, Иван Алексеевич
211. Покровский, Валентин Иванович
212. Покусаева, Людмила Ивановна
213. Поленок, Татьяна Николаевна
214. Полетаев, Иван Изотович
215. Полещук, Мария Дмитриевна
216. Поликашина, Людмила Васильевна
217. Полисан, Любовь Ивановна
218. Полковников, Виктор Анатольевич
219. Половинкина, Галина Аркадьевна
220. Половинко, Иван Кузьмич
221. Половников, Станислав Петрович
222. Полозков, Иван Кузьмич
223. Полосин, Валерий Фёдорович
224. Полторак, Александр Алексеевич
225. Полунина, Наталья Юрьевна
226. Полухина, Александра Степановна
227. Поляков, Юрий Александрович
228. Поляков, Юрий Николаевич
229. Полянский, Семен Яковлевич
230. Поляшев, Николай Николаевич
231. Помолов, Владимир Михайлович
232. Понежда, Елена Афанасьевна
233. Пономарёв, Алексей Филиппович
234. Пономарёв, Виталий Андреевич
235. Пономарёв, Вячеслав Анатольевич
236. Пономарёв, Леонид Фёдорович
237. Пономарёв, Михаил Александрович
238. Пономаренко, Анна Фёдоровна
239. Пономаренко, Николай Фёдорович
240. Попков, Михаил Данилович
241. Попков, Нельсон Николаевич
242. Попов, Борис Сергеевич
243. Попов, Василий Данилович
244. Попов, Василий Павлович
245. Попов, Виктор Иванович
246. Попов, Владимир Иванович
247. Попов, Иван Андреевич
248. Попов, Николай Иванович
249. Попов, Николай Михайлович
250. Попов, Николай Сергеевич
251. Попов, Николай Фёдорович
252. Попов, Пётр Иванович
253. Попов, Ринад Александрович
254. Попов, Филипп Васильевич
255. Попова, Валентина Дмитриевна
256. Попова, Галина Анатольевна
257. Попова, Клавдия Максимовна
258. Попова, Ольга Николаевна
259. Попович, Иван Васильевич
260. Попрядухин, Анатолий Васильевич
261. Попугай, Анатолий Иванович
262. Порунов, Юрий Васильевич
263. Поручиков, Иван Яковлевич
264. Посибеев, Григорий Андреевич
265. Постаногов, Виктор Петрович
266. Постников, Виктор Иванович
267. Постников, Станислав Иванович
268. Постникова, Галина Сергеевна
269. Посторонко, Иван Григорьевич
270. Потапов, Анатолий Иванович
271. Потапов, Владимир Иванович
272. Похитайло, Евгений Дмитриевич
273. Правдик, Евгения Ильинична
274. Працуто, Алина Имполитовна
275. Приедитис, Иварс Ансович
276. Приймак, Андрей Иванович
277. Приймак, Наталья Ивановна
278. Приймаченко, Николай Иванович
279. Прилепо, Николай Михайлович
280. Прилипко, Дмитрий Дмитриевич
281. Прилипко, Ольга Андреевна
282. Прилипко, Пётр Платонович
283. Прилуков, Виталий Михайлович
284. Примаков, Евгений Максимович
285. Примуд, Станислав Иосифович
286. Прищепа, Пётр Куприянович
287. Продан, Константин Константинович
288. Прокопович, Пётр Петрович
289. Прокопьев, Илья Павлович
290. Прокопьев, Леонид Прокопьевич
291. Прокопьев, Юрий Николаевич
292. Прокофьев, Александр Иванович
293. Прокофьев, Юрий Анатольевич
294. Протопопов, Иван Стефанович
295. Прохоров, Валерий Васильевич
296. Процепко, Алексей Гаврилович
297. Прошунина, Мария Григорьевна
298. Прояев, Валентин Владимирович
299. Прудников, Виктор Алексеевич
300. Прудникова, Вера Фёдоровна
301. Прытков, Владимир Николаевич
302. Прыткова, Надежда Геннадьевна
303. Прядко, Юрий Матвеевич
304. Птицын, Владимир Николаевич
305. Пугин, Николай Андреевич
306. Пуго, Борис Карлович
307. Пузанов, Александр Васильевич
308. Пузанова, Александра Ивановна
309. Пулинский, Михаил Петрович
310. Пумпутене, Дана Повиловна
311. Пурин, Бруно Андреевич
312. Путиенко, Валентина Семёновна
313. Путинцев, Владимир Ильич
314. Путкарадзе, Натела Алиевна
315. Пухова, Зоя Павловна
316. Пучин, Александр Иванович
317. Пучко, Александр Александрович
318. Пушина, Алевтина Семёновна
319. Пушка, Елизавета Иннокентьевна
320. Пушкарев, Виталий Николаевич
321. Пушкарев, Владимир Владимирович
322. Пушкин, Алексей Петрович
323. Пушкин, Валентин Васильевич
324. Пчелинцев, Василий Алексеевич
325. Пчелинцев, Владимир Иванович
326. Пчеловодова, Людмила Николаевна
327. Пшеничная, Мария Николаевна
328. Пшеничников, Виталий Георгиевич
329. Пыжов, Владимир Тимофеевич
330. Пылдроос, Энн Иоханнесович
331. Пырх, Алексей Михайлович
332. Пышненко, Владимир Георгиевич
333. Пьянков, Борис Евгеньевич
334. Пээтс, Леопольд Оскарович
335. Пятиков, Виктор Спиридонович

## Р
1. Рабдаев, Гасарун Лубсанович
2. Равшанова, Мукаддас Аминовна
3. Раденко, Валерий Николаевич
4. Радецкий, Евгений Иванович
5. Раджабов, Азамат Салиевич
6. Раджабов, Назир Раджабович
7. Раджабов, Расул
8. Раджабов, Рахим Раджабович
9. Радзиевский, Юрий Владимирович
10. Радченко, Борис Павлович
11. Радченко, Ольга Николаевна
12. Радченко, Раиса Васильевна
13. Радюкевич, Леонид Владимирович
14. Разгуляев, Алексей Иванович
15. Разумов, Евгений Зотович
16. Разумовский, Георгий Петрович
17. Райимова, Эрешгуль
18. Рак, Александр Григорьевич
19. Ракитин, Геннадий Романович
20. Раков, Юрий Евгеньевич
21. Ранцан, Ян Болеславович
22. Расизаде, Артур Таир оглы
23. Рассохин, Геннадий Васильевич
24. Рассохина, Раиса Фёдоровна
25. Расулов, Расул Зайнулабидович
26. Расулов, Сейдулла Дадашбаевич
27. Расулова, Лидия Худат кызы
28. Расцветаев, Александр Степанович
29. Раткин, Владимир Густавович
30. Ратникова, Наталья Николаевна
31. Ратушняк, Александр Леонтиевич
32. Раудис, Альгимантас Йонович
33. Рафикова, Вера Николаевна
34. Рахимов, Насимбек Халикбердиевич
35. Рахимов, Тура
36. Рахматуллаева, Зохида Бойдадаевна
37. Рахматуллин, Марат Фаткулисламович
38. Рачков, Альберт Иванович
39. Реброва, Людмила Витальевна
40. Ревенко, Григорий Иванович
41. Ревенчук, Виктор Иванович
42. Ревнивцев, Владимир Иванович
43. Редченко, Александр Яковлевич
44. Редькин, Николай Семёнович
45. Режабов, Рузмат
46. Резников, Пётр Иванович
47. Рекунков, Александр Михайлович
48. Ренн, Виктор Сергеевич
49. Репин, Юрий Михайлович
50. Реут, Анатолий Антонович
51. Реут, Федор Михайлович
52. Реутов, Анатолий Владимирович
53. Реутский, Анатолий Павлович
54. Реуцков, Геннадий Яковлевич
55. Речкалов, Николай Иванович
56. Решетилов, Владимир Иванович
57. Решетников, Геннадий Михайлович
58. Решетников, Николай Григорьевич
59. Решульский, Сергей Николаевич
60. Рзаев, Анар Расул оглы
61. Рзаев, Фирудин Орудж оглы
62. Рзаева, Мария Степановна
63. Рзаева, Тамилла Нариман кызы
64. Рий, Орися Михайловна
65. Римайтене, Янина Марийоновна
66. Ринейский, Виктор Петрович
67. Рипа, Екатерина Ивановна
68. Ритиня, Анна Владиславовна
69. Рогов, Александр Викторович
70. Рогов, Алексей Васильевич
71. Рогов, Геннадий Маркелович
72. Рогова, Надежда Фёдоровна
73. Рогожин, Николай Викторович
74. Рогожкин, Александр Егорович
75. Рогожников, Николай Васильевич
76. Родин, Виктор Семёнович
77. Родин, Сергей Евгеньевич
78. Родионов, Александр Иванович
79. Родионов, Виктор Захарович
80. Родионов, Игорь Николаевич
81. Родионов, Михаил Александрович
82. Родионова, Людмила Владимировна
83. Родионова, Надежда Сергеевна
84. Родыгин, Аркадий Андреевич
85. Родькина, Людмила Семёновна
86. Рожков, Анатолий Иванович
87. Рожкова, Валентина Николаевна
88. Рожкова, Зинаида Селиверстовна
89. Рожнов, Анатолий Анатольевич
90. Розинкевич, Александр Калистратович
91. Розов, Валерий Михайлович
92. Ромазан, Иван Харитонович
93. Ромазанов, Кабдулла Закирьянович
94. Романенко, Николай Фёдорович
95. Романин, Дмитрий Васильевич
96. Романов, Василий Иванович
97. Романов, Владимир Иванович
98. Романов, Пётр Васильевич
99. Романов, Сергей Евгеньевич
100. Романова, Валентина Ивановна
101. Романова, Любовь Михайловна
102. Романова, Людмила Алексеевна
103. Ромашкин, Александр Иванович
104. Ромицын, Евгений Павлович
105. Рослякова, Татьяна Ивановна
106. Россихин, Юрий Алексеевич
107. Россманн, Маре Арнольдовна
108. Россошанский, Анатолий Михайлович
109. Рот, Геннадий Иванович
110. Ротмирова, Галина Ивановна
111. Рощина, Ольга Валериевна
112. Рощупкин, Александр Мефодьевич
113. Рощупкина, Раиса Ильинична
114. Рубан, Александр Михайлович
115. Рубанов, Анатолий Захарович
116. Рубанов, Николай Семёнович
117. Рубликов, Иван Георгиевич
118. Рубцов, Николай Фёдорович
119. Рубэн, Юрий Янович
120. Ругоев, Яков Васильевич
121. Рудавский, Леонид Ильич
122. Рудаков, Александр Владимирович
123. Рудакова, Екатерина Лаврентьевна
124. Руденко, Юрий Николаевич
125. Руднев, Валерий Геннадиевич
126. Руднева, Валентина Анатольевна
127. Рудченко, Виталий Михайлович
128. Рудченко, Иван Васильевич
129. Руженкова, Татьяна Ивановна
130. Румянцев, Сергей Александрович
131. Румянцева, Анжелина Анатольевна
132. Рунова, Валентина Андреевна
133. Русаков, Анатолий Ремович
134. Русанов, Евгений Александрович
135. Русин, Мелана Васильевна
136. Русия, Гурам Севастьевич
137. Рутман, Григорий Иосифович
138. Рыбаков, Анатолий Яковлевич
139. Рыбакова, Зоя Игнатьевна
140. Рыбалкин, Пётр Николаевич
141. Рыбалко, Александр Григорьевич
142. Рыбалко, Николай Кириллович
143. Рыбин, Иван Александрович
144. Рыболовлев, Владимир Александрович
145. Рыбынок, Виктор Александрович
146. Рыган, Антонина Сергеевна
147. Рыжаков, Евгений Иванович
148. Рыжиков, Михаил Борисович
149. Рыжков, Виталий Александрович
150. Рыжков, Николай Иванович
151. Рыжов, Виктор Александрович
152. Рыжов, Владимир Алексеевич
153. Рыжов, Юрий Алексеевич
154. Рыков, Василий Назарович
155. Рымарчук, Мария Мефодьевна
156. Рыпалов, Владимир Николаевич
157. Рычин, Евгений Сергеевич
158. Рычка, Вера Ивановна
159. Рюйтель, Арнольд
160. Рябев, Лев Дмитриевич
161. Рябика, Леонид Григорьевич
162. Рябичка, Владимир Петрович
163. Рябков, Виталий Макарович
164. Рябкова, Юлия Ивановна
165. Рябов, Александр Иванович
166. Рябов, Георгий Александрович
167. Рябов, Николай Васильевич
168. Рябов, Яков Петрович
169. Рябоконь, Василий Петрович
170. Ряжских, Вячеслав Михайлович
171. Рякина, Валентина Тимофеевна

## С
1. Саакян, Левон Гургенович
2. Саар, Вяйно Александрович
3. Сабанеев, Станислав Николаевич
4. Сабиров, Асад
5. Сабиров, Мамасалы
6. Сабирова, Фания Мубаракшиновна
7. Саблин, Веньямин Алексеевич
8. Саблин, Владимир Петрович
9. Сабов, Мария Ивановна
10. Сабурова, Нина Сергеевна
11. Сабутов, Адильмуслим Камович
12. Саввин, Василий Нестерович
13. Савельев, Виктор Александрович
14. Савельев, Владимир Иванович
15. Савенко, Анна Васильевна
16. Савенко, Татьяна Николаевна
17. Савенкова, Татьяна Петровна
18. Савин, Анатолий Иванович
19. Савин, Виктор Андреевич
20. Савина, Вера Александровна
21. Савина, Надежда Николаевна
22. Савкевич, Анатолий Всеволодович
23. Савостюк, Олег Михайлович
24. Савран, Евгений Николаевич
25. Саврасов, Владислав Петрович
26. Саврук, Пётр Васильевич
27. Савченко, Анатолий Петрович
28. Савченко, Владимир Алексеевич
29. Савченко, Владимир Иванович
30. Сагат, Любовь Игнатьевна
31. Сагдеев, Роальд Зиннурович
32. Сагдиев, Махтай Рамазанович
33. Сагинтаев, Сапар Сагинтаевич
34. Саденов, Куандык
35. Саджая, Нугзар Ражденович
36. Садуллаев, Намаз
37. Саенко, Алексей Петрович
38. Саенко, Зоя Ивановна
39. Саенко, Иван Абрамович
40. Саетгалиев, Зифкат Исламович
41. Сазанов, Владимир Александрович
42. Сазоненко, Анна Стефановна
43. Сазонов, Анатолий Павлович
44. Сазыкин, Юрий Михайлович
45. Саидов, Абук Салаутдинович
46. Саитов, Виктор Петрович
47. Саитова, Бике
48. Сайкин, Валерий Тимофеевич
49. Сайко, Виктор Фёдорович
50. Сайфутдинов, Шокир
51. Сакалаускас, Витаутас Владович
52. Сакулин, Владимир Алексеевич
53. Салаев, Эльдар Юнис оглы
54. Салахадинова, Гулазима Хикматовна
55. Салахян, Герман Саркисович
56. Саленик, Константин Павлович
57. Салий, Людмила Емельяновна
58. Салимжанов, Марсель Хакимович
59. Салимов, Магомед Муса оглы
60. Салихов, Магомед Салихович
61. Салихов, Муродали
62. Салманов, Григорий Иванович
63. Сало, Василий Прокофьевич
64. Салыков, Какимбек
65. Сальников, Геннадий Алексеевич
66. Самарин, Юрий Петрович
67. Самаркина, Татьяна Валентиновна
68. Самарская, Анна Николаевна
69. Самилык, Николай Игнатьевич
70. Самков, Виктор Михайлович
71. Самойленко, Виктор Григорьевич
72. Саморядов, Николай Фёдорович
73. Самотаев, Пётр Филиппович
74. Самохвалов, Анатолий Иванович
75. Самсаева, Екатерина
76. Самсаева, Людмила Матвеевна
77. Самсонов, Валерий Павлович
78. Самсонов, Юрий Григорьевич
79. Самусев, Анатолий Сергеевич
80. Самусик, Евгений Дмитриевич
81. Самушене, Дильфия Фатхиевна
82. Санаев, Владимир Иванович
83. Санаторов, Николай Андрианович
84. Сандурский, Богуслав Флорионович
85. Сантоний, Семен Николаевич
86. Санчук, Святослав Владимирович
87. Санчуковский, Александр Александрович
88. Санчуковский, Виктор Александрович
89. Сапаров, Нартай Берымбетович
90. Сапач, Тамара Ивановна
91. Сапегина, Раиса Яковлевна
92. Сапрыкина, Наталья Алексеевна
93. Саранских, Владимир Иванович
94. Сарбаева, Татьяна Николаевна
95. Сарбитова, Елизавета Егоровна
96. Сардарян, Этера Амаяковна
97. Сариков, Талибжан
98. Сарин, Амангали Саринович
99. Саришвили, Давид Ефремович
100. Саркисян, Оганес Азатович
101. Саркисян, Фадей Тачатович
102. Сатин, Борис Фёдорович
103. Саул, Бруно Эдуардович
104. Сафиуллин, Рафгат Файзуллович
105. Сафиуллина, Радина Хафизовна
106. Сафонов, Анатолий Кириллович
107. Сафронов, Виталий Александрович
108. Сафронов, Сергей Дорофеевич
109. Сафуанов, Рафаэль Махмутович
110. Сахно, Виталий Кузьмич
111. Сбитнев, Владимир Иванович
112. Свердлов, Сергей Сергеевич
113. Светлицкий, Владимир Васильевич
114. Светличный, Николай Игнатьевич
115. Свиридов, Валентин Викторович
116. Свиридов, Иван Фёдорович
117. Свиридов, Леонид Андреевич
118. Свиркина, Анна Андреевна
119. Святодух, Тамара Павловна
120. Святчик, Нина Васильевна
121. Сдержиков Фёдор Семёнович
122. Себелева, Мария Викентьевна
123. Себетов, Руслан Владимирович
124. Севастьянов, Никита Борисович
125. Седов, Константин Рафаилович
126. Сеидов, Гасан Неймат оглы
127. Сейидова, Нурджемал
128. Селезенев, Леонид Фёдорович
129. Селезнёв, Александр Иванович
130. Селезнёв, Геннадий Николаевич
131. Селезнёв, Игорь Сергеевич
132. Селезнёв, Сергей Павлович
133. Селецкая, Анеля Владиславовна
134. Селиванов, Валентин Егорович
135. Селиверстов, Александр Дмитриевич
136. Селиверстов, Дмитрий Васильевич
137. Семанишин, Владимир Александрович
138. Семененко, Пётр Георгиевич
139. Семенихин, Владимир Сергеевич
140. Семёнов, Анатолий Семёнович
141. Семёнов, Валентин Тимофеевич
142. Семёнов, Виктор Николаевич
143. Семёнов, Михаил Евгеньевич
144. Семёнова, Анастасия Васильевна
145. Семилетенко, Владимир Григорьевич
146. Семилетко, Анатолий Степанович
147. Семиряжко, Анатолий Петрович
148. Семяшкина, Елизавета Михайловна
149. Сенин, Николай Борисович
150. Сенько, Илья Петрович
151. Сербин, Юрий Сергеевич
152. Сергеев, Александр Анатольевич
153. Сергеев, Альберт Георгиевич
154. Сергеев, Анатолий Ипатович
155. Сергеев, Василий Степанович
156. Сергеев, Виктор Иванович
157. Сергеев, Владимир Иванович
158. Сергеев, Владимир Михайлович
159. Сергеева, Галина Михайловна
160. Сергеева, Галина Петровна
161. Сергеева, Нэлля Андреевна
162. Сергиевич, Анна Павловна
163. Сергиенко, Валерий Иванович
164. Сергиенко, Владимир Алексеевич
165. Сергина, Валентина Владимировна
166. Сердюк, Михаил Кузьмич
167. Серёгин, Алексей Михайлович
168. Серёгин, Иван Андреевич
169. Серикова, Анна Фадеев
170. Серкова, Галина Николаевна
171. Серов, Виктор Егорович
172. Серова, Валентина Никоноровна
173. Серокуров, Сергей Леонидович
174. Серых, Владимир Дмитриевич
175. Серякова, Лариса Ивановна
176. Сефершаев, Фикрет
177. Сибагатуллин, Фатих Саубанович
178. Сивоконь, Юрий Дмитриевич
179. Сивченко, Геннадий Анатольевич
180. Сигитова, Тамара Алексеевна
181. Сидельников, Валентин Павлович
182. Сидельникова, Анна Кузьминична
183. Сидоревич, Эмма Степановна
184. Сидорейко, Василий Ларионович
185. Сидоренко, Виктор Григорьевич
186. Сидоренко, Виктор Дмитриевич
187. Сидоренко, Владимир Павлович
188. Сидоренко, Евгений Тимофеевич
189. Сидоркин, Георгий Фёдорович
190. Сидоров, Виктор Иванович
191. Сидрелева, Галина Ивановна
192. Сидроленок, Леонид Петрович
193. Сизенко, Евгений Иванович
194. Сикорский, Николай Петрович
195. Силаев, Иван Степанович
196. Силаков, Виктор Алексеевич
197. Силин, Николай Александрович
198. Силичева, Агнесса Павловна
199. Силлари, Энн-Арно Аугустович
200. Сильянов, Анатолий Александрович
201. Симанкович, Ядвига Аркадьевна
202. Симашкевич, Алексей Васильевич
203. Симбирев, Николай Харитонович
204. Симонов, Александр Алексеевич
205. Симонова, Людмила Александровна
206. Синельников, Виктор Макарович
207. Синельников, Николай Георгиевич
208. Синетов, Николай Алексеевич
209. Синицын, Виктор Павлович
210. Синкевич, Владимир Фёдорович
211. Синцов, Вадим Сидорович
212. Синцова, Галина Генриховна
213. Синчило, Анатолий Александрович
214. Сирадзе, Виктория Моисеевна
215. Ситарян, Степан Арамаисович
216. Ситников, Василий Иванович
217. Ситников, Владимир Арсентьевич
218. Ситников, Григорий Степанович
219. Ситникова, Надежда Георгиевна
220. Ситько, Владимир Николаевич
221. Сичкарь, Людмила Козьминична
222. Сичко, Нина Ивановна
223. Скиба, Иван Иванович
224. Скирдова, Галина Александровна
225. Скляров, Юрий Александрович
226. Скобельцина, Евгения Александровна
227. Скоков, Виктор Васильевич
228. Скоморохов, Николай Михайлович
229. Скопенко, Виктор Васильевич
230. Скороваров, Джон Иванович
231. Скосырева, Людмила Николаевна
232. Скрипкаускас, Витаутас Антанович
233. Скрипников, Николай Сергеевич
234. Скрынчук, Леонид Юрьевич
235. Скрыпник, Игорь Владимирович
236. Скубарев, Сергей Леонидович
237. Скурко, Евгений Иванович
238. Славский, Александр Михайлович
239. Славщик, Анатолий Прокопьевич
240. Слезко, Пётр Яковлевич
241. Слезник, Галина Фёдоровна
242. Слепков, Виктор Михайлович
243. Слободенюк, Владимир Никитович
244. Слонимская, Людмила Арсентьевна
245. Слюньков, Николай Никитович
246. Слюсарчук, Леонид Васильевич
247. Смелков, Сергей Александрович
248. Смерека, Ольга Захаровна
249. Сметанин, Александр Александрович
250. Сметанина, Галина Алексеевна
251. Смеющев, Виктор Александрович
252. Смеянович, Александр Иванович
253. Смилянец, Мария Алексеевна
254. Смирнов, Виктор Иванович
255. Смирнов, Виктор Ильич
256. Смирнов, Виталий Георгиевич
257. Смирнов, Владимир Петрович
258. Смирнов, Георгий Лукич
259. Смирнов, Ростислав Павлович
260. Смирнов, Сергей Михайлович
261. Смирнов, Станислав Алексеевич
262. Смирнов, Юрий Артемьевич
263. Смирнов, Яков Васильевич
264. Смирнова, Анастасия Алексеевна
265. Смирнова, Валентина Васильевна
266. Смирнова, Любовь Евгеньевна
267. Смирнова, Людмила Михайловна
268. Смирнова, Надежда Алексеевна
269. Смирнова, Надежда Ивановна
270. Смирнова, Нина Евсеевна
271. Смиртюков, Михаил Сергеевич
272. Смиян, Иван Семёнович
273. Смолка, Ольга Дмитриевна
274. Смолянников, Алексей Петрович
275. Смоляр, Валентина Арсентьевна
276. Смык, Николай Михайлович
277. Смыслов, Валентин Иванович
278. Смышляев, Виктор Иванович
279. Снетков, Борис Васильевич
280. Снеткова, Татьяна Ивановна
281. Снигирев, Николай Михайлович
282. Соболев, Анатолий Николаевич
283. Соболев, Анатолий Николаевич
284. Соболев, Виталий Павлович
285. Соболев, Вячеслав Аркадьевич
286. Соболева, Наталья Тимофеевна
287. Собянина, Людмила Николаевна
288. Сойибов, Фархат Яхшиевич
289. Соколиков, Федор Васильевич
290. Соколов, Александр Александрович
291. Соколов, Александр Сергеевич
292. Соколов, Анатолий Павлович
293. Соколов, Вениамин Сергеевич
294. Соколов, Ефрем Евсеевич
295. Соколов, Николай Васильевич
296. Соколова, Валентина Викторовна
297. Соколова, Вера Николаевна
298. Соколова, Людмила Леонтьевна
299. Соколова, Тамара Георгиевна
300. Соколовская, Ядвига Винцентовна
301. Соколовский, Геннадий Александрович
302. Соколовский, Михаил Михайлович
303. Сокоренко, Владимир Григорьевич
304. Солдатенко, Борис Васильевич
305. Соловьев, Вадим Павлович
306. Соловьев, Лев Дмитриевич[уточнить]
307. Соловьев, Михаил Гаврилович
308. Соловьев, Павел Александрович
309. Соловьев, Юрий Филиппович
310. Сологуб, Виталий Алексеевич
311. Солодилов, Игорь Яковлевич
312. Соломатина, Елизавета Васильевна
313. Соломенцев, Михаил Сергеевич
314. Соломин, Виталий Иванович
315. Соломин, Юрий Мефодьевич
316. Соломина, Тамара Алексеевна
317. Соломон, Лидия Агаповна
318. Солоненко, Василий Андреевич
319. Солопчук, Александр Филиппович
320. Соляков, Пётр Фёдорович
321. Соляник, Зинаида Кузьминична
322. Сонгайла, Рингаудас-Бронисловас Игнович
323. Сопинская, Лидия Васильевна
324. Сопыев, Муратберды
325. Сорока, Николай Григорьевич
326. Сорока, Павел Николаевич
327. Сорокин, Алексей Иванович
328. Сорокин, Вячеслав Васильевич
329. Сорокин, Геннадий Николаевич
330. Сорокин, Михаил Иванович
331. Сорокотяга, Павел Лукьянович
332. Сосновский, Владимир Фёдорович
333. Софронов, Иннокентий Зиновьевич
334. Спандерашвили, Тамаз Михайлович
335. Спиридонов, Лев Николаевич
336. Спиридонов, Михаил Васильевич
337. Спирин, Виктор Михайлович
338. Спиркина, Нина Павловна
339. Спичак, Любовь Тихоновна
340. Ставенская, Дина Ивановна
341. Станкевич, Валентина Тимофеевна
342. Старенко, Надежда Андреевна
343. Стариков, Александр Михайлович
344. Старков, Олег Александрович
345. Стародубцев, Василий Александрович
346. Староконь, Иосиф Иванович
347. Старун, Елена Дмитриевна
348. Старунов, Борис Павлович
349. Старыгин, Олег Викторович
350. Старых, Тамара Николаевна
351. Статинов, Анатолий Сергеевич
352. Сташенков, Николай Алексеевич
353. Стеба, Владимир Савельевич
354. Стеблинский, Сергей Васильевич
355. Стеблянко, Анатолий Григорьевич
356. Стежко, Станислав Андреевич
357. Степаненко, Василий Николаевич
358. Степаненко, Лидия Ивановна
359. Степанец, Мария Дмитриевна
360. Степанов, Александр Петрович
361. Степанов, Василий Иванович
362. Степанов, Виктор Александрович
363. Степанов, Владимир Севастьянович
364. Степанова, Анастасия Егоровна
365. Степанова, Жанна Дмитриевна
366. Степанова, Любовь Тарасовна
367. Степанова, Любовь Трофимовна
368. Степанченко, Валентин Титович
369. Степенко, Владимир Иванович
370. Степичева, Нина Сергеевна
371. Степнадзе, Тельман Сергеевич
372. Степнов, Василий Никитович
373. Степченко, Алексей Андреевич
374. Стефановский, Геннадий Александрович
375. Стешенко, Григорий Парфирьевич
376. Стивкин, Виктор Иванович
377. Стоббе, Лев Георгиевич
378. Столбов, Алексей Александрович
379. Столяров, Алексей Фёдорович
380. Сторожев, Юрий Васильевич
381. Сторожук, Анатолий Васильевич
382. Страшнова, Антонина Андреевна
383. Стрекалов, Алексей Сергеевич
384. Стрелец, Григорий Александрович
385. Стрельников, Александр Николаевич
386. Стрельников, Владимир Алексеевич
387. Стрельцов, Иван Григорьевич
388. Стрельцова, Елена Васильевна
389. Стржельчик, Владислав Игнатьевич
390. Стрижнев, Станислав Иванович
391. Строганов, Игорь Иванович
392. Строев, Егор Семёнович
393. Струж, Михаил Михайлович
394. Студенцов, Юрий Терентьевич
395. Стукалин, Борис Иванович
396. Стульпинене, Зинаида Антановна
397. Стунджене, Янина Ионовна
398. Ступин, Вячеслав Григорьевич
399. Стуруа, Роберт Робертович
400. Стяжкин, Алексей Андриянович
401. Субботин, Александр Михайлович
402. Субботин, Владимир Михайлович
403. Суворов, Геннадий Александрович
404. Суербаев, Рахметулла Хамитович
405. Сузанский, Николай Иванович
406. Сукова, Галина Николаевна
407. Суконникова, Надежда Дмитриевна
408. Сулайманов, Рузибай
409. Сулейманов, Рим Султанович
410. Сулейманов, Сабир Мамед оглы
411. Сулейменов, Мехлис Касымович
412. Сулейменов, Олжас Омарович
413. Султангазин, Умирзак Махмутович
414. Султанова, Гульнур Мухаметзяновна
415. Сульженко, Николай Анатольевич
416. Сумарокова, Тамара Борисовна
417. Сундетова, Мария
418. Суплатов, Александр Борисович
419. Супрун, Раиса Ивановна
420. Сургай, Николай Сафонович
421. Суриков, Владимир Гаврилович
422. Суркин, Валерий Андреевич
423. Сурков, Александр Михайлович
424. Сурков, Юрий Фёдорович
425. Суров, Пётр Сергеевич
426. Суслин, Виталий Тимофеевич
427. Суслов, Борис Николаевич
428. Суслов, Владимир Антонович
429. Суслова, Надежда Николаевна
430. Сутормин, Пётр Васильевич
431. Суханова, Зинаида Александровна
432. Сухин, Юрий Сергеевич
433. Сухов, Виктор Николаевич
434. Сухов, Иван Иванович
435. Суховерская, Валентина Александровна
436. Суховитрук, Григорий Иванович
437. Сухоруков, Дмитрий Семёнович
438. Сухорукова, Светлана Васильевна
439. Сухорученкова, Галина Фёдоровна
440. Сухоставец, Виктор Ильич
441. Сушанло, Казима Муханзовна
442. Сушенцев, Вячеслав Семёнович
443. Сушилов, Евгений Николаевич
444. Сушков, Александр Васильевич
445. Сушков, Александр Николаевич
446. Сушков, Фёдор Иванович
447. Сушкова, Нина Васильевна
448. Сырцов, Владимир Михайлович
449. Сысцов, Аполлон Сергеевич
450. Сычев, Николай Яковлевич
451. Сычева, Надежда Викторовна
452. Сюбаева, Елена Егоровна
453. Сюкова, Галина Семёновна

## Т
1. Табаков, Михаил Константинович
2. Табеев, Фикрят Ахмеджанович
3. Табылдиев, Тынычбек
4. Тавхелидзе, Альберт Никифорович
5. Тагаев, Абдумалик Тагаевич
6. Тагандурдыев, Байрамгельды
7. Таенчук, Павел Кириллович
8. Тайтаков, Николай Михайлович
9. Талалаев, Илья Филиппович
10. Таланчук, Пётр Михайлович
11. Талина, Татьяна Михайловна
12. Талмурзин, Серик Кайранович
13. Талонова, Антонина Алексеевна
14. Талыбов, Дадаш Аббас оглы
15. Талыбова, Шафига Шихгаиб кызы
16. Талызин, Николай Владимирович
17. Тамм, Борис Георгиевич
18. Танасив, Антон Петрович
19. Таравкова, Тамара Дмитриевна
20. Таразевич, Георгий Станиславович
21. Тараканов, Владимир Самуилович
22. Таран, Александр Иванович
23. Таран, Александра Ивановна
24. Таран, Григорий Андреевич
25. Таранов, Иван Тихонович
26. Таранторова, Валентина Ивановна
27. Тарасенко, Анатолий Фёдорович
28. Тарасов, Анатолий Семёнович
29. Тарасов, Борис Васильевич
30. Тарасов, Владимир Васильевич
31. Тарасов, Иван Васильевич
32. Тарасов, Николай Егорович
33. Тарасова, Мария Дмитриевна
34. Тарасюк, Иван Иванович
35. Таратута, Василий Николаевич
36. Тареев, Анатолий Константинович
37. Тарнавский, Владимир Степанович
38. Тарнопольская, Надежда Сергеевна
39. Татарникова, Ангелина Петровна
40. Татарчук, Николай Фёдорович
41. Татлиев, Сулейман Байрам оглы
42. Таукенов, Касым Аппасович
43. Тахаутдинов, Шафагать Фахразович
44. Тахиров, Галай Исмаил оглы
45. Текучев, Василий Фёдорович
46. Телепнёв, Пётр Максимович
47. Телианиди, Феодор Константинович
48. Телипко, Пётр Михайлович
49. Телков, Василий Иванович
50. Телябов, Абдумурат Ашурович
51. Темираев, Виктор Хамицевич
52. Темирбаев, Валерий Батаевич
53. Темиров, Умар Ереджибович
54. Теребилов, Владимир Иванович
55. Терентьев, Антон Владимирович
56. Терентьев, Вячеслав Иванович
57. Терентьев, Григорий Александрович
58. Терех, Кондрат Зигмундович
59. Терехов, Александр Иванович
60. Терехова, Эльвира Ивановна
61. Терешкова, Валентина Владимировна
62. Терещенко, Николай Дмитриевич
63. Терещенко, Сергей Александрович
64. Тесля, Нионилла Петровна
65. Тетерук, Владимир Григорьевич
66. Тефледжук, Василий Дмитриевич
67. Тимаков, Михаил Александрович
68. Тиминюк, Виктор Виссарионович
69. Тимонин, Анатолий Иванович
70. Тимохин, Владимир Борисович
71. Тимощенко, Владимир Анатольевич
72. Типикин, Евгений Петрович
73. Титаренко, Алексей Антонович
74. Титаренко, Евдокия Филипповна
75. Титенко, Валерий Григорьевич
76. Титов, Владимир Васильевич
77. Титов, Игорь Михайлович
78. Титов, Юрий Тимофеевич
79. Тиханов, Анатолий Петрович
80. Тихомиров, Владимир Васильевич
81. Тихомиров, Владимир Порфирьевич
82. Тихомиров, Владислав Николаевич
83. Тихомирова, Надежда Николаевна
84. Тихоненко, Вячеслав Михайлович
85. Тихонов, Александр Николаевич
86. Тихонов, Анатолий Васильевич
87. Тихонов, Владимир Валерьевич
88. Тихонова, Александра Ивановна
89. Тишкевич, Альфонс Ильич
90. Тишуков, Александр Михайлович
91. Тишурова, Людмила Семёновна
92. Ткач, Владимир Андреевич
93. Ткачев, Валерий Васильевич
94. Ткаченко, Александр Вячеславович
95. Ткаченко, Виктор Георгиевич
96. Ткаченко, Геннадий Николаевич
97. Ткаченко, Евгений Викторович
98. Ткаченко, Мария Афанасьевна
99. Ткачук, Василий Михайлович
100. Ткачук, Наталья Николаевна
101. Ткачук, Николай Александрович
102. Тлехас, Мугдин Салихович
103. Товстановский, Александр Иванович
104. Тогайбаев, Ислам Уакитович
105. Тодоров, Пётр Прокопович
106. Тойчубаев, Чоймонкул
107. Токарев, Владимир Васильевич
108. Толкунов, Лев Николаевич
109. Толкунов, Сергей Васильевич
110. Толстик, Владимир Иванович
111. Толстов, Михаил Иванович
112. Толстой, Иван Антонович
113. Толстоухов, Игорь Аркадьевич
114. Толстых, Борис Леонтьевич
115. Томашук, Василий Петрович
116. Томилин, Юрий Семёнович
117. Тооме, Индрек Хербертович
118. Топал, Георгий Андреевич
119. Топский, Юрий Константинович
120. Топчий, Дмитрий Гаврилович
121. Торбин, Валентин Яковлевич
122. Тордия, Пантико Шалвович
123. Торопов, Владимир Иванович
124. Торопов, Игорь Александрович
125. Торопов, Павел Андреевич
126. Торопова, Галина Леонидовна
127. Торосян, Джим Петросович
128. Точилкина, Мария Фёдоровна
129. Травкин, Николай Ильич
130. Травников, Юрий Григорьевич
131. Трандасир, Лариса Митрофановна
132. Трач, Алексей Андреевич
133. Трачевский, Вадим Сергеевич
134. Трегуб, Владимир Иванович
135. Третьяк, Иван Моисеевич
136. Третьяков, Виктор Михайлович
137. Третьякова, Елена Ивановна
138. Третьякова, Надежда Тимофеевна
139. Трифанов, Николай Васильевич
140. Трифоненко, Виталина Виленовна
141. Тришина, Любовь Александровна
142. Тройников, Михаил Иванович
143. Тростина, Нина Васильевна
144. Трофименко, Василий Сергеевич
145. Трофимов, Юрий Дмитриевич
146. Трофимов, Юрий Николаевич
147. Трофимова, Раиса Григорьевна
148. Трохановская, Надежда Дмитриевна
149. Трошин, Александр Иванович
150. Трошин, Александр Сергеевич
151. Трошкина, Галина Алексеевна
152. Троянов, Михаил Федотович
153. Трояновский, Олег Александрович
154. Трубилин, Николай Тимофеевич
155. Трусов, Анатолий Григорьевич
156. Трусов, Юрий Васильевич
157. Трухина, Надежда Александровна
158. Трушаков, Владимир Иванович
159. Трушин, Анатолий Николаевич
160. Трушин, Василий Петрович
161. Тубылов, Афанасий Ильич
162. Тузов, Геннадий Викторович
163. Туйчиева, Манзалат
164. Тулаев, Николай Владимирович
165. Тулепбекова, Гулайхан Айтувгановна
166. Тулуб, Сергей Борисович
167. Тулупова, Вера Владимировна
168. Туманов, Анатолий Степанович
169. Туманов, Владислав Петрович
170. Тумас, Ирина Чеславовна
171. Тупиков, Юрий Фёдорович
172. Турабов, Гасанага Саттар оглы
173. Тураев, Мусо Мукаддасович
174. Турин, Василий Васильевич
175. Турина, Раиса Ивановна
176. Туркин, Сергей Иванович
177. Турсумбаев, Балташ Молдабаевич
178. Турченков, Виктор Епифанович
179. Тхор, Алексей Иванович
180. Тыминский, Григорий Александрович
181. Тымчик, Василий Фёдорович
182. Тюлебеков, Касым Хажибаевич
183. Тюмебеков, Дилдабек
184. Тюхов, Александр Алексеевич
185. Тяжельников, Евгений Михайлович

## У
1. Увачан, Владимир Васильевич
2. Угаров, Борис Сергеевич
3. Углянский, Леонид Иванович
4. Угольник, Таиса Францевна
5. Угрюмов, Михаил Николаевич
6. Удалов, Александр Владимирович
7. Укин, Кенжебек Укинович
8. Уланов, Геннадий Иванович
9. Уласевич, Елена Генриховна
10. Улезько, Вячеслав Дмитриевич
11. Улитина, Надежда Ивановна
12. Улубабян, Седа Вагаршаковна
13. Ульянов, Михаил Александрович
14. Уманец, Николай Гаврилович
15. Умаров, Ислам Султанович
16. Умаров, Хамдам
17. Унгефуг, Арно Карлович
18. Уполходжаев, Алпысбай Сергаэиевич
19. Упстене, Ромуальда Альфонсовна
20. Ураев, Виктор Кузьмич
21. Урванцев, Гаральд Брунович
22. Усамов, Юнади Данилбекович
23. Усачёв, Виктор Иванович
24. Усачёв, Владимир Яковлевич
25. Усачёва, Надежда Вячеславна
26. Усенбеков, Калийнур Усенбекович
27. Усманов, Гумер Исмагилович
28. Усманов, Минираис Марванович
29. Усов, Юрий Павлович
30. Усольцев, Михаил Семёнович
31. Успанова, Айман Бегимовна
32. Устинов, Вячеслав Андреевич
33. Устинова, Маргарита Львовна
34. Усубжонова, Кимехон
35. Утебаева, Несипкуль
36. Утебов, Рахимберды Суттибаевич
37. Утенкова, Лидия Леонтьевна
38. Утешев, Анатолий Михайлович
39. Уткин, Борис Павлович
40. Уткин, Владимир Фёдорович
41. Уткин, Михаил Сергеевич
42. Утробин, Николай Павлович
43. Уфимцева, Галина Андреевна
44. Уханева, Надежда Андреевна
45. Учаев, Анатолий Васильевич
46. Учайкин, Василий Семёнович
47. Ушаков, Юрий Васильевич

## Ф
1. Фадеев, Виссарион Зиновьевич
2. Фадеев, Николай Фёдорович
3. Фадеева, Татьяна Николаевна
4. Файзрахманова, Салима Габдриевна
5. Файнберг, Николай Самойлович
6. Фалахов, Миннахмат Бадыкович
7. Фалин, Валентин Михайлович
8. Фатеев, Анатолий Михайлович
9. Фатыхов, Нурислам Фатыхович
10. Февралёв, Лев Николаевич
11. Федик, Алим Александрович
12. Федирко, Павел Стефанович
13. Федонко, Виктор Тимофеевич
14. Федоренко, Владимир Павлович
15. Фёдоров, Александр Викторович
16. Фёдоров, Владимир Васильевич
17. Фёдоров, Владимир Григорьевич
18. Фёдоров, Владимир Семёнович
19. Фёдоров, Николай Константинович
20. Фёдоров, Николай Фёдорович
21. Фёдоров, Святослав Николаевич
22. Фёдорова, Анна Николаевна
23. Фёдорова, Галина Павловна
24. Фёдорова, Любовь Георгиевна
25. Фёдорова, Наталья Александровна
26. Федоровский, Валентин Николаевич
27. Федосеев, Виктор Павлович
28. Федосеев, Владимир Сергеевич
29. Федосеев, Вячеслав Иванович
30. Федосеев, Пётр Николаевич
31. Федосов, Дмитрий Сергеевич
32. Федотов, Александр Иванович
33. Федотов, Николай Яковлевич
34. Федотова, Светлана Александровна
35. Федута, Вера Владимировна
36. Федько, Иван Петрович
37. Федюк, Наталия Ивановна
38. Федяшин Виктор Иванович
39. Федяева, Галина Леонидовна
40. Феоктистов, Геннадий Васильевич
41. Феоктистова, Людмила Ивановна
42. Ферст, Дмитрий Георгиевич
43. Фетисов, Владимир Анатольевич
44. Фетисов, Юрий Алексеевич
45. Фетисова, Татьяна Георгиевна
46. Филатов, Александр Павлович
47. Филатова, Вера Ивановна
48. Филев, Александр Дмитриевич
49. Филимонихин, Николай Михайлович
50. Филимонов, Василий Иванович
51. Филимонова, Валентина Васильевна
52. Филимонова, Мария Стефановна
53. Филина, Елена Егоровна
54. Филиппов, Александр Николаевич
55. Филиппов, Валерий Викторович
56. Филиппов, Владимир Владимирович
57. Филиппов, Владимир Владимирович
58. Филиппов, Владимир Михайлович
59. Филиппов, Дмитрий Николаевич
60. Филиппов, Николай Фёдорович
61. Филиппова, Августа Павловна
62. Филиппова, Полина Егоровна
63. Филиппович, Сергей Адамович
64. Филянова, Любовь Парфёновна
65. Финогенов, Павел Васильевич
66. Фионина, Валентина Михайловна
67. Фирсова, Нина Петровна
68. Фирюлин, Анатолий Петрович
69. Фогель, Любовь Фёдоровна
70. Фокин, Витольд Павлович
71. Фокина, Валентина Фёдоровна
72. Фолитарчик, Галина Викторовна
73. Фолкуян, Антонина Андреевна
74. Фоменко, Анатолий Иванович
75. Фоменко, Валентин Фёдорович
76. Фоменко, Михаил Владимирович
77. Фомин, Владимир Андреевич
78. Фомин, Станислав Иванович
79. Фомина, Нина Алексеевна
80. Фомиченко, Константин Ефимович
81. Фотеев, Владимир Константинович
82. Фотокакис, Вангелис Теодосис
83. Фощенко, Василий Васильевич
84. Франтов, Александр Тимофеевич
85. Франценюк, Иван Васильевич
86. Фрейфальт, Ояр Арнольдович
87. Фрелинг, Мария Михайловна
88. Фридман, Михаил Иосифович
89. Фриш, Григорий Львович
90. Фроленкова, Галина Павловна
91. Фролкин, Анатолий Антонович
92. Фролкин, Иван Тихонович
93. Фролов, Борис Антонович
94. Фролов, Василий Иванович
95. Фролов, Виктор Иванович
96. Фролов, Иван Тимофеевич
97. Фролов, Константин Васильевич
98. Фролов, Николай Васильевич
99. Фролов, Сергей Сергеевич
100. Фролова, Валентина Григорьевна
101. Фурманов, Игорь Стефанович
102. Фурманюк, Галина Владимировна
103. Фурсов, Владимир Петрович
104. Фуфачёва, Алевтина Ильинична

## Х
1. Хабаров, Сергей Николаевич
2. Хабибуллаев, Пулат Киргизбаевич
3. Хабибуллин, Равмер Хасанович
4. Хагажеев, Джонсон Талович
5. Хаджаева, Жамиля
6. Хаджинов, Леонид Петрович
7. Хаёев, Изатулло Хаёевич
8. Хажиева, Зевар
9. Хайдаров, Меликузи
10. Хайраманов, Сайлаубай Атуевич
11. Хайруллин, Рафаиль Шайхуллович
12. Хакимов, Ботирали Журабаевич
13. Хакимов, Зиявитдин
14. Халдеев, Михаил Иванович
15. Халиков, Ринад Самеевич
16. Халикова, Сарвар Абдрахмановна
17. Халилов, Курбан Али оглы
18. Халимов, Иззатулло
19. Халин, Алексей Фёдорович
20. Халниязов, Аламурат
21. Хамадеев, Рашит Саитович
22. Хамадияров, Наиль Анварович
23. Хамидулин, Рашит Луфтулович
24. Хамрабекова, Тожи
25. Хамраева, Рая
26. Хамроев, Халил Бозорович
27. Хамцова, Тамара Валентиновна
28. Хананашвили, Михаил Михайлович
29. Ханберг, Эрик Карлович
30. Ханова, Огулгерек Отжановна
31. Ханякина, Лилия Михайловна
32. Хапов, Анатолий Максимович
33. Хараишвили, Додо Семёновна
34. Харинова, Надежда Александровна
35. Харитонова, Вера Марковна
36. Харитонова, Галина Александровна
37. Харитонова, Галина Дмитриевна
38. Харламов, Александр Павлович
39. Харлашкин, Виктор Васильевич
40. Харченко, Василий Михайлович
41. Харченко, Виктор Иванович
42. Харьков, Анатолий Васильевич
43. Хасарокова, Фазилят Магометовна
44. Хасмамедова, Элеонора Алиевна
45. Хаснулин, Мансур Мингалеевич
46. Хатамов, Халилилла
47. Хафизова, Хабиба Рахимовна
48. Хачатрян, Вилеша Хачатурович
49. Хачатрян, Оганес Арменакович
50. Хачатурян, Ашот Арестокесович
51. Хватов, Геннадий Александрович
52. Хворостов, Николай Павлович
53. Хворостяной, Виктор Терентьевич
54. Хворостянский, Николай Фёдорович
55. Хижняк, Виталий Михайлович
56. Хилькевич, Павел Павлович
57. Хильчевский, Борис Петрович
58. Хирный, Константин Васильевич
59. Хитрон, Павел Абрамович
60. Хитрун, Леонид Иванович
61. Хиякбаев, Абдулла
62. Хлащева, Наталья Павловна
63. Хлебаева, Наталья Константиновна
64. Хлебников, Михаил Иванович
65. Хлебнов, Владимир Михайлович
66. Хлебушкина, Антонина Павловна
67. Хливнюк, Николай Фёдорович
68. Хмелева, Светлана Владимировна
69. Хмельнюк, Валерий Яковлевич
70. Хмыз, Сергей Васильевич
71. Ходасевич, Геннадий Васильевич
72. Ходжаков, Овлякули
73. Ходжамурадов, Аннамурад
74. Ходжаяров, Валентин Мухтарович
75. Ходов, Николай Владимирович
76. Ходыкин, Иван Алексеевич
77. Ходырев, Владимир Яковлевич
78. Ходырев, Геннадий Максимович
79. Холбаев, Сапар
80. Холодилина, Валентина Ивановна
81. Холодова, Анна Анисимовна
82. Холявко, Виктор Гаврилович
83. Хомич, Андрей Антонович
84. Хомич, Дмитрий Михайлович
85. Хомутовский, Николай Владимирович
86. Хомчик, Виктор Иосифович
87. Хомяков, Александр Александрович
88. Хомяков, Алексей Александрович
89. Хонякова, Таисия Григорьевна
90. Хоришко, Елена Васильевна
91. Хорошилов, Евгений Николаевич
92. Хотькина, Надежда Константиновна
93. Хохлов, Василий Васильевич
94. Хохлова, Анна Петровна
95. Храпова, Наталья Дмитриевна
96. Хренников, Тихон Николаевич
97. Хрестенков, Анатолий Павлович
98. Хрестин, Сергей Фёдорович
99. Хрипунов, Николай Фёдорович
100. Христораднов, Юрий Николаевич
101. Хробуст, Валентин Николаевич
102. Хромовичева, Лидия Ивановна
103. Хромых, Татьяна Константиновна
104. Хронопуло, Михаил Николаевич
105. Хруставчук, Дмитрий Васильевич
106. Хубиев, Владимир Исламович
107. Худаёров, Парда
108. Худайбергенова, Римаджан Матназаровна
109. Худайбердиев, Эргашали
110. Худошин, Виктор Константинович
111. Худяев, Вячеслав Иванович
112. Худякова, Анна Александровна
113. Хусаинов, Юрий Минивалич
114. Хуснутдинов, Шаукат Хамитович
115. Хут, Малич Салихович
116. Хуторной, Виктор Иванович
117. Хуторянина, Валентина Евдокимовна

## Ц
1. Цагараев, Михаил Гацирович
2. Цаковская, Валентина Ивановна
3. Цапко, Владимир Георгиевич
4. Царев, Ювеналий Иванович
5. Царенко, Александр Михайлович
6. Царьков, Владимир Георгиевич
7. Царькова, Нонна Викторовна
8. Цветков, Владилен Васильевич
9. Цветкова, Таисия Пантелеевна
10. Целиков, Павел Иванович
11. Цертий, Николай Мефодиевич
12. Цирамуа, Етери Самсоновна
13. Цирульникова, Мария Васильевна
14. Цитлидзе, Гиви Акакиевич
15. Цуранов, Владимир Александрович
16. Цыбанев, Валерий Николаевич
17. Цыбух, Валерий Иванович
18. Цыганкова, Надежда Ивановна
19. Цыганов, Виктор Иванович
20. Цыгир, Раиса Григорьевна
21. Цыжипова, Цицигма Бадмаевна
22. Цыкалова, Наталья Алексеевна
23. Цыпкин, Николай Тимофеевич
24. Цыплаков, Владислав Васильевич
25. Цырендашиев, Николай Гармаевич
26. Цыу, Николай Антонович
27. Цыцорина, Шагарбан Кошкумбаевна

## Ч
1. Чабанов, Алим Иванович
2. Чабдаров, Борис Касимович
3. Чаенков, Владимир Афанасьевич
4. Чазов, Евгений Иванович
5. Чаковский, Александр Борисович
6. Чантурия, Валерий Андреевич
7. Чантурия, Нодари Викторович
8. Чаплин, Борис Николаевич
9. Чаплыгин, Юрий Александрович
10. Чаплыгина, Ольга Михайловна
11. Частикин, Анатолий Григорьевич
12. Чебриков, Виктор Михайлович
13. Чебыкин, Андрей Владимирович
14. Чевеленкова, Любовь Николаевна
15. Чекерда, Галина Петровна
16. Челноков, Николай Ефимович
17. Чемакина, Любовь Ивановна
18. Чепанис, Альфред Казимирович
19. Чепурин, Виктор Александрович
20. Чепурной, Николай Иванович
21. Чербаев, Виктор Иванович
22. Червоненко, Степан Васильевич
23. Червяков, Александр Дмитриевич
24. Червяков, Александр Николаевич
25. Чердинцев, Василий Макарович
26. Черевако, Николай Поликарпович
27. Череватый, Анатолий Александрович
28. Чередник, Василий Иванович
29. Черёмушкин, Николай Петрович
30. Черепанов, Иван Михайлович
31. Черепаха, Надежда Дмитриевна
32. Черкасов, Анатолий Викторович
33. Черкасов, Николай Тимофеевич
34. Черкашин, Эдуард Иванович
35. Черкашина, Валентина Николаевна
36. Черкашина, Галина Петровна
37. Черкезишвили, Николай Георгиевич
38. Черкезия, Отар Евтихиевич
39. Чернавин, Владимир Николаевич
40. Черната, Михаил Иванович
41. Черная, Татьяна Ивановна
42. Черненко, Валентина Афанасьевна
43. Черненко, Нина Николаевна
44. Черненков, Григорий Захарович
45. Чернецкая, Валерия Михайловна
46. Чернецкий, Виктор Георгиевич
47. Чернецов, Пётр Васильевич
48. Черников, Александр Дмитриевич
49. Черниченко, Юрий Дмитриевич
50. Чернов, Виктор Викторович
51. Чернов, Юрий Филиппович
52. Чернова, Анна Евдокимовна
53. Черногоров, Александр Леонидович
54. Чернозуб, Виктор Михайлович
55. Черномырдин, Виктор Степанович
56. Черношей, Екатерина Владимировна
57. Чернухин, Николай Алексеевич
58. Чёрный, Алексей Клементьевич
59. Чёрный, Виктор Иванович
60. Чёрный, Иван Павлович
61. Чёрный, Николай Афанасьевич
62. Чёрный, Юрий Дмитриевич
63. Черных, Валентин Матвеевич
64. Чернышёв, Анатолий Куприянович
65. Чернышёв, Михаил Юрьевич
66. Чернышева, Ольга Владимировна
67. Чернышков, Леонид Николаевич
68. Чернышкова, Екатерина Александровна
69. Чернявская, Лидия Александровна
70. Черняев, Анатолий Сергеевич
71. Черской, Алексей Климович
72. Чертищев, Владимир Сергеевич
73. Черунова, Валентина Андреевна
74. Чесноков, Юрий Тимофеевич
75. Четвертухин, Владимир Михайлович
76. Чехарин, Евгений Михайлович
77. Чехоев, Анатолий Георгиевич
78. Чжен, Виктор Анатольевич
79. Чигвария, Джемал Константинович
80. Чигогидзе, Гурам Егорович
81. Чижков, Владимир Григорьевич
82. Чижов, Анатолий Алексеевич
83. Чижова, Клара Петровна
84. Чикин, Валентин Васильевич
85. Чикина, Зинаида Фёдоровна
86. Чикирев, Николай Сергеевич
87. Чилеев, Геннадий Владимирович
88. Чиналиев, Улукбек Кожомжарович
89. Чинькова, Нина Михайловна
90. Чиркова, Валентина Александровна
91. Чиркова, Людмила Ивановна
92. Чирсков, Владимир Григорьевич
93. Чистов, Анатолий Михайлович
94. Чистов, Леонид Борисович
95. Чистоплясов, Степан Иванович
96. Чистякова, Валентина Николаевна
97. Чистякова, Екатерина Андреевна
98. Читишвили, Роэна Шалвовна
99. Чих, Михаил Павлович
100. Чичеватов, Николай Максимович
101. Чичеров, Владимир Степанович
102. Чичко, Валентин Николаевич
103. Чоба, Аркадий Алексеевич
104. Чувашов, Николай Фёдорович
105. Чувашова, Элеонора Григорьевна
106. Чугуевский, Василий Сергеевич
107. Чугунов, Владимир Александрович
108. Чудинов, Михаил Дмитриевич
109. Чужов, Василий Николаевич
110. Чуйко, Татьяна Станиславовна
111. Чуканов, Анатолий Дмитриевич
112. Чукреев, Пётр Александрович
113. Чуксанов, Олег Валентинович
114. Чулаков, Евгений Родионович
115. Чулкова, Клавдия Ивановна
116. Чумадевский, Михаил Игнатьевич
117. Чумак, Аркадий Степанович
118. Чумаков, Александр Петрович
119. Чумаченко, Анатолий Иванович
120. Чуприн, Федор Иванович
121. Чуприянов, Иван Михайлович
122. Чуриков, Андрей Александрович
123. Чурилов, Валерий Андреевич
124. Чуркаева, Валентина Васильевна
125. Чурсина, Мария Афанасьевна
126. Чучкалов, Геннадий Иванович
127. Чхеидзе, Зураб Амвросиевич
128. Чялькис, Пятрас Альбинович

## Ш
1. Шабалина, Валентина Сергеевна
2. Шабанов, Виталий Михайлович
3. Шабаршин, Константин Кузьмич
4. Шабунин, Анатолий Егорович
5. Шагиев, Марс Хзырович
6. Шаго, Евгений Петрович
7. Шадиева, Тотукан Романовна
8. Шадриков, Владимир Дмитриевич
9. Шадрин, Адихан Измайлович
10. Шадрин, Виктор Венидиктович
11. Шадрина, Надежда Михайловна
12. Шадрина, Юлия Николаевна
13. Шайдаков, Борис Петрович
14. Шайдуллин, Зуфар Газизович
15. Шайдуллина, Майсэрэ Абдулферидовна
16. Шаймиев, Минтимер Шарипович
17. Шаклычева, Джумагозель
18. Шаколина, Людмила Фёдоровна
19. Шакунов, Василий Александрович
20. Шалаев, Степан Алексеевич
21. Шалин, Радий Евгеньевич
22. Шалыев, Атабаллы Бапбаевич
23. Шалягина, Галина Степановна
24. Шама, Николай Михайлович
25. Шаманский, Владимир Васильевич
26. Шамонин, Анатолий Тарасович
27. Шамугия, Иамзе Владимировна
28. Шамшин, Василий Александрович
29. Шандрыга, Борис Григорьевич
30. Шанцев, Валерий Павлинович
31. Шаньгин, Сергей Алексеевич
32. Шаова, Людмила Аскаровна
33. Шаповал, Владимир Никифорович
34. Шаповалов, Анатолий Александрович
35. Шаповалов, Олег Борисович
36. Шапошников, Евгений Иванович
37. Шаравара, Тамара Ивановна
38. Шараев, Леонид Гаврилович
39. Шарапов, Анатолий Сергеевич
40. Шарапов, Виктор Васильевич
41. Шарафутдинов, Рамиль Халимуллович
42. Шарецкий, Семен Георгиевич
43. Шарин, Леонид Васильевич
44. Шарипов, Дамир Исмагилович
45. Шарипова, Фазолат
46. Шаров, Леонтий Демьянович
47. Шарова, Зинаида Алексеевна
48. Шарыгин, Владимир Александрович
49. Шастин, Сергей Петрович
50. Шаталин, Юрий Васильевич
51. Шаталов, Виктор Фёдорович
52. Шаталов, Владимир Александрович
53. Шаталов, Владимир Андреевич
54. Шатохин, Виктор Фёдорович
55. Шаухаманов, Сеилбек
56. Шафранская, Зоя Семёновна
57. Шафранский, Виктор Владимирович
58. Шахназаров, Георгий Хосроевич
59. Шахов, Эдуард Константинович
60. Шашкина, Ольга Васильевна
61. Шварева, Людмила Эдмундовна
62. Шведов, Александр Максимович
63. Шведова, Таисия Васильевна
64. Швец, Валентин Родионович
65. Швецова, Людмила Ивановна
66. Швырев, Николай Дмитриевич
67. Шебанов, Александр Андриянович
68. Шеварднадзе, Эдуард Амвросиевич
69. Шевелин, Юрий Иванович
70. Шевель, Михаил Иванович
71. Шевельдина, Евгения Ивановна
72. Шевцов, Александр Вуколович
73. Шевцов, Александр Иванович
74. Шевцов, Анатолий Егорович
75. Шевцова, Галина Сергеевна
76. Шевцова, Римма Михайловна
77. Шевченко, Александра Фёдоровна
78. Шевченко, Анатолий Андриянович
79. Шевченко, Валентина Семёновна
80. Шевченко, Владимир Антонович
81. Шевченко, Николай Петрович
82. Шевченко, Нина Ивановна
83. Шевченко, Сергей Владимирович
84. Шевчук, Степан Карпович
85. Шегиров, Амангазы Ахметкалиевич
86. Шейкин, Федор Ильич
87. Шек, Арина
88. Шелгунов, Валерий Иванович
89. Шелегацкая, Екатерина Николаевна
90. Шелестов, Анатолий Васильевич
91. Шелкаев, Иван Прокофьевич
92. Шелковский, Николай Васильевич
93. Шелкунова, Татьяна Анатольевна
94. Шелюк, Василий Иванович
95. Шеметова, Елена Яковлевна
96. Шенин, Олег Семёнович
97. Шеремет, Николай Викторович
98. Шерстень, Анатолий Алексеевич
99. Шерстюков, Вильгельм Иванович
100. Шестов, Михаил Александрович
101. Шестопалов, Михаил Алексеевич
102. Шестопалов, Николай Фёдорович
103. Шибанова, Валентина Иосифовна
104. Шибик, Николай Александрович
105. Шилин, Анатолий Алексеевич
106. Шилин, Юрий Валентинович
107. Шилов, Павел Степанович
108. Шилов, Юрий Александрович
109. Шиловская, Ольга Антоновна
110. Шилько, Болеслав Пиусович
111. Шиманова, Людмила Семёновна
112. Шимко, Владимир Иванович
113. Шинкаренко, Виктор Михайлович
114. Шинкаренко, Зинаида Михайловна
115. Шинкевич, Иван Артемович
116. Шинкуба, Баграт Васильевич
117. Шипко, Валентина Григорьевна
118. Шипунов, Аркадий Георгиевич
119. Ширин, Юрий Петрович
120. Шириненко, Ирина Юрьевна
121. Ширинкин, Алексей Иванович
122. Ширинский, Юрий Арифович
123. Широбоков, Иван Всеволодович
124. Широкопояс, Анатолий Данилович
125. Ширшин, Григорий Чоодуевич
126. Ширяев, Анатолий Иванович
127. Шитов, Александр Иванович
128. Шитов, Семен Константинович
129. Шишко, Владимир Иванович
130. Шишманов, Юрий Степанович
131. Шишов, Алексей Алексеевич
132. Шкабардня, Михаил Сергеевич
133. Шкибтан, Болислав Антонович
134. Шкимбов, Дмитрий Иванович
135. Школьник, Борис Васильевич
136. Шкурко, Валентин Петрович
137. Шкуропат, Юрий Александрович
138. Шляхта, Евгений Георгиевич
139. Шляхтов, Виктор Александрович
140. Шмакова, Людмила Ивановна
141. Шмидт, Андрей Петрович
142. Шмирер, Виктор Александрович
143. Шмонин, Борис Алексеевич
144. Шмыгина, Ольга Петровна
145. Шнырев, Валентин Викторович
146. Шогин, Юрий Николаевич
147. Шокин, Алексей Константинович
148. Шолар, Мария Дмитриевна
149. Шомоев, Клим Кириллович
150. Шопанаев, Кайырлы Аменович
151. Шорина, Анна Александровна
152. Шостаковский, Вячеслав Николаевич
153. Шпак, Ольга Григорьевна
154. Шпирко, Алексей Ефимович
155. Шпирна, Иван Конста
156. Шрамко, Юрий Меркурьевич
157. Штатнов, Николай Георгиевич
158. Штепо, Виктор Иванович
159. Штойк, Гарри Гвидович
160. Штрайф, Иван Егорович
161. Шубин, Вениамин Ильич
162. Шубин, Иван Михайлович
163. Шубина, Галина Ивановна
164. Шувалов, Игорь Иванович
165. Шуклин, Владимир Иванович
166. Шулаев, Михаил Петрович
167. Шулаков, Леонид Васильевич
168. Шулежко, Алексей Фёдорович
169. Шулиндина, Светлана Васильевна
170. Шульга, Юрий Кузьмич
171. Шуляк, Евгений Александрович
172. Шумейко, Анатолий Григорьевич
173. Шумилина, Роза Ивановна
174. Шумский, Виталий Петрович
175. Шумский, Владимир Степанович
176. Шуралев, Владимир Михайлович
177. Шурбин, Иван Ильич
178. Шурдумова, Лида Муридовна
179. Шустко, Лев Сергеевич
180. Шутиков Валентин Васильевич

## Щ
1. Щадов, Михаил Иванович
2. Щасная, Лариса Ивановна
3. Щеваев, Николай Владимирович
4. Щеглов, Сергей Васильевич
5. Щеглов, Юлий Алексеевич
6. Щеголькова, Александра Николаевна
7. Щелкунов, Юрий Александрович
8. Щелокова, Валентина Ивановна
9. Щепетильников, Аркадий Николаевич
10. Щепетов, Иван Алексеевич
11. Щербак, Владимир Николаевич
12. Щербак, Федор Алексеевич
13. Щербаков, Владимир Павлович
14. Щербаков, Лев Михайлович
15. Щербаков, Сергей Георгиевич
16. Щербаков, Юрий Викторович
17. Щербакова, Людмила Андреевна
18. Щербина, Борис Евдокимович
19. Щербина, Валерий Григорьевич
20. Щербинина, Мария Антоновна
21. Щербицкий, Владимир Васильевич

## Э
1. Эйсмонт, Владимир Ефимович
2. Эйсмунтас, Эдуардас Адольфович
3. Эмиридзе, Гурам Хусейнович
4. Эргашева, Валентина Васильевна
5. Эсиргапов, Абдугаппар Джуробекович
6. Эшонкулова, Рузигуль Худойкуловна

## Ю
1. Юдин, Александр Александрович
2. Юдинцева, Алла Григорьевна
3. Юзбашян, Мариус Арамович
4. Юлдашев, Абдувахаб Абдусаматович
5. Юлдашев, Шавкат Мухитдинович
6. Юндунов, Николай Викторович
7. Юнусалиева, Таджихон
8. Юнусова, Мархабо
9. Юрачева, Тамара Андреевна
10. Юрин, Анатолий Поликарпович
11. Юрихина, Элла Георгиевна
12. Юркова, Надежда Васильевна
13. Юров, Анатолий Васильевич
14. Юртеева, Татьяна Михайловна
15. Юрченко, Александр Васильевич
16. Юрченко, Владимир Семёнович
17. Юрчук, Юрко Николаевич
18. Юрьев, Михаил Павлович
19. Юсифзаде, Зия Мамедия оглы
20. Юсифов, Мурсал Найыб оглы
21. Юсупов, Магомед Юсупович
22. Юхновский, Игорь Рафаилович
23. Юшков, Геннадий Анатольевич

## Я
1. Ягловский, Василий Николаевич
2. Ягодин, Геннадий Алексеевич
3. Ягодинец, Владимир Александрович
4. Ягодкина, Елена Николаевна
5. Ягубов, Алисафа Алигейдар оглы
6. Ядгаров, Дамир Салихович
7. Язиков, Михаил Григорьевич
8. Язов, Дмитрий Тимофеевич
9. Якимов, Сергей Михайлович
10. Якобчук, Юрий Лукьянович
11. Яковлев, Александр Николаевич
12. Яковлев, Анатолий Николаевич
13. Яковлев, Анатолий Николаевич
14. Яковлев, Владимир Васильевич
15. Яковлев, Вячеслав Николаевич
16. Яковлев, Гирт Александрович
17. Яковлев, Евгений Гаврилович
18. Яковлев, Егор Владимирович
19. Яковлева, Людмила Васильевна
20. Яковлева, Людмила Константиновна
21. Яковлева, Людмила Николаевна
22. Яковлева, Нина Иосифовна
23. Яковлева, Татьяна Фёдоровна
24. Яковчик, Иван Михайлович
25. Якуба, Лидия Ивановна
26. Якубенко, Василий Герасимович
27. Якубов, Адыл
28. Якунин, Александр Иванович
29. Яландаева, Надежда Михайловна
30. Яльчинов, Александр Васильевич
31. Яманова, Елена Александровна
32. Ямчинский, Василий Николаевич
33. Янгиров, Рухулбаян Нурлыгаянович
34. Яндола, Григорий Гаврилович
35. Яненко, Алексей Васильевич
36. Яненко, Николаи Петрович
37. Яновский, Рудольф Григорьевич
38. Ярандайкина, Анна Мефодьевна
39. Яременко, Василий Алексеевич
40. Ярик, Светлана Викторовна
41. Ярин, Вениамин Александрович
42. Ярмухамедов, Булат Хайрханович
43. Ярмухаметов, Зиннур Губайдуллович
44. Ярославцева, Клавдия Ивановна
45. Ярош, Надежда Александровна
46. Ярошевич, Ольга Николаевна
47. Ярошевич, Юлия Степановна
48. Ястребов, Иван Павлович
49. Яушкин, Александр Липатович
50. Яхно, Николай Емельянович
51. Яцкевич, Владимир Николаевич
52. Яцуляк, Виталий Дмитриевич
53. Ячевский, Алексей Степанович
54. Яшин, Юрий Алексеевич
55. Яшкаускас, Витас-Пранцишкус Пранцишкович
56. Яшкин, Николай Николаевич

## Источник
- Список делегатов